# Antony
Pour l’article ayant un titre homophone, voir Antoni.
Pour les articles homonymes, voir Antony (homonymie).
Vous lisez un « article de qualité » labellisé en 2009.
 (février 2024).
Antony (/ɑ̃.tɔ.ni/ ) est une commune française située dans le département des Hauts-de-Seine dont elle est une sous-préfecture en région Île-de-France, dans la métropole du Grand Paris. Jusqu'en 1968, Antony faisait partie du département de la Seine.
Arrosée par la Bièvre, affluent de la Seine, Antony est située à un carrefour de routes très importantes, notamment le grand axe nord-sud, qui existait déjà il y a 2 000 ans. Faiblement urbanisée jusqu'au début du XXe siècle, la ville s'est considérablement développée entre les deux guerres, sous l'impulsion de son sénateur-maire Auguste Mounié, passant de 4 000  à   20 000 habitants. Au début des années 1960, la population passe en très peu de temps de 25 000  à   50 000 habitants pour loger les rapatriés d'Algérie. Aujourd'hui intégrée dans l'agglomération parisienne, Antony s'y distingue notamment par sa proximité avec l'Aéroport d'Orly, sa liaison avec le RER B vers Paris et le pôle de Massy. Dans le domaine de l'enseignement, l'Institution Sainte-Marie est l'un des plus grands établissements privés de France et, dans celui de la santé, le plus grand établissement privé d'Île-de-France est situé à Antony. 

## Géographie

### Localisation
Antony est une commune de la banlieue sud de Paris à 8 kilomètres de la Porte d'Orléans, principale porte de la capitale au sud du 14e arrondissement de Paris, et à 12,5 kilomètres à vol d'oiseau au sud-ouest de la cathédrale Notre-Dame de Paris.
Antony a la particularité d'être à l'intersection de trois départements : l'Essonne, avec les communes de Verrières-le-Buisson à l'ouest, Wissous à l'est, Massy au sud ; les Hauts-de-Seine, avec les communes de Châtenay-Malabry à l'ouest, Sceaux et Bourg-la-Reine au nord ; et le Val-de-Marne, avec les communes de Fresnes et l'Haÿ-les-Roses à l'est.
| Sceaux               | Bourg la Reine | L'Haÿ-les-Roses |
| Chatenay-Malabry     | Antony         | Fresnes         |
| Verrières-le-Buisson | Massy          | Wissous         |

Antony est traversée par la coulée verte du Sud-Parisien qui reprend une partie de la via Turonensis, l'un des quatre chemins de France du pèlerinage de Saint-Jacques-de-Compostelle.

Vue de la commune de Antony en rouge sur la carte de Paris et de la « Petite Couronne ».
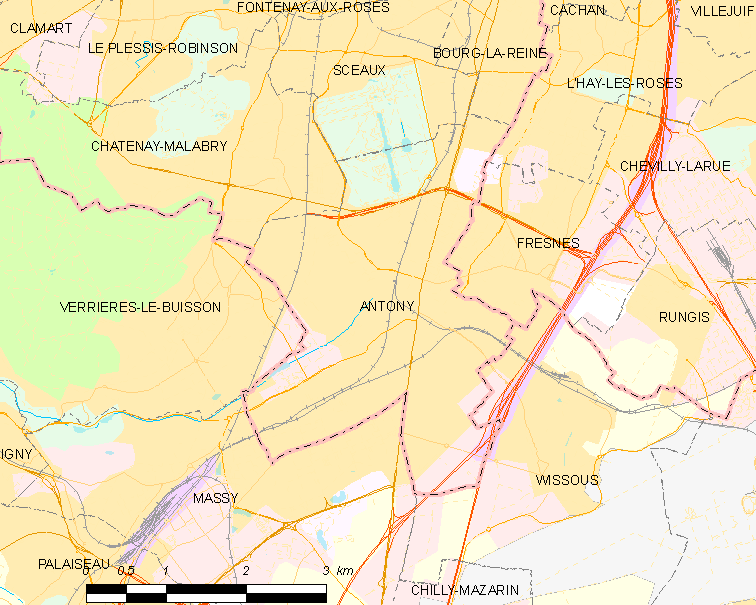
Antony et les communes limitrophes.
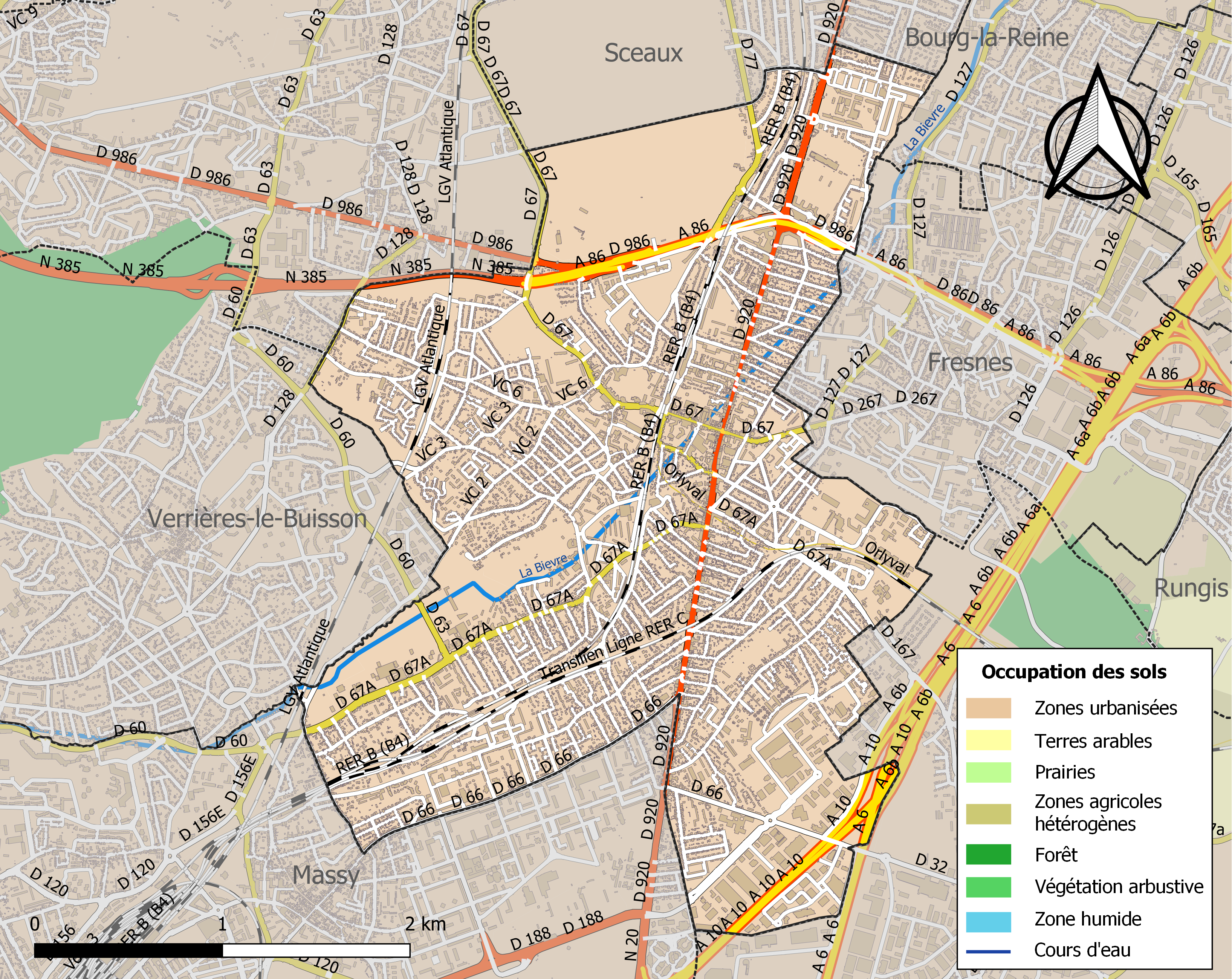
Occupation des sols.

### Géologie et relief
La superficie de la commune est de 956 hectares ; son altitude varie de 45  à   103 mètres ; le point le plus bas est rue Gabriel-Chamon au niveau de la vallée de la Bièvre et le point le plus élevé, avenue d’Estienne-d’Orves à la limite de Châtenay-Malabry.
Les plateaux de Beauce se terminent au nord, par une zone entaillée par les petits affluents de la Seine. Antony se trouve à l’extrême nord-est de cette zone, appelée Hurepoix.
La croûte des calcaires de Beauce s’achève par une corniche en bordure du bois de Verrières. Elle recouvre une épaisse couche imperméable d’environ 50 mètres de sables de Fontainebleau, mêlée de marnes, elle-même reposant sur des couches de marnes vertes dans lesquelles on trouve quelques zones gypseuses, puis sur des marnes bleues formant le fond de la vallée de la Bièvre. Ces marnes vertes et ces marnes bleues constituent une couche totalement imperméable d’environ 10 mètres. L’ensemble date de l’ère tertiaire, au moment où la mer qui occupait le centre du Bassin parisien a commencé à se retirer.
Le vieux village d’Antony est situé sur ces marnes vertes, à la limite de l’affleurement de la nappe phréatique. C’est dans la couche gypseuse qu’a été trouvé en 1807, le plus ancien être vivant connu à Antony : l’Anoplotherium commune, étudié par Georges Cuvier, herbivore à longue queue, de la stature d’un âne ou d'un cheval, vivant il y a 30 millions d'années.

### Hydrographie

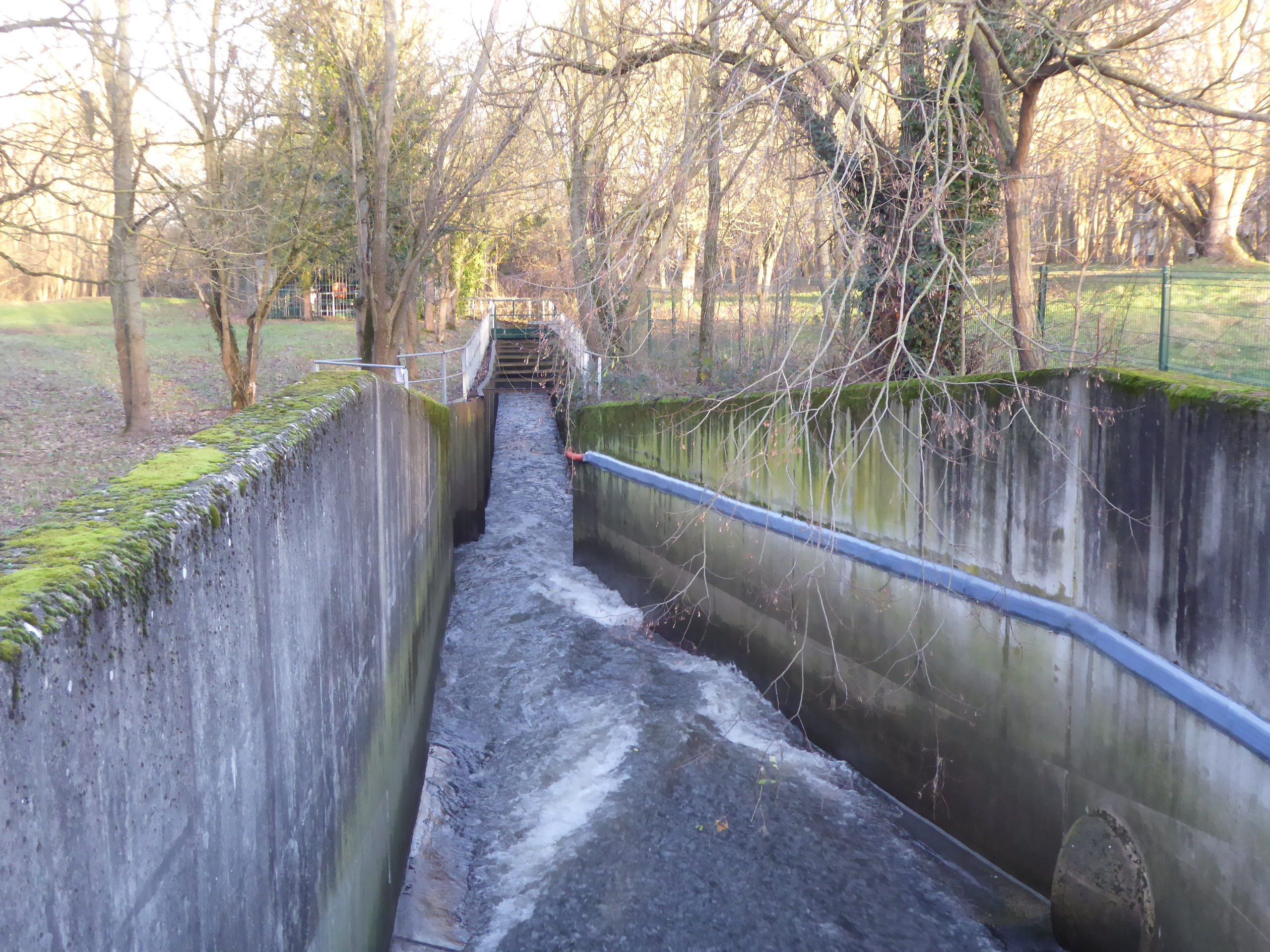
Bièvre dans la réserve naturelle.

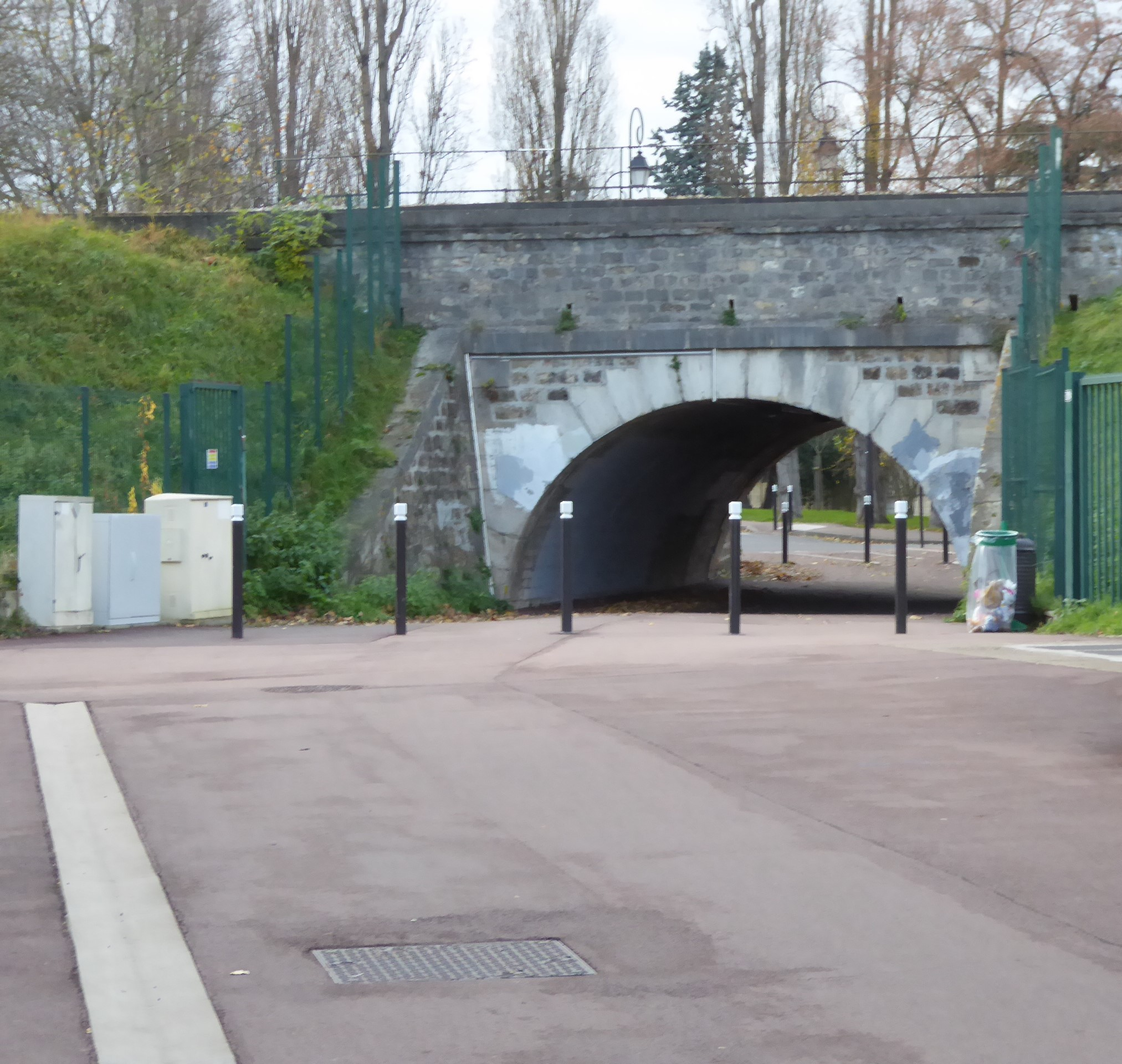
Passage de la Bièvre sous le RER.

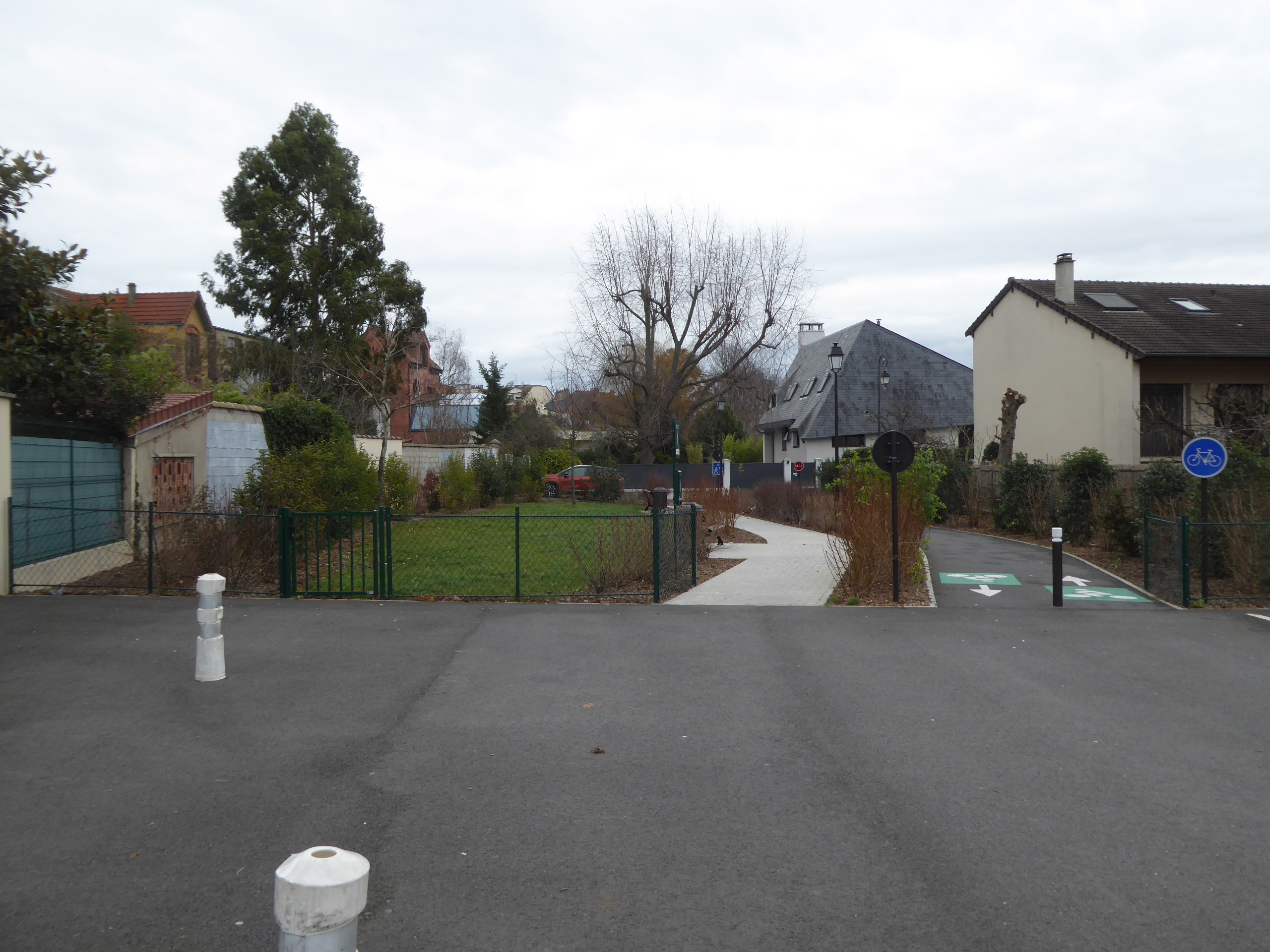
Passage cyclable piéton vers la rue Coustou sur la Bièvre souterraine

Antony est traversée par trois cours d'eau : la rivière Bièvre et deux affluents, le ruisseau des Godets à l'air libre sur l'ensemble de son cours et le ru d'Aulnay également nommé ru de Morteau ou ru des Morteaux entièrement recouvert. Un bras de la Bièvre alimenté par le ru des Godets coule à ciel ouvert dans le parc Heller dans un site où la Bièvre est entretenue par le Syndicat intercommunal d'aménagement de la vallée de la Bièvre. En aval du parc, la rivière est canalisée et recouverte depuis la décision du conseil municipal du 26 octobre 1950.

#### Cours de la Bièvre à Antony
À la limite des communes de Verrières-le-Buisson et de Massy, la Bièvre entre à Antony par un passage d’une centaine de mètres sous la rue du Pont-de-Pierre, la coulée verte du Sud-Parisien, les voies du TGV Atlantique et la rue Marius-Hue et ressurgit après ce tronçon souterrain dans une prairie où fut aménagée en 2009 la réserve naturelle régionale du bassin de la Bièvre en alimentant un bassin de retenue réalisé à cette date. La réserve clôturée est longée par une voie verte entre la rue entre la rue Marius-Hue et la rue Georges-Suant. En aval de ce plan d’eau, la Bièvre est souterraine à partir de la traversée de la rue Georges-Suant (route départementale 63). La Bièvre parcourait la propriété du marquis de Castries où est aménagé le parc Heller. Le confluent avec le ru des Godets était situé un peu en aval près de l’étang du Soleil dans ce parc. Ce confluent est encore visible en surplomb de l'étang du Soleil. La Bièvre se divisait ensuite en deux bras : la Bièvre morte, son cours naturel, à la limite sud-est du parc au bord de la voie verte et la Bièvre vive, bras artificiel qui actionnait la roue du moulin d’Antony. Le bief du Moulin alimenté par le ru des Godets est ainsi maintenu en eau jusqu’à la limite du parc. Les deux bras se rejoignaient en aval du moulin à l’entrée du parc Michalon au bord de la rue du Pont-aux-Ânes, actuellement rue Prosper-Legouté. La Bièvre traversait ce parc qui s’étendait au nord de cette rue jusqu’au-delà de l’actuelle rue de l’Abreuvoir. Le parc et le château Michalon ont été réalisés par M. Michalon carrossier au faubourg Saint-Germain à Paris qui fit également édifier en 1859 une fontaine, dite fontaine Michalon. Le château fut ensuite utilisé par une œuvre sociale Les enfants heureux au début du XXe siècle. Des immeubles de logements ont été ensuite édifiés sur ces terrains au cours de la deuxième moitié du XXe siècle. La Bièvre enterrée sous la rue de l’Abreuvoir passait sous la voie ferrée à l’emplacement de l’actuel passage piétonnier. Le cours de la rivière correspond au passage piétonnier et cyclable dans le prolongement qui donne accès à la rue Coustou. La rivière coulait ensuite entre les rues actuelles Madeleine et de la Bièvre et passait sous la route nationale 20, une cinquantaine de mètres au sud du carrefour avec l’actuelle avenue Gabriel-Péri. Après ce pont, se situait un abreuvoir qui fut supprimé en 1928 pour élargir la route et doubler la voie de l’Arpajonnais. 50 mètres au-delà, la Bièvre virait à gauche et croisait l'actuelle rue du 11-Novembre. Son cours correspondait ensuite à l’actuelle rue des Iris. 100 m au-delà, la rivière se divisait en deux bras :
- le bras vif en ligne droite à l’emplacement des actuelles rues des Iris, Barthélémy et promenade du Barrage jusqu’à la route nationale 186 (actuellement A 86). Entre la rue Barthélémy et la promenade du Barrage, le parcours de la Bièvre correspond aux espaces (jardins) entre les maisons. Ce bras artificiel qui alimentait le moulin de Berny fut enterré en 1952. Il longeait le parc du château de Berny délimité par la route nationale 20, la RN 186 (A 86) occupé par des haras au XIXe siècle et qui fut loti en 1905.
- le bras mort à l’est qui passait sous la route de Fresnes, actuellement rue Jean-Moulin, puis dans les prés de la Madeleine où a été aménagé le square Marc-Sangnier puis derrière les pavillons Castor à l’est de la rue Alphonse-Frager.

Un autre affluent de la Bièvre, le ru des Morteaux ou ru d'Aulnay, actuellement entièrement recouvert s’écoule de l’extrémité sud du grand canal du parc de Sceaux, passe sous les voies du RER par un pont, actuellement passage piétonnier entre l’allée des Peupliers et la rue des Morteaux puis sous la route nationale 20 (avenue Aristide-Briand) à l’angle de la rue Paul-Bourget et se jette dans la Bièvre recouverte au sud de la promenade du Barrage.
Il existait quatre lavoirs communaux, le lavoir de la Grande Pierre dont la rue du Lavoir-de-la-Grande-Pierre conserve le souvenir, en amont du passage sous la voie ferrée, le lavoir du Moulin, le lavoir du Pont-d'Antony à l'angle de la route d'Orléans (avenue de la Division-Leclerc) et de la rue de la Bièvre et le lavoir des Morteaux, allée des Peupliers au bord du ru éponyme (également nommé ru d'Aulnay).

### Climat
Pour des articles plus généraux, voir Climat de l'Île-de-France et Climat des Hauts-de-Seine.
En 2010, le climat de la commune est de type climat océanique dégradé des plaines du Centre et du Nord, selon une étude du CNRS s'appuyant sur une série de données couvrant la période 1971-2000. En 2020, Météo-France publie une typologie des climats de la France métropolitaine dans laquelle la commune est exposée à un climat océanique altéré et est dans la région climatique Sud-ouest du bassin Parisien, caractérisée par une faible pluviométrie, notamment au printemps (120 à 150 mm) et un hiver froid (3,5 °C).
Pour la période 1971-2000, la température annuelle moyenne est de 11,8 °C, avec une amplitude thermique annuelle de 15,3 °C. Le cumul annuel moyen de précipitations est de 649 mm, avec 10,8 jours de précipitations en janvier et 7,7 jours en juillet. Pour la période 1991-2020, la température moyenne annuelle observée sur la station météorologique la plus proche, située à Athis-Mons à 8 km à vol d'oiseau, est de 12,1 °C et le cumul annuel moyen de précipitations est de 622,2 mm,. Pour l'avenir, les paramètres climatiques de la commune estimés pour 2050 selon différents scénarios d'émission de gaz à effet de serre sont consultables sur un site dédié publié par Météo-France en novembre 2022.

## Urbanisme

### Typologie
Au 1er janvier 2024, Antony est catégorisée grand centre urbain, selon la nouvelle grille communale de densité à sept niveaux définie par l'Insee en 2022.
Elle appartient à l'unité urbaine de Paris, une agglomération inter-départementale regroupant 407  communes, dont elle est une commune de la banlieue,,. Par ailleurs la commune fait partie de l'aire d'attraction de Paris, dont elle est une commune du pôle principal,. Cette aire regroupe 1 929 communes,.

### Occupation des sols
Le tableau ci-dessous présente l'occupation des sols de la commune en 2018, telle qu'elle ressort de la base de données européenne d’occupation biophysique des sols Corine Land Cover (CLC).
| Type d’occupation                                              | Pourcentage | Superficie (en hectares) |
| -------------------------------------------------------------- | ----------- | ------------------------ |
| Tissu urbain discontinu                                        | 80,4 %      | 769                      |
| Zones industrielles ou commerciales et installations publiques | 9,5 %       | 91                       |
| Réseaux routier et ferroviaire et espaces associés             | 1,2 %       | 11                       |
| Espaces verts urbains                                          | 6,8 %       | 65                       |
| Équipements sportifs et de loisirs                             | 2,1 %       | 20                       |
| Source : Corine Land Cover                                     |             |                          |

### Morphologie urbaine
L’Insee découpe la commune en 4 « grands quartiers » soit Croix-de-Berny, Rabats, Baconnets et Centre-ville, eux-mêmes découpés en 27 îlots regroupés pour l'information statistique.
| Type d’occupation           | Pourcentage | Superficie (en hectares) |
| --------------------------- | ----------- | ------------------------ |
| Espace urbain construit     | 78,80 %     | 749,87                   |
| Espace urbain non construit | 18,50 %     | 176,20                   |
| Espace rural                | 2,70 %      | 26,13                    |
| Source : Iaurif             |             |                          |

Antony a révisé son plan local d'urbanisme (PLU) en 2007 à partir des conclusions d'une enquête faite en 2004 auprès des habitants et dont les résultats ont fait l'objet d'un projet d'aménagement et de développement durable (PADD). L'élaboration de ce PLU s'est achevée par l'adoption du projet définitif lors d'un vote du conseil municipal le 30 mai 2008. Les grandes orientations du PLU ont été présentées comme un urbanisme équilibré, une économie dynamique, des équipements publics développés, un environnement préservé pour un cadre de vie de qualité, des déplacements améliorés, mais cette vision a été remise en question par l'enquête publique préalable. La municipalité indiquait que la ville bénéficiait d'un cadre de vie qu'il convenait de préserver : un patrimoine naturel riche, de nombreux espaces verts, un patrimoine bâti diversifié (de l'ancien en pierre de meulière, des maisons individuelles Art nouveau, Art déco et d'architecture contemporaine), un cœur ancien bien mis en valeur, de nombreux alignements d'arbres et boisements, mais, paradoxalement, une partie du secteur pavillonnaire a été transférée dans une zone où les constructions denses deviennent possibles et l'on assiste à une densification intensive le long de la Rd 920 et rues perpendiculaires.
Le PLU (qui a fait l'objet d'un projet de modification en 2012) définit la sectorisation en 9 quartiers : Croix de Berny / La Fontaine, Coulée verte, Centre-ville / Hôtel de ville, Centre-ville / Mounié, Pajeaud, Paul-Bert, Noyer-Doré / Baconnets, Rabats, Zones industrielles. Antony compte 110 kilomètres de rues dont 80,6 sont des voies communales, 16,7 des voies départementales et nationales pour lesquelles la ville s'occupe de l'entretien des trottoirs et 13,1 sont des voies privées.

### Logement

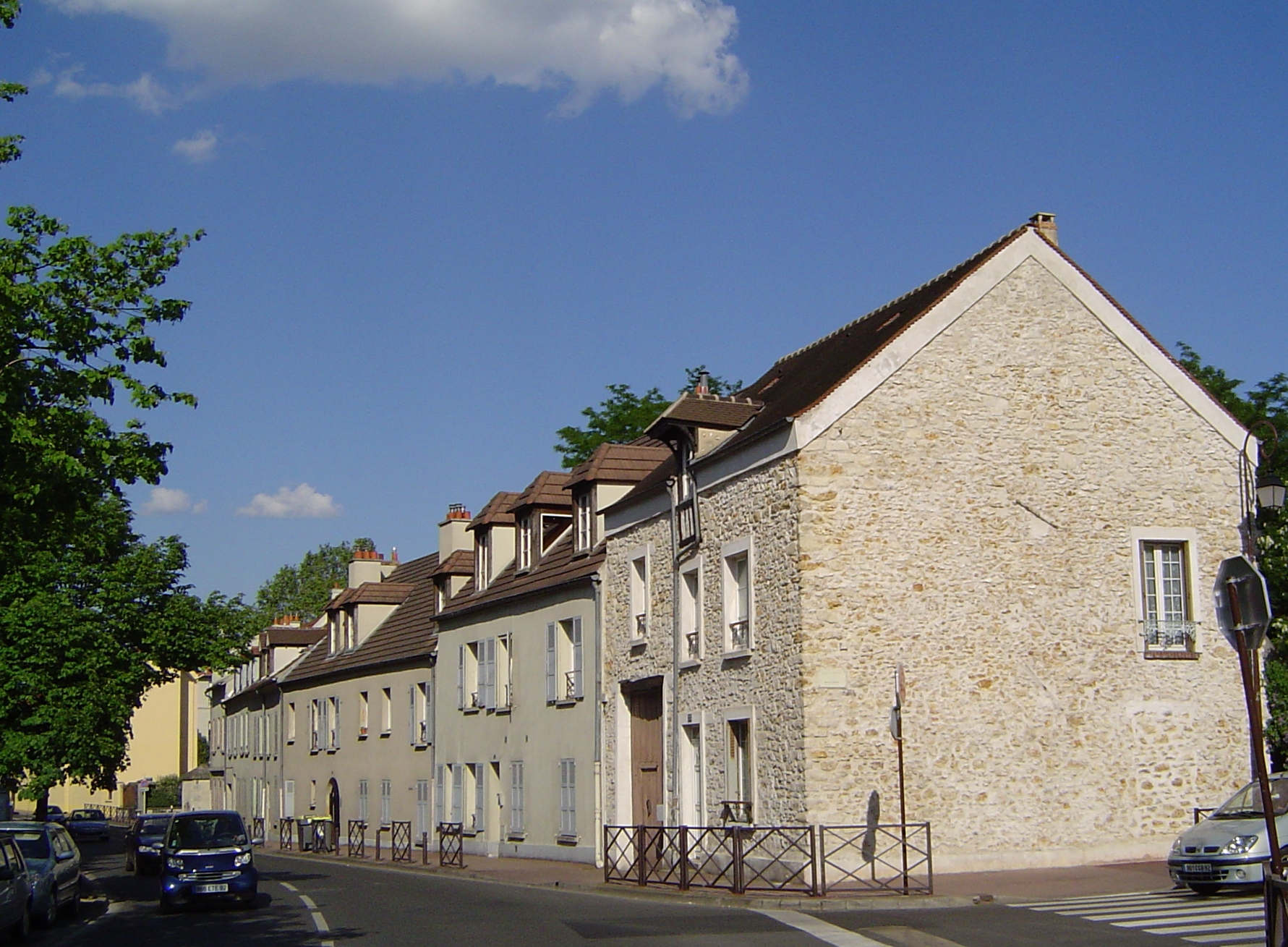
Anciennes maisons de vignerons en centre-ville.

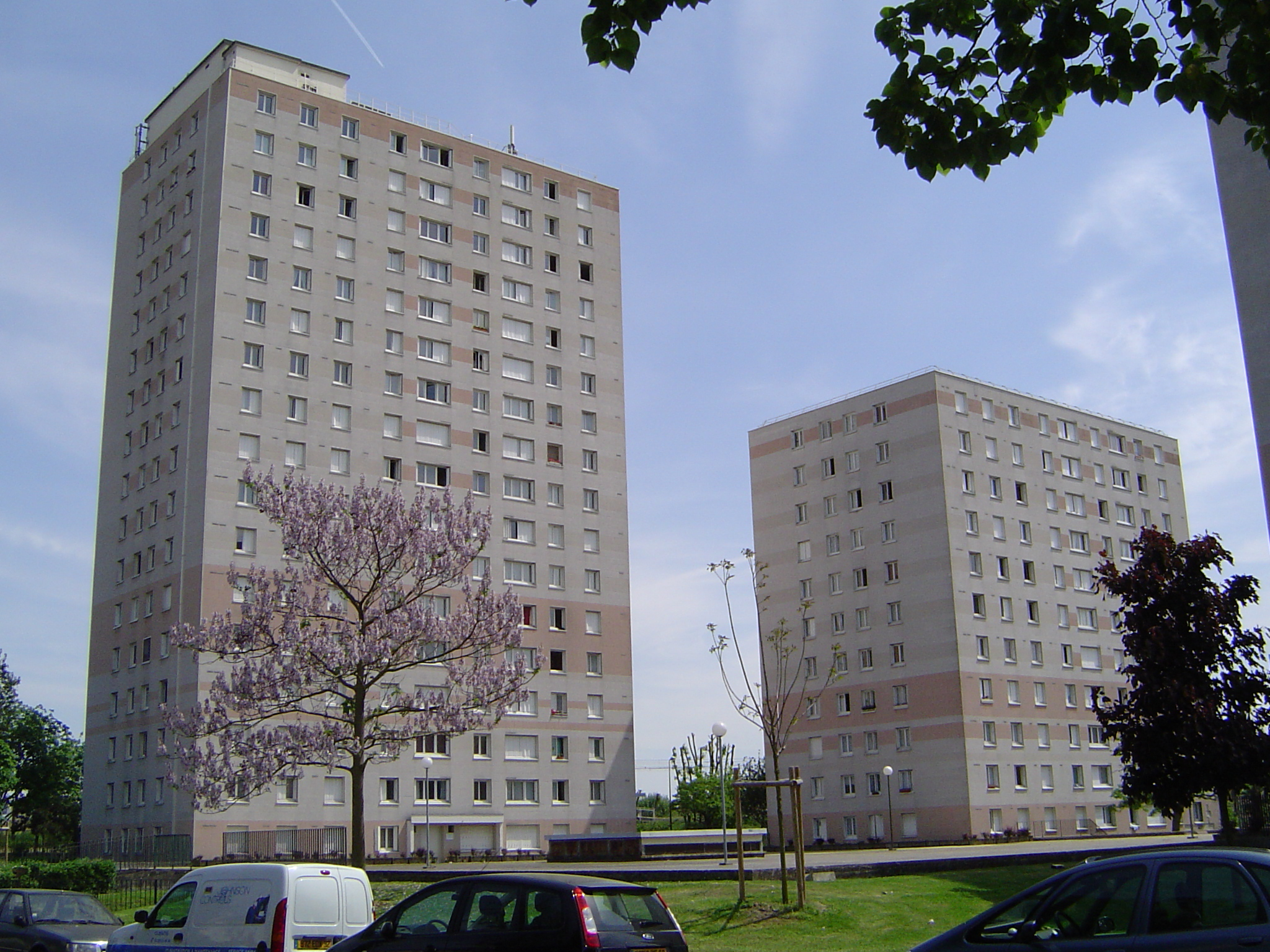
Grands immeubles de la « Cité Blanche » d'Antony.

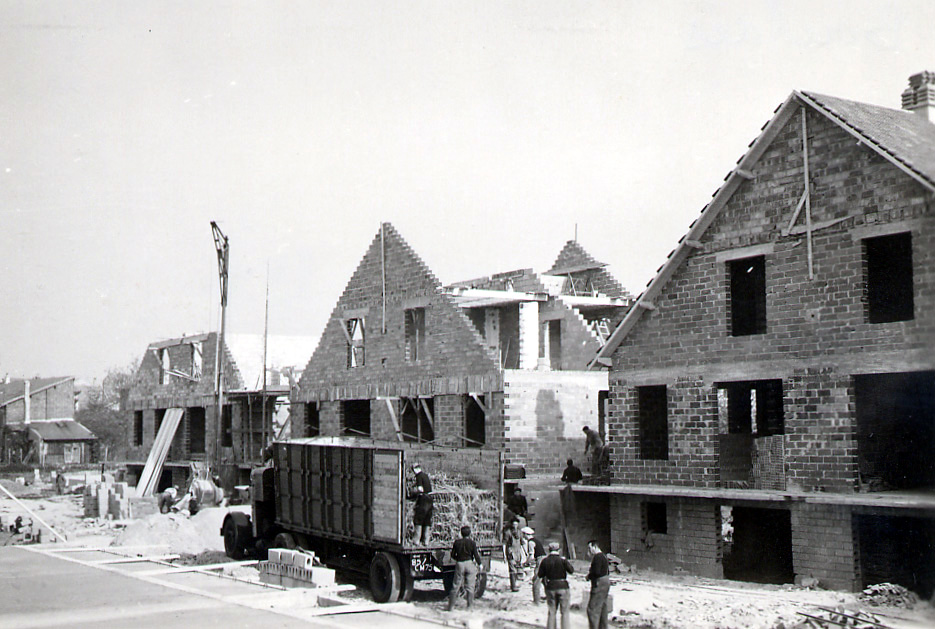
Construction des pavillons mitoyens des Castors en 1954.

Les petites maisons villageoises des XVIIe et XVIIIe siècles et même parfois du XVIe siècle, inventoriées dans les terriers de Saint-Germain-des-Près, existent encore pour la plupart.
Jusqu'en 1950, la priorité est donnée à l'infrastructure (routes, ponts, voies ferrés) plus qu'au logement. Le retard de la construction devient inquiétant, d'autant plus que la population de l'agglomération parisienne s'accroît dans des proportions considérables. Il faut construire vite et au moindre coût : des ensembles d'immeubles s'élèvent sur les dernières terres cultivées, puis dans les parcs des propriétés alors que jusqu'en 1954, 80 % des logements étaient des pavillons. Ces constructions permettent de loger les rapatriés d'Algérie puis vers 1975 une population franco-vietnamienne rejointe plus tard par les réfugiés d'Extrême-Orient.
Pour faire face à cette augmentation du nombre d'habitants à partir des années 1950, deux intéressantes expériences de Castors se sont déroulées à Antony en 1953 et 1954. Le castor est réputé pour construire lui-même son habitat et y prêter une attention particulière. Au lendemain de la Seconde Guerre mondiale, devant la pénurie de logements, des Français décident de construire eux-mêmes leurs maisons en s’associant au sein de sociétés anonymes coopératives. C’est ainsi que sont créées les sociétés « Le grillon de l'Île-de-France » et « Les castors de la Bièvre ». En 1953, la Compagnie des compteurs de Montrouge, qui possède des jardins ouvriers à Antony (situés à l'emplacement actuel du square Marc-Sangnier, à la limite de Fresnes), propose à ses employés de leur vendre ces terrains à un prix modique. Près de 140 pavillons mitoyens vont ainsi être construits entre 1953 et 1957. Leurs propriétaires s’investissent complètement dans ces constructions, travaillant le week-end, pendant leurs vacances et après leur journée de travail. Le règlement était très strict : le repos n’était autorisé qu’un dimanche par mois et pendant seulement une semaine de congés payés. L’attribution des pavillons aux employés a été faite, par choix dans l'ordre d'inscription initial ou par tirage au sort, une fois tous les pavillons construits. Quelques pavillons sont encore habités par les « Castors » d’origine.
L'ensemble des logements d'Antony représente aujourd'hui un patrimoine diversifié : des pavillons anciens en pierre de meulière, des maisons individuelles Art nouveau, Art déco et d'architecture contemporaine, un cœur ancien bien mis en valeur. Les immeubles construits dans les années 1960 sont en cours de rénovation, tandis que depuis quelques années de petits immeubles sont venus remplacer des pavillons anciens le long de la RD 920 (ex-RN 20) afin de réaliser un front continu. Dans l'enquête de l'hebdomadaire Le Point sur les villes de France « où l’on vit le mieux », Antony est très bien classée dans la quasi-totalité des domaines étudiés avec, notamment, la première position pour le logement.
En 2011, le nombre total de logements dans la commune était de 27 690, alors qu'il était de 26 236 en 2006. Parmi ces logements, 92,9 % étaient des résidences principales, 1,1 % des résidences secondaires et 6,1 % des logements vacants. Ces logements étaient pour 33,7 % d'entre eux des maisons individuelles et pour 65,4 % des appartements.
La proportion des résidences principales, propriétés de leurs occupants était de 58,9 %, en hausse par rapport à 2006 (56,7 %). Le nombre de logements dont les occupants étaient logés gratuitement était de 693 soit une part de 2,7 % et le nombre de logements HLM loués vides était de 4423, soit une part de 17,2 %. Depuis les années 1990, l'organisme « Antony Habitat » (issu de l'office HLM créé en 1956) a mis en œuvre une politique de réhabilitation des logements sociaux existants (4 657 fin 2013), de constructions (384 en 2014-2015) et de rachat de centaines de logements en (2014-2015) pour les réhabiliter et les proposer en tant que logements sociaux : un total de près de 5 330 logements sociaux, soit une part de 20 %. Antony adhère au « Club des maires reconstructeurs ».
Le nombre moyen d’occupants par logement est en nette diminution : 3,24 en 1968, 2,65 en 1982, 2,43 en 1999 et 2,27 en 2009. Le nombre des ménages de une à deux personnes en augmentation a une influence sur la consommation du parc de logements, notamment sur le desserrement. Ainsi, plus le nombre des ménages augmente, plus la commune a besoin de logements pour héberger un même nombre d’habitants.

### Projets d'aménagements

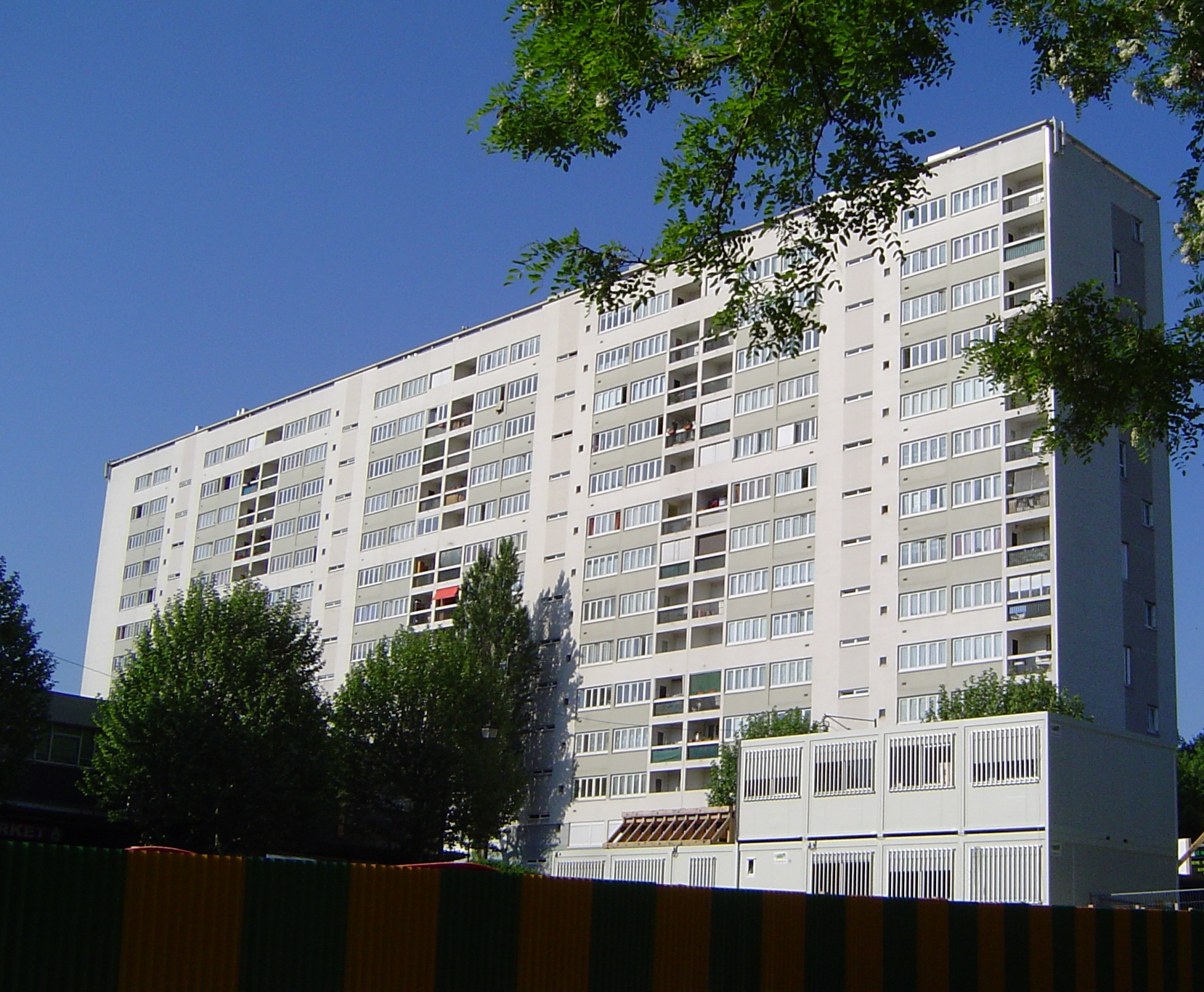
Immeuble du quartier Noyer-Doré.

Durant les années 2000, deux principales opérations d'aménagement ont été réalisées au quartier de la Croix-de-Berny et au Noyer-Doré, ce dernier étant classé quartier prioritaire avec 3 600 habitant en 2020. Organisé par la loi dite de rénovation urbaine
 du 1er août 2003, le programme de rénovation complète du quartier du Noyer-Doré s'est terminé en 2014.
Les travaux d'aménagement de la Croix-de-Berny ont commencé dans les années 1970 par la création de l'A86 puis sa couverture partielle. De très importants travaux ont été entrepris pour étendre à 2 fois 2 voies le tunnel de l'A86. Les travaux de couverture de l'A86 se sont provisoirement achevés en 2008. Les services de l'État travaillent actuellement sur le projet d’achèvement du « Tube Sud ouest » qui devrait permettre d'achever définitivement le doublement du tunnel de la Croix de Berny avec sa mise en service à deux fois trois voies. La place a été aménagée, notamment par l'installation d'une fontaine de 20 mètres de diamètre. Des bâtiments à usage de bureaux ont été construits autour de la place ainsi que 110 logements. L'aménagement des abords du carrefour de la Croix de Berny se poursuit et fin 2015, près de 200 nouveaux logements seront terminés dont 66 logements sociaux, ainsi qu'une crèche communale de 60 berceaux.
L'un des grands projets 2014 qui devrait se terminer en septembre 2015 est la construction du centre sportif La Fontaine d'une surface de 5 250 m2, situé au nord de la commune,. Les travaux de construction du complexe aquatique comprenant notamment une piscine de 25 mètres avec huit couloirs, un bassin d'apprentissage et un bassin multiprofondeur de 1,20 m à 20 mètres destiné à la pratique de la plongée, devraient être terminés en septembre 2016.
Les travaux de construction d'une nouvelle salle de théâtre sont prévus mi-2015 pour se terminer mi-2017.
Plusieurs projets ne se termineront que d'ici quelques années : la transformation du quartier de la résidence universitaire après la réhabilitation/reconstruction de 1 080 logements ou encore le tramway Antony-Clamart prévu pour 2021.

### Voies de communication et transports

#### Voies routières

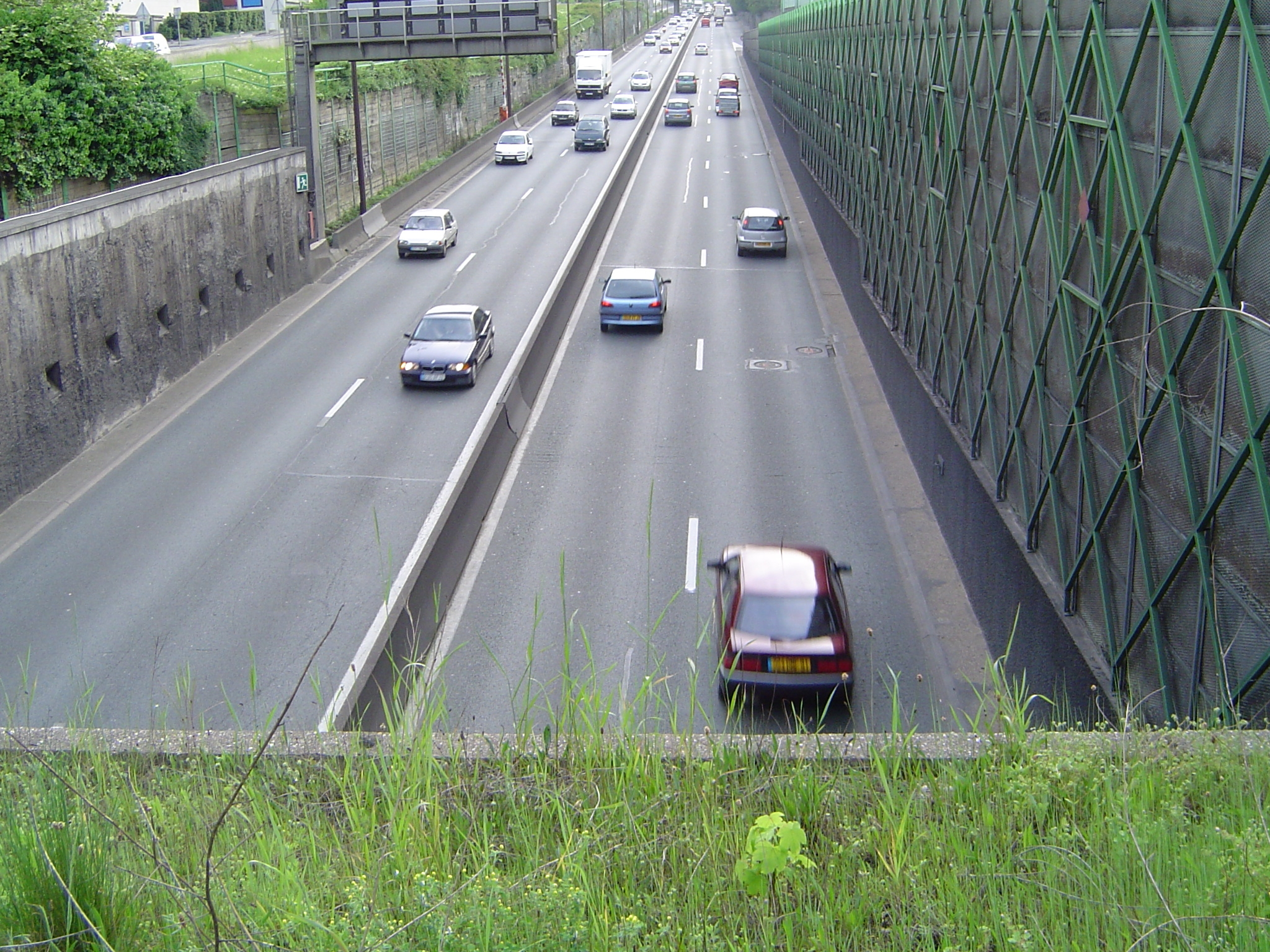
Accès au tunnel sous l’A86, au niveau de la sous-préfecture.

Antony est principalement desservie par la RD 920 (anciennement appelée RN 20) qui la traverse sur toute sa longueur, reprenant le tracé de la voie romaine via Aurelianensis, qui traversait la Gaule du sud au nord, venant d’Espagne pour aller à Cologne.
Traversant Antony d'est en ouest, c'est l’A86 qui, depuis 1996, reprend le tracé de la RN 186, elle-même reprenant le tracé de la route ouverte sous Louis XV. L’A86 est très empruntée par les Franciliens aux heures de pointe, le matin et en fin d’après-midi à la sortie des bureaux. Permettant de contourner Paris en évitant le périphérique, elle a remplacé dans cette fonction la RN 186, cette dernière ayant été toutefois conservée en axe urbain. Certaines parties de l’A86 sont couvertes ou en tunnel à Antony. Les travaux, commencés il y a plus de trente ans, auraient dû être achevés avant la fin des années 2000. Faute de financement, la construction du tube sud de l'A86 est actuellement arrêtée au niveau du pont de RER, le percement de la section entre le bâtiment de la sous-préfecture et le pont de RER étant encore à l'étude par les services de l’État.
Ces voies de très forte circulation (20 000  à   40 000 véhicules par jour) entraînent des nuisances pour les riverains. Il est prévu à terme que la RD 920 soit aménagée en boulevard urbain sécurisé et convivial.
Antony est également desservie par l’A10 avec une bretelle permettant de rejoindre la RD 920 et d'entrer par le sud de la ville.

#### Pistes cyclables et zones piétons

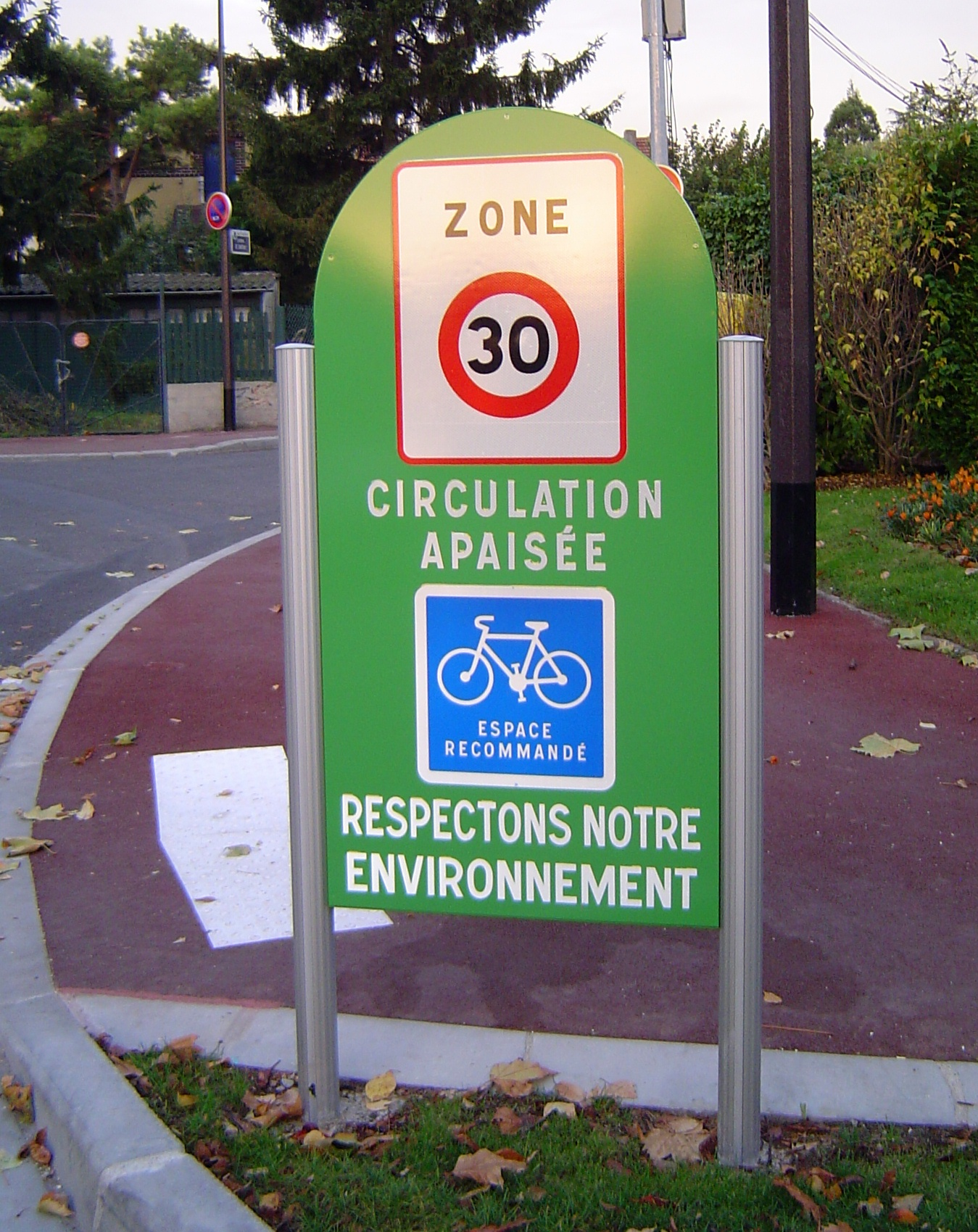
Zone limitée à 30 km/h (quartier du cimetière).

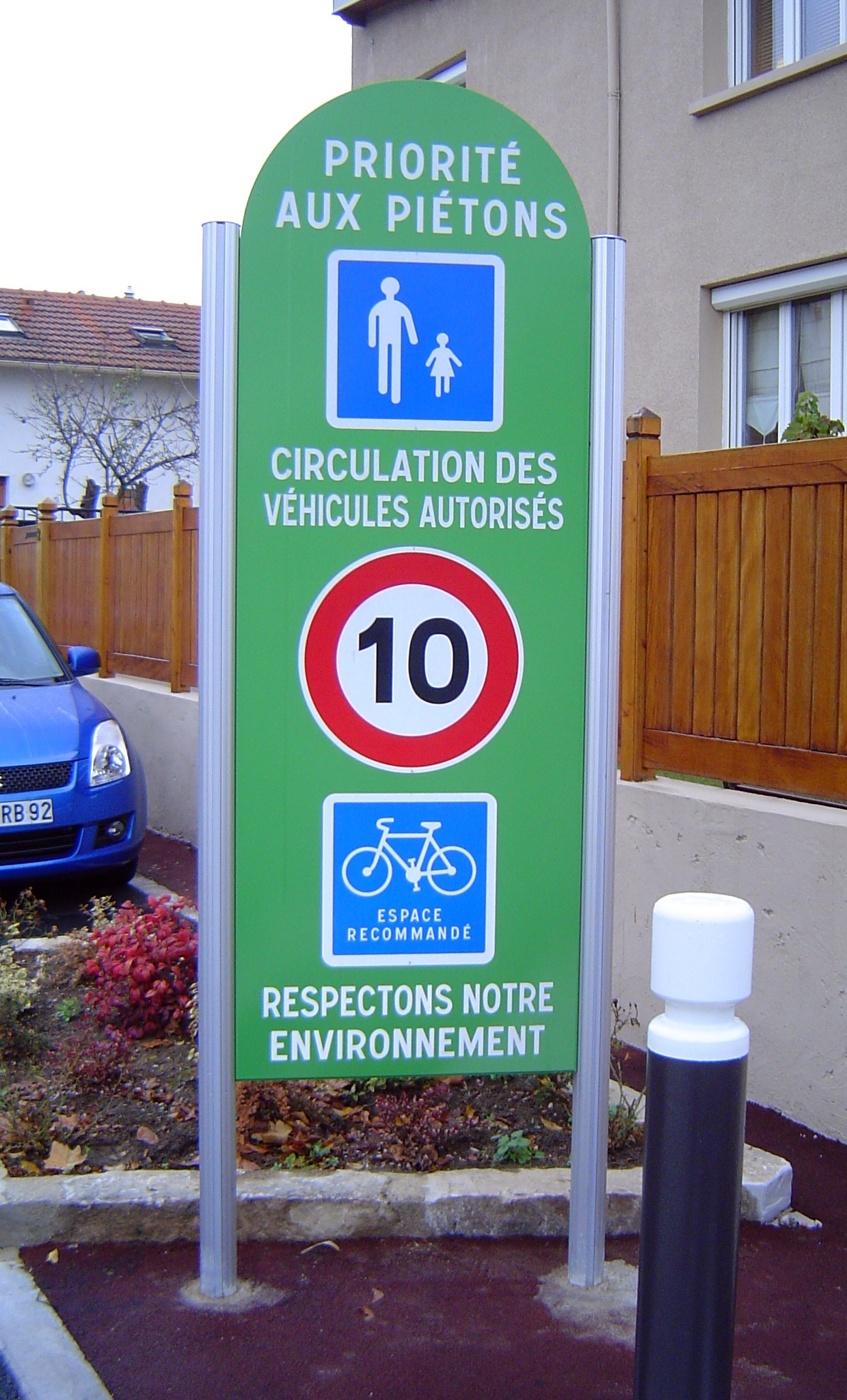
Zone limitée à 10 km/h (quartier du cimetière).

En novembre 1989, une piste cyclable qui traverse la ville à l'intérieur de la coulée verte a été aménagée sur une longueur d'un kilomètre. Depuis le 9 octobre 2005, il est possible de se promener à vélo à l'intérieur du parc de Sceaux, espace dépendant du département des Hauts-de-Seine et situé pour partie à Antony.
Compte tenu de la densité de la circulation automobile, et comme cela était prévu au PLU, un réseau de circulations douces, constitué de zones limitées à 30 km/h et de pistes cyclables, en priorité vers les collèges et lycées, a été créé. Une zone limitée à 30 km/h peut être couplée à une zone limitée à 10 km/h.
La généralisation des zones limitées à 30 km/h a démarré en 2009 au sein de l'ensemble des quartiers d'Antony avec l'objectif de passer progressivement toute la ville en zone 30, à l'exception de la RD 920 pour lequel le projet de réaménagement en cours propose la création de pistes et bandes cyclables ponctuées de plusieurs discontinuités, travaux démarrés en 2015.
Les zones 30 ont été définies en 2009 et la plupart des voies en zone 30 sont accessibles dans les deux sens aux cyclistes. Début 2013, il existait 10,8 kilomètres de pistes et bands cyclables, le schéma directeur des circulations douces prévoit de le porter à 25 kilomètres soit 25 % du total des voies.

#### Transports en commun

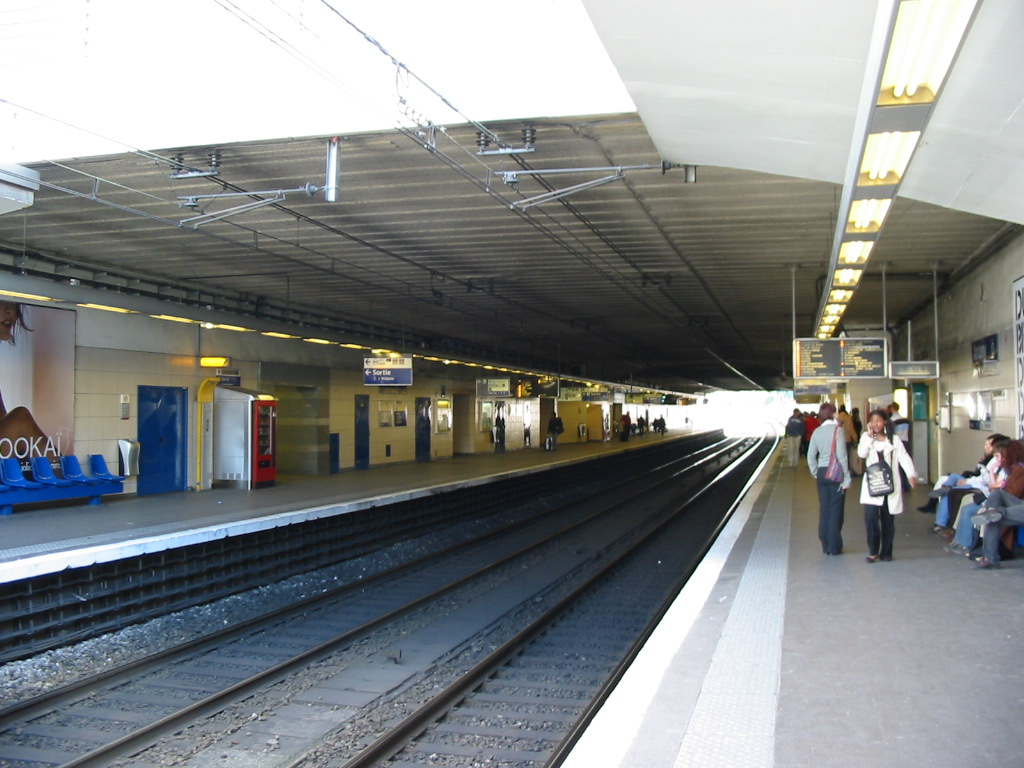
Vue de la gare d'Antony.

Antony est reliée au réseau RER par l'intermédiaire de six gares :
- cinq gares du RER B, qui sont du nord au sud : Parc de Sceaux, La Croix de Berny, Antony, Fontaine Michalon et Les Baconnets. Les trois premières gares sont en zone 3 des transports en commun d'Île-de-France, les deux autres en zone 4. La gare d'Antony, la plus importante, a été entièrement reconstruite et remise en service en juin 2002. Elle regroupe à la fois la gare de la ligne B du RER, le terminal de treize lignes de bus et le terminal d'Orlyval (Trajet Antony - Orly coûte 9,30 €). Deux garages à vélos sont situés à proximité ainsi que quatre emplacements pour Autolib'[39], l'une des six stations Autolib' d'Antony[M 10]. En 1999, environ 25 000 voyageurs transitaient chaque jour par ce pôle[V 9].
- la gare du Chemin d'Antony du RER C, en zone 4.

La gare de Massy-Verrières, desservie par les RER B et C, est à la limite sud de la ville.
De nombreuses lignes de bus relient Antony à Paris et aux communes limitrophes, via les réseaux de bus de l'Île-de-France :
- les lignes 119, 196, 197, 286, 297, 319, 395, 396 et Trans-Val-de-Marne du réseau de bus RATP ;
- les lignes 401, 402, 408, 409 et 412 du réseau de bus de la Bièvre ;
- la ligne 3 du réseau de bus Vallée Sud Bus ;
- et, la nuit, par les lignes N14, N21 et N62 du réseau Noctilien.

Depuis le 21 juillet 2007, la ville d'Antony est desservie par le Trans-Val-de-Marne à la gare RER de La Croix de Berny. Cette ligne de bus à haut niveau de service et en site propre, reliant Antony à la gare de Saint-Maur - Créteil, permet d'avoir accès aux pôles de la région situés à l'est, tels que Créteil, le marché d'intérêt national de Rungis, le centre commercial Belle Épine, Choisy-le-Roi.
Depuis le 24 juin 2023, la ligne 10 du tramway relie la gare de La Croix de Berny, à Clamart - Jardin Parisien.
En 2027, le sud de la ville sera desservie par la ligne 18 du métro à la gare d'Antonypole - Wissous Centre reliant l'Aéroport d'Orly à Versailles-Chantiers.

#### Transport ferroviaire
Par le RER B, Antony est proche des gares parisiennes. De la gare d'Antony, on atteint la gare du Nord en 28 minutes (liaison directe par le RER), la gare de Lyon en 28 minutes également, la gare Saint-Lazare en 32 minutes. Antony est également très proche de la gare de Massy TGV que l'on atteint en 5 minutes par le RER. Cette gare a la particularité d'être à la fois une des gares nouvelles de l'Île-de-France desservie par les TGV Province-Province, et une des gares nouvelles d'une ligne radiale, la LGV Atlantique. C'est ainsi que certains trains desservent à la fois la gare de Paris-Montparnasse et cette gare. Il n'est donc plus utile d'aller à Paris pour prendre ces TGV.
La ligne C du RER traverse également Antony (branche Massy-Pontoise), mais elle est nettement sous-exploitée comme desserte de banlieue en raison de son utilisation simultanée comme liaison de connexion pour les TGV entre le réseau Sud-Ouest et le réseau Nord et elle voit également passer nombre de trains de fret lourd. Réseau ferré de France (RFF) a pour projet la création d'une troisième voie sur cette emprise pour faciliter la cohabitation des trois types de circulations ferroviaires, mais, en l'absence de garanties précises sur les mesures d'isolation phonique, ce projet est rejeté tant par les associations de riverains que par le conseil municipal d'Antony. Début 2015, l'enquête publique — prélude à cette modernisation — déjà qualifiée début 2007 de « course de lenteur » a été de nouveau reportée par la préfecture des Hauts-de-Seine à mai 2015. La mairie continue de demander l'abandon du projet.

#### Transport aérien et accès à l'aéroport
En voiture, par l'A86, Antony est située à 7,7 km de l'aéroport d'Orly. Depuis le 2 octobre 1991, on peut en sept minutes le rejoindre par l'Orlyval, métro léger de type VAL à petit gabarit, à partir de la station Antony du RER B. L'exploitation de cette ligne est assurée par la RATP ; elle a une tarification particulière qui ne l'inclut pas dans le régime forfaitaire de la carte Navigo.

## Toponymie
C'est dans une confirmation du roi Louis Ier le Pieux, faite aux moines de Saint-Germain-des-Prés en 829, que le toponyme Antony est mentionné pour la première fois sous la forme Antoniacum. Ensuite, il est attesté sous les formes Anthoniaco, Anthognyaco, Antongni, Antoni et Antony depuis le XVIIIe siècle, à l'exception d'une courte période pendant la Révolution française où elle prit le nom d’Antony-Révolution.
Le nom Antony est une formation gallo-romane, il est issu de l'anthroponyme latin Antonius (> Antoine, porté par un autochtone), suivi du suffixe -acum d'origine gauloise. Homonymie avec Antogny, Antoigné, Antoigny qui remontent tous au type toponymique gallo-roman *ANTONIACU.

## Histoire
Antony possède une longue histoire débutant au IIIe siècle sous l'ère gallo-romaine. L'histoire de la commune se confond avec celle du domaine royal constitué depuis le Xe siècle par les rois capétiens donnant naissance à la région d'Île-de-France. Antony a été la principale dépendance de l'abbaye parisienne de Saint-Germain-des-Près. En 872, le roi Charles le Chauve confirme la propriété d'Antoniacum à l'abbaye. En conséquence le cartulaire de cette abbaye, conservé aux Archives nationales, et les plans et terriers depuis le XVIe siècle sont des sources d'information exceptionnellement riches.

### Préhistoire et époque gallo-romaine
Aux temps préhistoriques, les hommes se sont installés sur les rebords de plateau dominant la vallée. Des restes de leurs implantations sont encore visibles dans le bois de Verrières. Le choix du site a été dès l'origine, conditionné par l'eau et les voies de circulation. Le village qui donne ensuite naissance à Antony s'est installé dans un lieu propice à l'installation des hommes : un site de coteau aux nombreux avantages : facile à protéger car en hauteur, constitué de sols plus riches que ceux du plateau, dans une zone non inondable car au-dessus des marais, mais au niveau des sources qui affleurent sur les marnes vertes. Les nombreuses fontaines de la rue de l’Église et de l’avenue du Bois-de-Verrières, ainsi que les noms de lieux (sources, gouttières…) attestent l’existence de cette nappe phréatique.
En 1852, lorsque l’on a déplacé le cimetière qui se trouvait devant l'église, on a découvert des sarcophages dont l’origine a été supposée franque ou mérovingienne. En janvier 2016, lors d'un sondage géotechnique au mur gouttereau nord de l'église fut découvert un squelette avec une logette céphalique.

### Antony duXeauXVesiècle

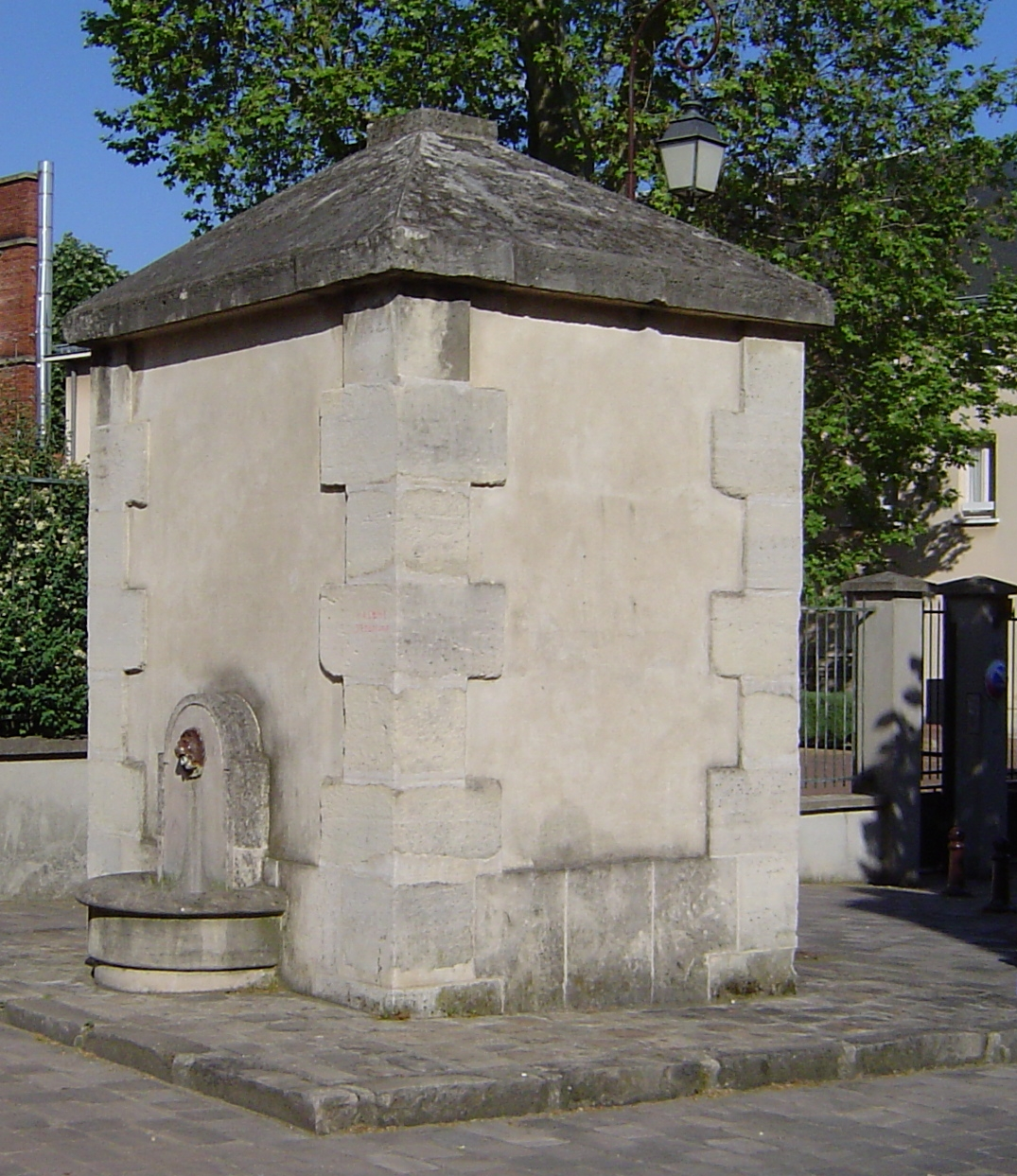
Puits du Moyen Âge en centre-ville, reconstruit en 1707 et transformé en fontaine en 1835.

Du Xe siècle au XVe siècle, la seigneurie d'Antony est l'une des principales dépendances de l'abbaye de Saint-Germain-des-Prés. L'emplacement d'Antony, son gué appelé le « Pont-aux-Ânes » pour la voie romaine et médiévale, son site de coteau ont également fait d'Antony un lieu de passage depuis Montlhéry, place forte qui surveille l'accès sud de Paris. Antony dispose également d'une petite place forte, la « Tour d’argent » qui, implantée dans la partie haute du village, a une position de gué et éventuellement une fonction défensive.
En 1042, le roi de France Henri Ier, accorde à l'abbé de Saint-Germain des Près « un autel dédié en l'honneur de saint Saturnin et situé dans le territoire de Paris, en la juridiction appelée Paris ».

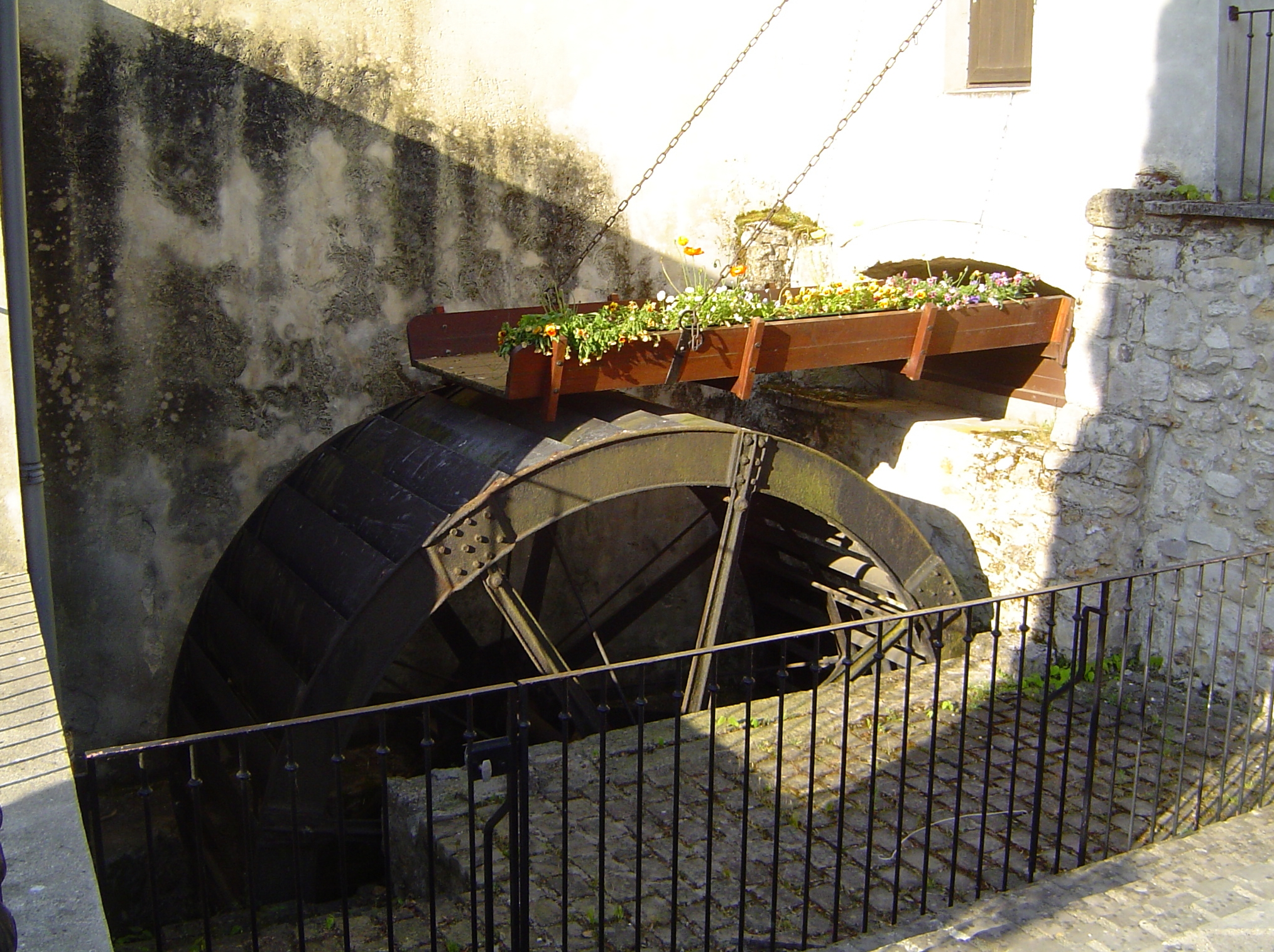
La roue du moulin a assuré pendant 10 siècles aux Antoniens la production de la farine.

En 1177, reconnaissant l'importance du village, la chapelle d'Antony devient église paroissiale. Les habitants sont alors tous serfs de l'abbaye. Les habitants des villes commencent ensuite à obtenir des chartes de commune et ceux des campagnes amorcent le grand mouvement d'émancipation qui aboutit à l'affranchissement des serfs.
La date décisive est 1248 : Thomas de Mauléon, abbé de Saint-Germain des Prés, affranchit ses serfs d'Antony et de Verrières. Cependant de nombreuses charges pèsent encore sur ces paysans : ils doivent payer une rente annuelle, la dîme sur les moulins, fours et pressoirs, et aussi fournir des corvées, tel le curage de la Bièvre tous les trois ans.
Les rois de France avaient droit de gîte à Antony. Sous Saint Louis, il y eut procès contre les habitants qui refusaient de se soumettre à ce droit. Ils furent condamnés.
Durant les XIVe et XVe siècles, Antony vit les troubles de la guerre de Cent Ans, puis la guerre civile entre Armagnacs et Bourguignons : pestes, famines et ravages. À la fin de cette longue période, l'abbaye est écrasée de dettes et la région s'est vidée de ses habitants.
En 1346, le roi Philippe VI de Valois alla, vers la fête de l'Assomption, camper à Antony, croyant que le roi d'Angleterre passerait par là pour aller en Flandres. Le roi de France l'y attendit vainement deux jours, le roi d'Angleterre s'étant, au sortir de Poissy, dirigé vers Beauvais.

### Le désenclavement (XVIeetXVIIIesiècles)

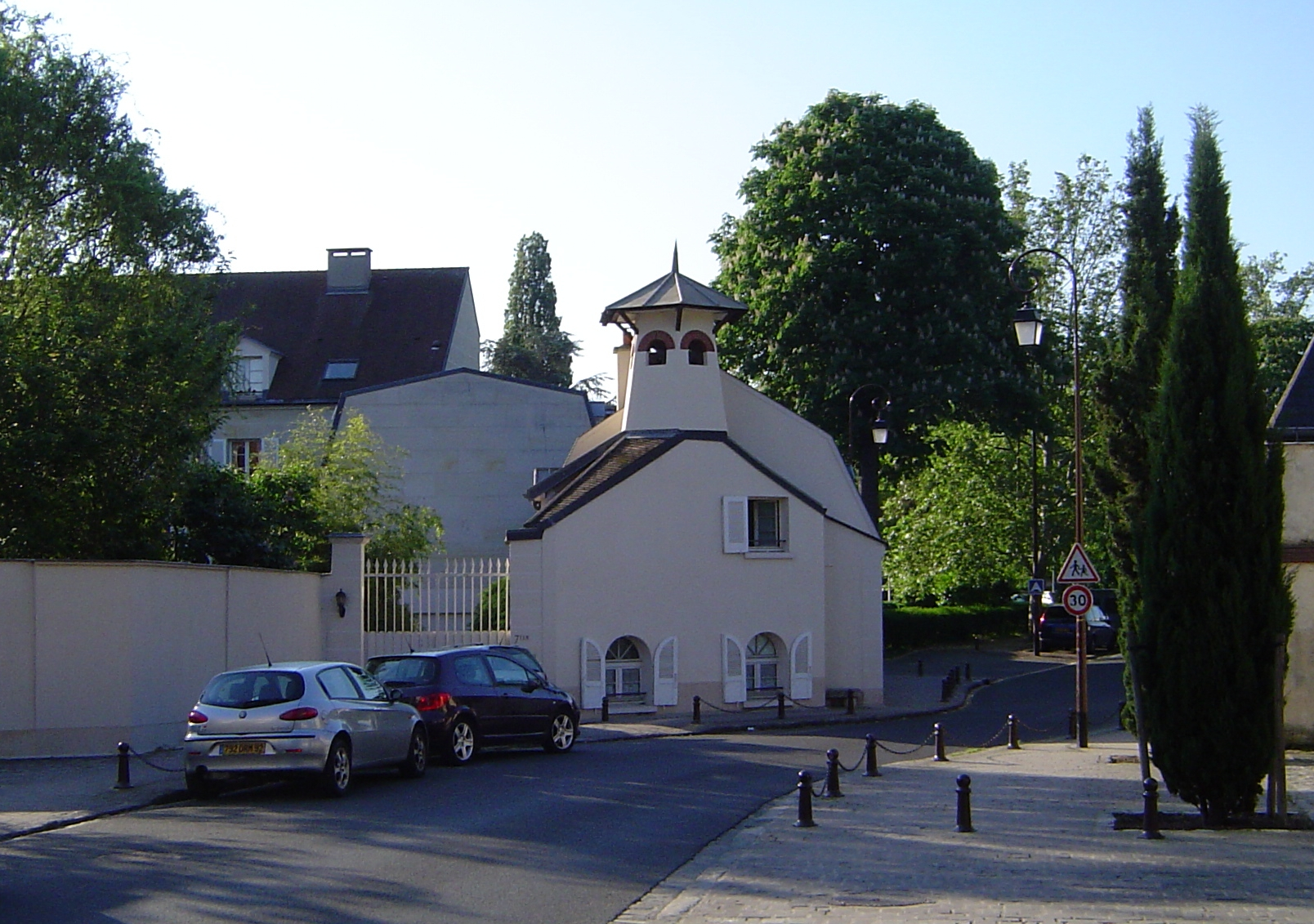
Le pigeonnier du château d'Antony (1648).

La route de Paris à Orléans est pavée sous François Ier, elle franchit la Bièvre au « Pont d'Antony » d'où un chemin conduit au centre du village proche de l'église Saint-Saturnin. Le développement de cet axe routier amène le développement de la ville.
En 1545, François Ier à la prière du cardinal de Tournon, abbé commendataire de St-Germain, donna des lettres patentes pour l'établissement de foires à Antony, le jeudi d'après la Pentecôte et le jour de Sainte Catherine, outre cela, un marché tous les jeudis.
1702 voit la fondation de la fabrique de cires.
À la fin du XVIIe siècle et début du XVIIIe siècle, Antony devient une ville de villégiature proche de Paris : La Fontaine et Charles Perrault y prennent leurs quartiers d'été. C'est également la période durant laquelle de nombreuses maisons de maître sont construites par des notables parisiens venus chercher à Antony la campagne aux portes de Paris. La plupart de maisons de maître subsistaient encore au milieu du XXe siècle : l'ancien château, la propriété de l'acteur François Molé, la folie de la famille de Castries au sein du parc Heller aujourd'hui démolie mais dont il reste une dépendance, la maison de la Belle Levantine (aujourd'hui Maison Saint-Jean), la propriété des Dames de Saint-Raphaël, la propriété de Ballainvilliers achetée en 1860 par le chirurgien Alfred Velpeau.

### Le développement auXIXesiècle

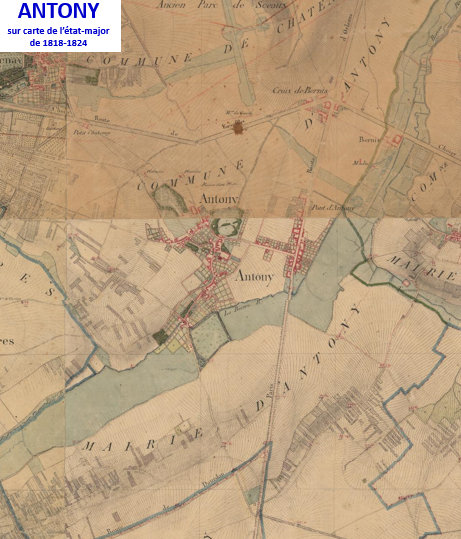
Antony sur carte d'état-major de 1818-1824.

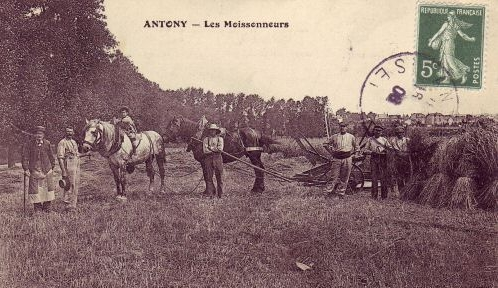
Les moissons à Antony en 1908.

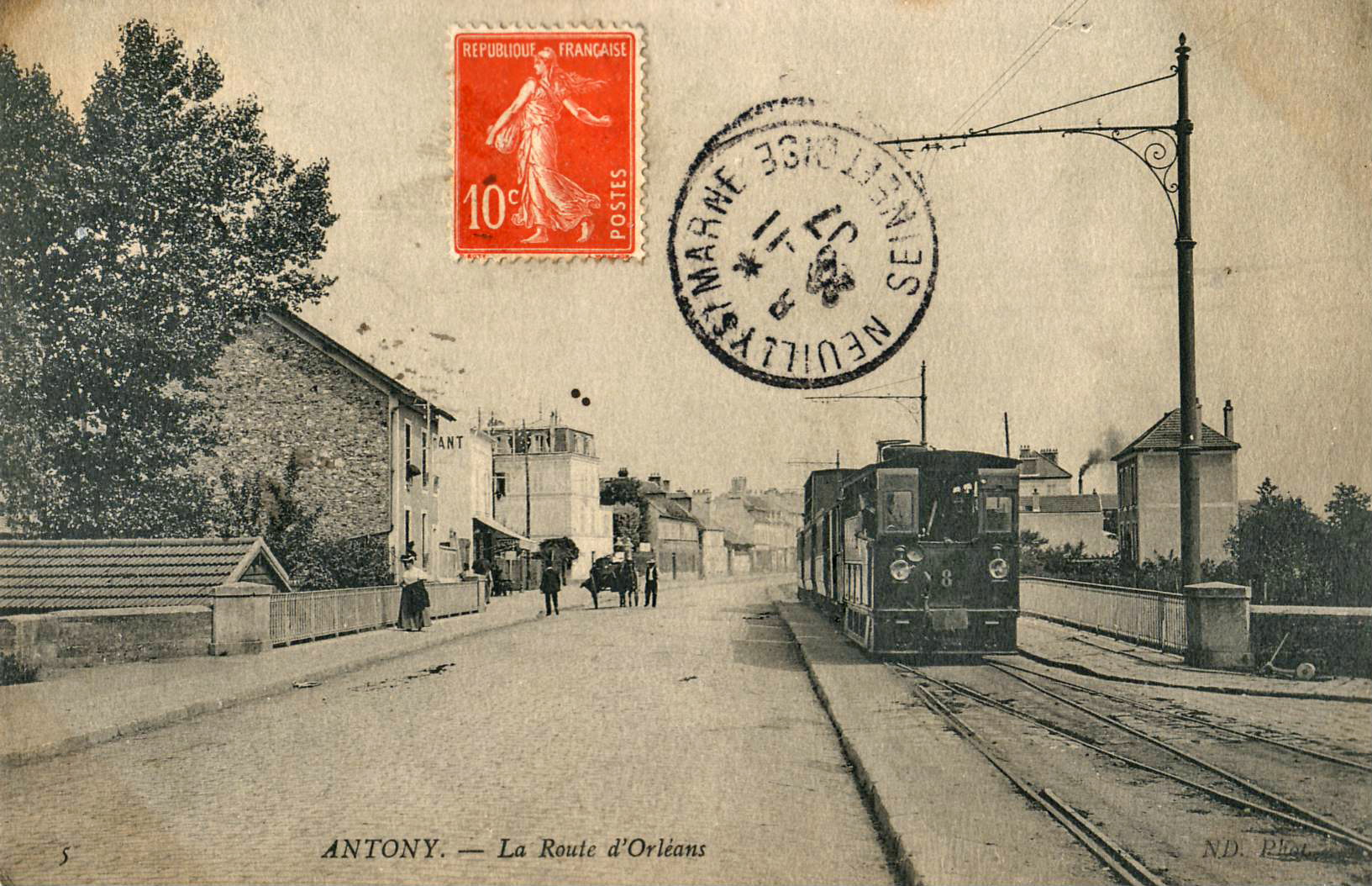
L'Arpajonnais sur la RN 20 au tout début du XXe siècle. La caténaire pour la traction électrique est déjà installée, mais la rame est tractée par une locomotive à vapeur type bi-cabine.

Antony reste essentiellement agricole jusqu'au début du XXe siècle. Le Petit Journal écrivait en 1922 : « La jolie commune d'Antony est une de celles, dans la banlieue de Paris, où l'agriculture est restée la plus florissante ». La ville est connue pour son relais de poste aux chevaux qui accueille les voyageurs au carrefour dénommé « Croix de Berny » car il est à l'intersection de la route royale, tracée au XVIIIe siècle, qui mène de Versailles à Choisy-le-Roi, et de la route reliant Paris à Orléans, intersection à l'angle nord-ouest du parc du château de Berny.
La construction du chemin de fer transforme profondément l'activité de la ville lorsque la ligne de Sceaux est ouverte en 1854, ainsi que l'Arpajonnais en 1893. La construction de maisons de maître se poursuit : la propriété du marquis de Castries est démolie et remplacée au Second Empire par le château Sarran, le parc Bourdeau et sa demeure devenue aujourd'hui Maison des Arts. Antony devient le siège de nombreuses congrégations religieuses qui vont marquer la ville. Antony qui depuis 1720 connaissait les Sœurs de la Croix Saint-André, religieuses qui tenaient l'école de filles, qui deviendra en 1928 l'Institut de la Croix, puis La Croix avant d'être intégrée à l'Institution Sainte-Marie d'Antony voit arriver plusieurs congrégations religieuses. Les marianistes achètent la propriété Chénier, et y installent leur séminaire français. Revenus après l'expulsion de 1903, dans leur bâtiment devenu Maison Saint-Jean, aujourd'hui maison de retraite des marianistes, ils créent en 1968 l'Institution Sainte-Marie d'Antony.

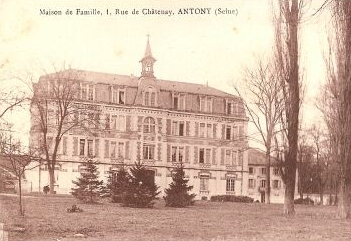
La propriété Chénier, transformée en pension de famille après l'expulsion des marianistes en 1905.

Les rédemptoristes (Congrégation du Très Saint Rédempteur) achètent le 5 août 1889 la propriété du chirurgien Velpeau pour y construire leur noviciat. À la suite de la séparation des Églises et de l'État en 1905, ils devront quitter Antony dont ils sont expulsés le 13 juin 1908. Ils avaient entretemps construit de très importants bâtiments qui, repris par le département de la Seine, deviendront la pouponnière Paul-Manchon. Les sœurs de Saint-Joseph de Cluny achètent en 1890 les bâtiments de l'ancienne manufacture royale des cires. Elles y installent une maison de repos pour les sœurs qui reviennent des colonies. Le bâtiment principal est aujourd'hui une maison de retraite des sœurs de cette congrégation. Les Dames de Saint-Raphaël s'installent en 1893. Cette œuvre, qui accueille des mamans célibataires pour les aider à assurer leur maternité et gère une école, a été fondée par l'abbé Amédée Ferrand de Missol (1805 - 1883), médecin devenu prêtre, ami et compagnon de Frédéric Ozanam. Ces religieuses quitteront Antony en 1972, après avoir créé une œuvre identique en Colombie. L'école sera alors fermée et l'association sera reprise par des laïcs.

### L'essor auXXesiècle
Le premier développement très important d'Antony est réalisé sous la conduite de son sénateur-maire Auguste Mounié : la ville passe de 4 000  à   20 000 habitants. Élu maire en 1912, il s'attaque immédiatement au problème du logement. Surnommé dans les journaux « Le Père des mal-lotis », il constitue plus de quarante associations de mal-lotis pour procéder à l'assainissement des logements. Il fait construire des écoles, de nombreuses voies, installe l'éclairage public.
En 1940, les réfugiés affluent de la capitale pour aller vers le sud. La mairie organise des dortoirs dans les écoles et cherche à ravitailler par tous les moyens les réfugiés, ainsi que les 7 000 Antoniens restés sur place (sur 19 000 habitants). Les écoles sont vidées : élèves et professeurs seront d'abord envoyés à Savigny-sur-Braye puis à Saumur, et enfin à Bouillé-Loretz. Le 14 juin 1940, les Allemands entrent en ville et utilisent le stade du métro et l'école Jules-Ferry comme lieux de regroupement de 8 000 prisonniers de guerre.
Antony est la première ville du département de la Seine libérée par les troupes de la 2e division blindée du général Leclerc le 24 août 1944.

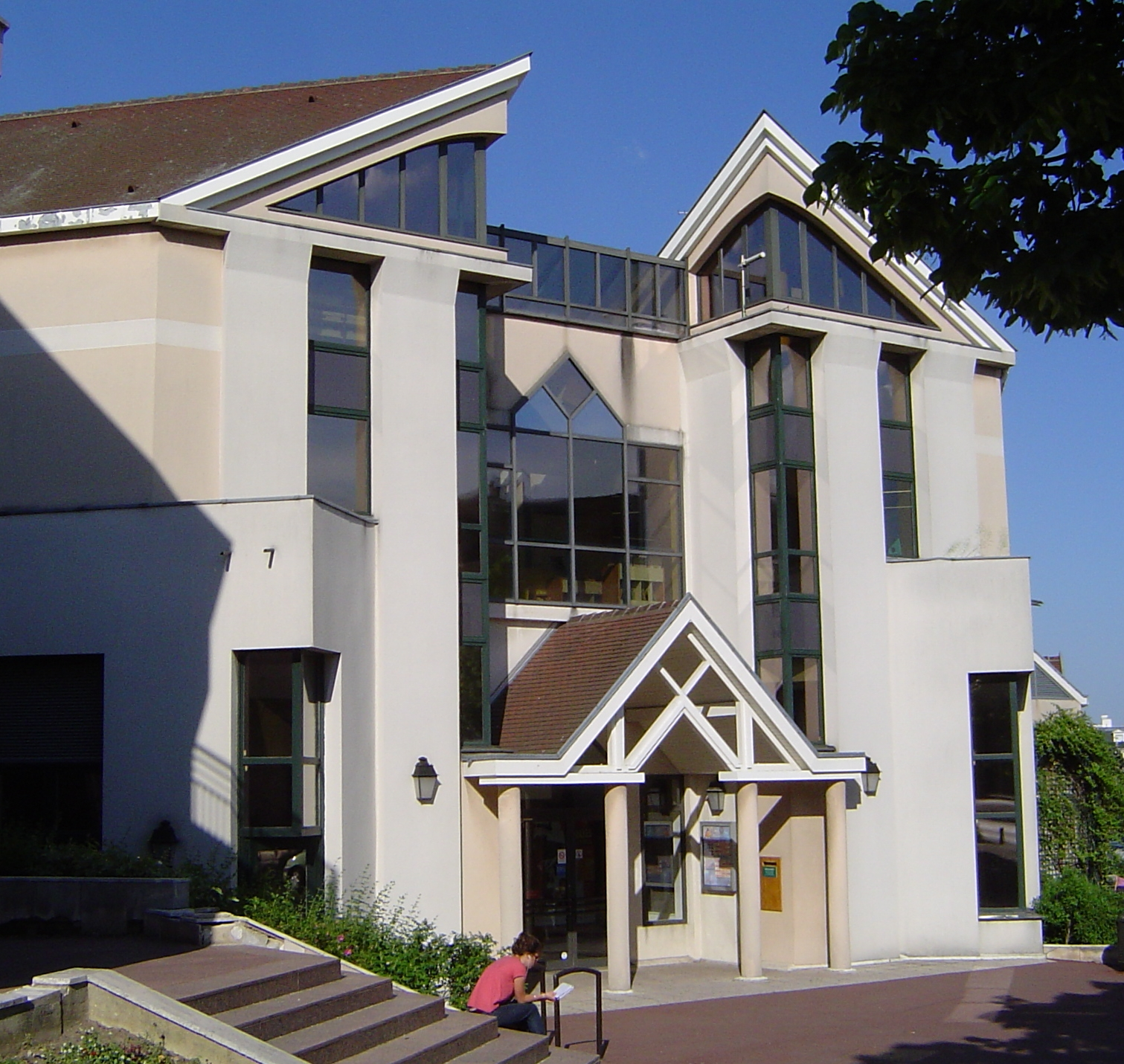
La médiathèque Anne-Fontaine (1990).

Le second développement est la conséquence de la construction très rapide de logements au début des années 1960 pour loger les rapatriés d'Algérie. L'urbanisation rapide amène la construction de petits immeubles mais aussi de barres telles « Le grand L » célèbre pour ses couloirs intérieurs de 174 mètres de long sur une hauteur de 11 étages, barre détruite en février 2001. En vingt ans, de 1955 à 1975, la population va passer de 24 512  à   57 795 habitants. Durant cette période, la mairie construit onze écoles maternelles et primaires, trois collèges, un lycée, un grand stade, cinq gymnases scolaires et un centre sportif, un parc des sports, deux centres de loisirs, une piscine, l'hôtel de ville et des milliers de logements sociaux. Le nouvel hôtel de ville, œuvre moderne due à l'architecte Georges Felus, est inauguré le 19 juin 1970.
Les années 1990 voient la reconstruction de la bibliothèque en 1990 puis en 1996 de celle de la caserne de pompiers, terminée en juin et de celle du conservatoire de musique terminée en octobre. Enfin, les années 2010 devraient voir la fin des travaux d'aménagement entrepris depuis près de cinquante ans dans le quartier de la Croix-de-Berny. Ce quartier, carrefour stratégique de communication (A86, A6, A10, proximité de l'aéroport d'Orly, RER B), près du parc de Sceaux, a été réaménagé pour attirer les entreprises et donc les emplois. On prévoit au total la création de 7 000 emplois dans ce quartier.

## Politique et administration

### Rattachements administratifs et électoraux
Jusqu’à la loi du 10 juillet 1964, la commune faisait partie du département de la Seine et, au sein de ce département, de l'arrondissement de Sceaux. Le redécoupage des anciens départements de la Seine et de Seine-et-Oise fait que la commune appartient désormais aux Hauts-de-Seine à la suite d'un transfert administratif effectif le 1er janvier 1968.
Antony est l'une des deux sous-préfectures de ce département, situé en région Île-de-France et la principale commune de l'Établissement public territorial Vallée Sud Grand Paris, dont elle accueille le siège.
La commune d'Antony appartient depuis 1986 pour les élections législatives à la treizième circonscription des Hauts-de-Seine.
Créé en 1967, le canton d'Antony voit son territoire modifié à la suite du redécoupage cantonal de 2014 : composé avant 2015 de la fraction communale sud de la commune d'Antony, son territoire correspond après 2015 à celui de la commune d'Antony dans son intégralité.

### Intercommunalité
La commune était membre de la Communauté d'agglomération des Hauts-de-Bièvre, créée en 2002 et dont elle était la commune la plus peuplée.
Dans le cadre de la mise en œuvre de la volonté gouvernementale de favoriser le développement du centre de l'agglomération parisienne comme pôle mondial est créée, le 1er janvier 2016, la métropole du Grand Paris (MGP), à laquelle la commune a été intégrée.
La loi portant nouvelle organisation territoriale de la République du 7 août 2015 (Loi NOTRe) prévoit également la création le 1er janvier 2016 d'établissements publics territoriaux (EPT), qui regroupent l'ensemble des communes de la métropole à l'exception de Paris, et assurent des fonctions de proximité en matière de politique de la ville, d'équipements culturels, socioculturels, socio-éducatifs et sportifs, d'eau et assainissement, de gestion des déchets ménagers et d'action sociale, et exerçant également les compétences que les communes avaient transférées aux intercommunalités supprimées
La commune fait donc partie depuis le 1er janvier 2016 de l'établissement public territorial Vallée Sud Grand Paris, créé par un décret du 11 décembre 2016, dont le siège de l'établissement se situe à Antony, le siège administratif se situant lui à Fontenay-aux-Roses.
L'EPT exerce, outre les compétences attribuées par la loi à cette catégorie d'établissement public de coopération intercommunale (EPCI), celles que les communes avaient transféré aux anciennes intercommunalités supprimées à l'occasion de sa création :
- Communauté de communes de Châtillon-Montrouge (Montrouge, Châtillon) ;
- Communauté d'agglomération des Hauts-de-Bièvre (Châtenay-Malabry, Antony, Bourg-la-Reine, Le Plessis-Robinson, Sceaux dans les Hauts-de-Seine – les deux communes essonniennes de Verrières-le-Buisson et Wissous ayant rattachées à la communauté d'agglomération Communauté Paris-Saclay) ;
- Communauté d'agglomération Sud de Seine (Fontenay-aux-Roses, Bagneux, Clamart, Malakoff).

La commune fait également partie du Syndicat mixte Massy-Antony-Hauts-de-Bièvre pour le chauffage urbain et le traitement des résidus ménagers dans le cadre du traitement des déchets ménagers.

### Tendances politiques

#### Élections municipales
Politiquement, Antony est depuis 1983, une ville de droite. L'ancien ministre et président du conseil général des Hauts-de-Seine, Patrick Devedjian, obtint quatre mandats successifs de maire à la mairie d'Antony. Du 16 octobre 1983 au 30 mai 2002, il se présente aux élections municipales en tant que membre du RPR. Son successeur à la mairie, Raymond Sibille est élu en tant que maire UMP, de même que son successeur, Jean-Yves Sénant, réélu en 2008, 2014 et 2020. Cette implantation durable de la droite est décrite par des géopoliticiens comme le résultat des opérations d'aménagement urbain ayant entrainé l'augmentation des prix de l'immobilier.
Le 15 mars 2020, date du premier tour des élections municipales de 2020, la liste conduite par le maire sortant, Jean-Yves Sénant, arrive en tête avec plus de 50 % des voix, il n'y a donc pas de second tour :
|                          | Jean-Yves Sénant * | DVD            | 8 933  | 52,44  | 38 | 1 |  |  |
|                          | Sylviane Aschehoug | DVG            | 3723   | 21,85  | 5  | 0 |  |  |
|                          | Nadia Desbois      | LREM           | 2416   | 14,18  | 3  | 0 |  |  |
|                          | Isabelle Lajeunie  | DVD            | 1960   | 11,50  | 3  | 0 |  |  |
|                          |                    |                |        |        |    |   |  |  |
| Inscrits                 | Inscrits           | Inscrits       | 41 529 | 100,00 |    |   |  |  |
| Abstentions              | Abstentions        | Abstentions    | 24141  | 58,13  |    |   |  |  |
| Votants                  | Votants            | Votants        | 17 388 | 41,87  |    |   |  |  |
| Blancs et nuls           | Blancs et nuls     | Blancs et nuls | 356    | 0,86   |    |   |  |  |
| Exprimés                 | Exprimés           | Exprimés       | 17 032 | 41,01  |    |   |  |  |
| * Liste du maire sortant |                    |                |        |        |    |   |  |  |

#### Référendum sur le traité établissant une constitution pour l'Europe
Au référendum sur le traité établissant une constitution pour l'Europe du 29 mai 2005, les Antoniens ont majoritairement voté pour la Constitution européenne, avec 63,60 % de Oui contre 36,40 % de Non avec un taux d’abstention de 24,77 % (France entière : Non à 54,67 % - Oui à 45,33 %).

#### Élections présidentielles
À l’élection présidentielle française de 2007, le premier tour a vu arriver en tête Nicolas Sarkozy avec 34,86 %, suivi de Ségolène Royal avec 27,53 %, puis de François Bayrou avec 22,98 %, et enfin de Jean-Marie Le Pen avec 5,10 %, aucun autre candidat ne dépassant le seuil des 5 %. Au second tour, le taux de participation a été de 87,05 %, les électeurs ont voté à 52,69 % pour Nicolas Sarkozy contre 47,31 % pour Ségolène Royal, résultat proche de la moyenne nationale, qui fut, au second tour, de 53,06 % pour Nicolas Sarkozy et 46,94 % pour Ségolène Royal.
À l’élection présidentielle française de 2012, le premier tour a vu arriver en tête Nicolas Sarkozy avec 31,46 %, suivi de François Hollande avec 31,12 %, puis de François Bayrou avec 12,86 %, et enfin de Marine Le Pen avec 8,15 %, aucun autre candidat ne dépassant le seuil des 5 %. Au second tour, le taux de participation a été de 84,73 %, les électeurs ont voté à 52,26 % pour François Hollande contre 47,74 % pour Nicolas Sarkozy, résultat proche de la moyenne nationale qui fut, au second tour, de 51,64 % pour François Hollande et 48,36 % pour Nicolas Sarkozy.
À l'élection présidentielle française de 2017, le premier tour a vu arriver en tête Emmanuel Macron avec 34,16 %, suivi de François Fillon avec 26,70 %, puis de Jean-Luc Mélenchon avec 17,58 %, de Benoît Hamon avec 7,84 %, et de Marine Le Pen avec 7,61 %, aucun autre candidat ne dépassant le seuil des 5 %. Au second tour, 60,7 % des Antoniens inscrits ont voté pour Emmanuel Macron, 21,3 % se sont abstenus, 10,3 % ont voté pour Marine Le Pen et 7,7 % ont voté « blanc ».

### Administration municipale

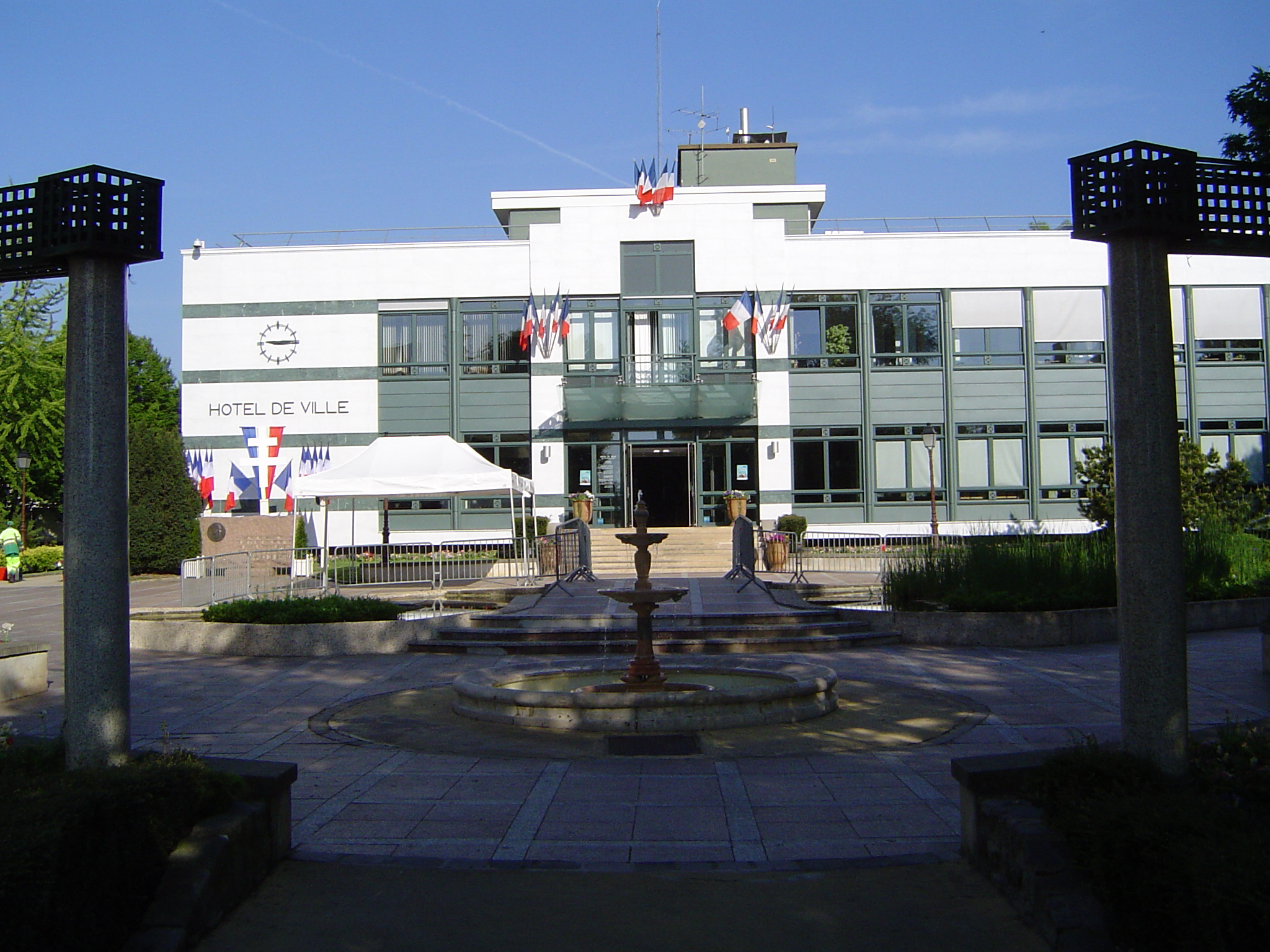
L'hôtel de ville, le 8 mai 2008.

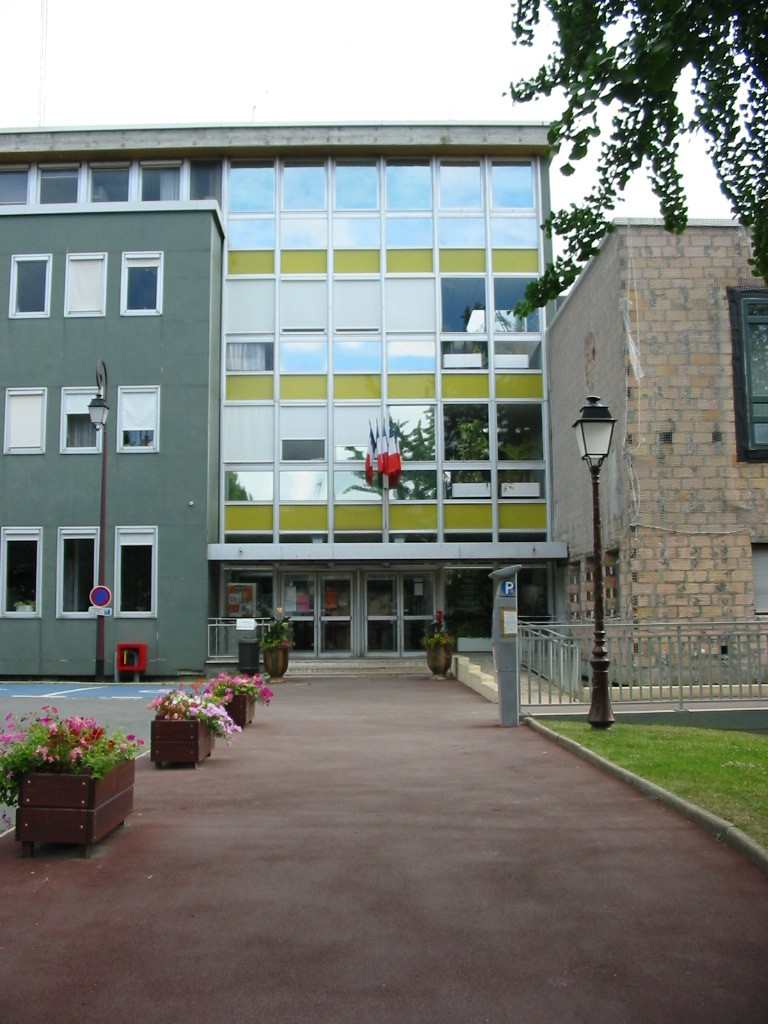
Entrée secondaire de l'hôtel de ville d'Antony.

### Procédures de vote
Depuis le référendum sur le traité établissant une constitution pour l'Europe du 29 mai 2005, Antony est équipée de machines à voter, ce qui permet de connaître les résultats du scrutin dès sa fin à 20 heures.

#### Conseil municipal
Le nombre d'habitants au dernier recensement étant compris entre 60 000  et   79 999 habitants, le nombre de membres du conseil municipal est de 49.
Depuis début 2015, les réunions du conseil municipal peuvent être suives en direct via Internet.

#### Conseil des jeunes
En 2000, la municipalité a mis en place le Conseil des jeunes citoyens. Le CJC est composé de trente lycéens avec une parité entre garçons et filles. Ces derniers sont élus par leurs pairs dans les trois lycées de la commune que sont Sainte-Marie, Descartes, et Théodore-Monod. Dix élus supplémentaires représentent les jeunes lycéens antoniens scolarisés en dehors de la commune. Répartis au sein de trois commissions, ces jeunes citoyens ont pour devoir de réfléchir à des questions d'intérêt général et de proposer des actions à la municipalité,.

#### Conseil des séniors
La municipalité a décidé en 2008 de mettre aussi en place un Conseil des seniors, désigné par le maire sur volontariat.

### Liste des maires
| Période         | Période                        | Identité                           | Étiquette                                                                                                | Qualité |
| --------------- | ------------------------------ | ---------------------------------- | --- | --- |
| 27 octobre 1944 | 13 mai 1945,                   | Henri Lasson                       | MLN | |
| 13 mai 1945     | 19 octobre 1947                | Émile Seitz                        | PCF | Comptable |
| 19 octobre 1947 | 7 mai 1953                     | André Blaise                       | | |
| 7 mai 1953      | 27 février 1955                | absence de maire                   | | |
| 27 février 1955 | 4 mars 1955                    | Lucie Levenez Nommée par le préfet | | |
| 4 mars 1955     | 20 mars 1977                   | Georges Suant                      | SFIO (av.1939-1958) puis PSA (1958-1960) puis PSU (1960-1963) puis Soc.ind. (1965-) puis RPR (1976-1977) | Professeur de lettres Conseiller général de la Seine (1959 → 1967)                                                                    |
| 20 mars 1977    | 15 juin 1983                   | André Aubry                        | PCF | Ajusteur Sénateur des Hauts-de-Seine (1968-1977) Conseiller général d'Antony(1976 → 1988) Réélection invalidée pour fraude électorale |
| 16 octobre 1983 | 30 mai 2002                    | Patrick Devedjian                  | RPR | Avocat Démissionnaire après sa nomination comme ministre                                                                              |
| 30 mai 2002     | 23 mars 2003                   | Raymond Sibille                    | UMP | Directeur général des éditions Dalloz Décédé en fonction                                                                              |
| 4 avril 2003    | En cours (au 1er juillet 2021) | Jean-Yves Sénant                   | UMP (2008, 2014) puis LR (2020),                                                                         | Cadre retraité de la SNCF Réélu pour le mandat 2020-2026                                                                              |

### Finances locales
Depuis les années 2000, la capacité d'autofinancement reste largement supérieure à la moyenne de la strate (communes de 50 000 à 100 000 habitants appartenant à un groupement fiscalisé) :
Capacité d'autofinancement par habitant (en euros)
|                      | 2018 | 2017 | 2016 | 2015 | 2014 | 2013 | 2012 | 2011 | 2010 | 2009 | 2008 | 2007 |
| -------------------- | ---- | ---- | ---- | ---- | ---- | ---- | ---- | ---- | ---- | ---- | ---- | ---- |
| Antony               | 242  | 236  | 105  | 221  | 262  | 268  | 241  | 281  | 299  | 235  | 229  | 217  |
| Moyenne de la strate | 209  | 197  | 184  | 169  | 148  | 166  | 172  | 176  | 169  | 146  | 136  | 150  |

La capacité d'autofinancement reste quasiment toujours supérieure à la moyenne de la strate tout en conservant les trois taux d'imposition locale à des valeurs inférieures aux moyennes de la strate :
Taux d'imposition (taxe d'habitation)
|                      | 2018  | 2017  | 2016  | 2015  | 2014  | 2013  | 2012  | 2011  | 2010  | 2009  | 2008  | 2007  |
| -------------------- | ----- | ----- | ----- | ----- | ----- | ----- | ----- | ----- | ----- | ----- | ----- | ----- |
| Antony               | 18,27 | 18,27 | 18,27 | 11,40 | 11,40 | 11,40 | 11,40 | 11,40 | 11,40 | 11,40 | 11,07 | 11,07 |
| Moyenne de la strate | 20,85 | 20,73 | 20,59 | 18,49 | 18,43 | 18,07 | 18,00 | 17,91 | 18,51 | 18,36 | 18,58 | 18,37 |

Taux d'imposition (foncier bâti)
|                      | 2018  | 2017  | 2016  | 2015  | 2014  | 2013  | 2012  | 2011  | 2010  | 2009  | 2008  | 2007  |
| -------------------- | ----- | ----- | ----- | ----- | ----- | ----- | ----- | ----- | ----- | ----- | ----- | ----- |
| Antony               | 18,72 | 18,72 | 18,72 | 17,42 | 17,42 | 17,42 | 17,42 | 17,42 | 17,42 | 17,42 | 16,91 | 16,91 |
| Moyenne de la strate | 21,42 | 21,34 | 20,89 | 22,34 | 22,18 | 22,44 | 22,30 | 22,11 | 23,88 | 23,64 | 23,90 | 23,75 |

Taux d'imposition (foncier non bâti)
|                      | 2018  | 2017  | 2016  | 2015  | 2014  | 2013  | 2012  | 2011  | 2010  | 2009  | 2008  | 2007  |
| -------------------- | ----- | ----- | ----- | ----- | ----- | ----- | ----- | ----- | ----- | ----- | ----- | ----- |
| Antony               | 18,67 | 18,67 | 18,67 | 16,82 | 16,82 | 16,82 | 16,82 | 16,82 | 16,82 | 16,82 | 16,82 | 16,33 |
| Moyenne de la strate | 38,55 | 38,74 | 37,11 | 50,01 | 48,52 | 49,82 | 49,99 | 49,73 | 49,01 | 47,54 | 45,26 | 45,24 |

### Instances judiciaires et administratives

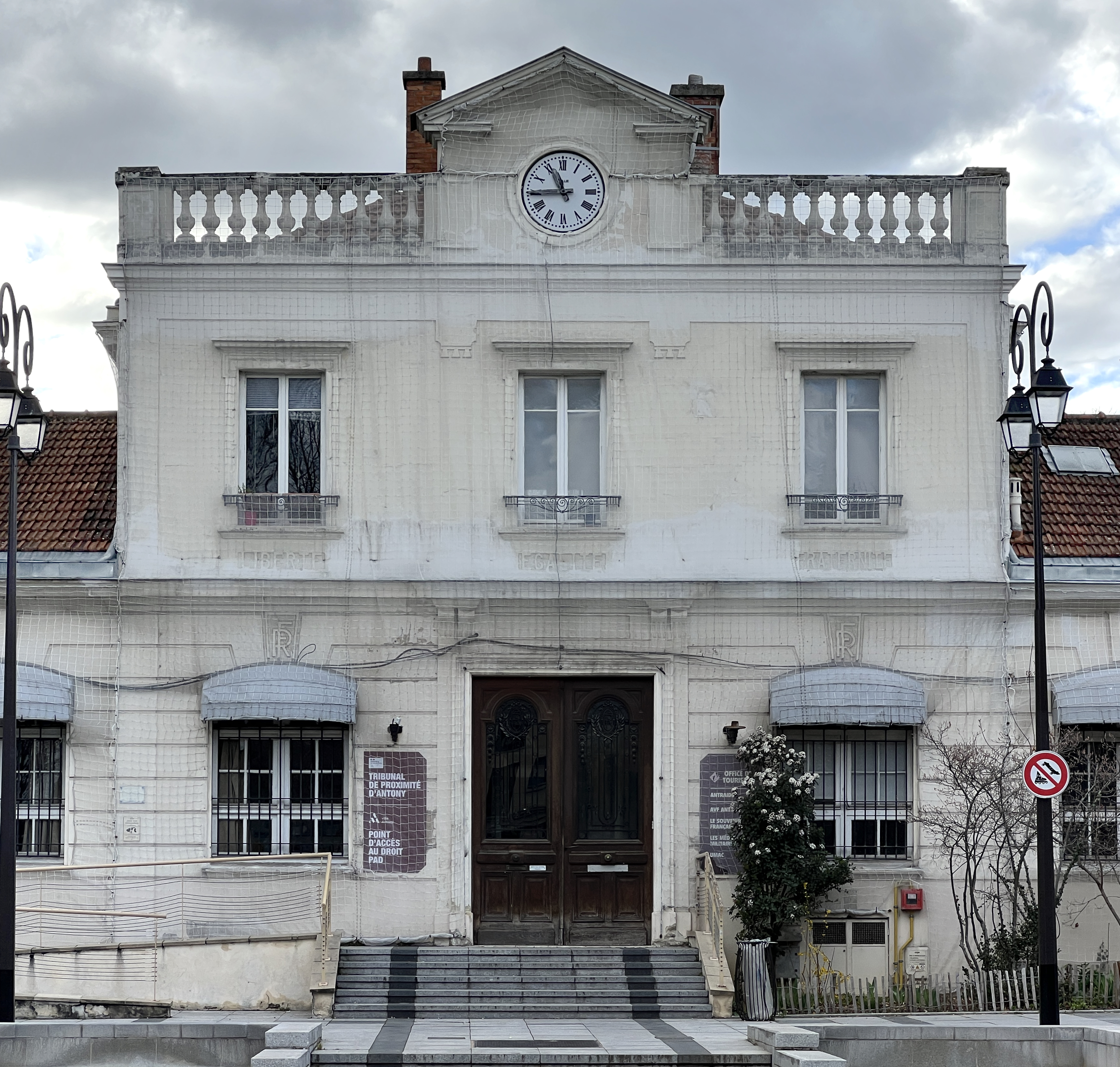
Le tribunal d'instance.

Antony est le siège d'un tribunal d'instance. Les cantons de la compétence du tribunal d'Antony sont les cantons d'Antony, Bagneux, Bourg-la-Reine, Châtenay-Malabry, Fontenay-aux-Roses, Le Plessis-Robinson, Montrouge et Sceaux.
Antony est également le siège d'un tribunal de police.
Ces deux tribunaux sont installés dans le bâtiment qui a été construit en 1872 pour accueillir la première école de garçons. En 1927, ce bâtiment sera transformé en mairie jusqu'à la construction du nouvel hôtel de ville en 1970.
Antony relève du conseil de prud'hommes de Boulogne-Billancourt, de la cour administrative d'appel de Versailles, de la cour d'appel de Versailles, de la cour d'assises des Hauts-de-Seine, du tribunal administratif de Cergy-Pontoise, du tribunal de commerce de Nanterre, du tribunal de grande instance de Nanterre, du tribunal pour enfants de Nanterre.

### Politique environnementale

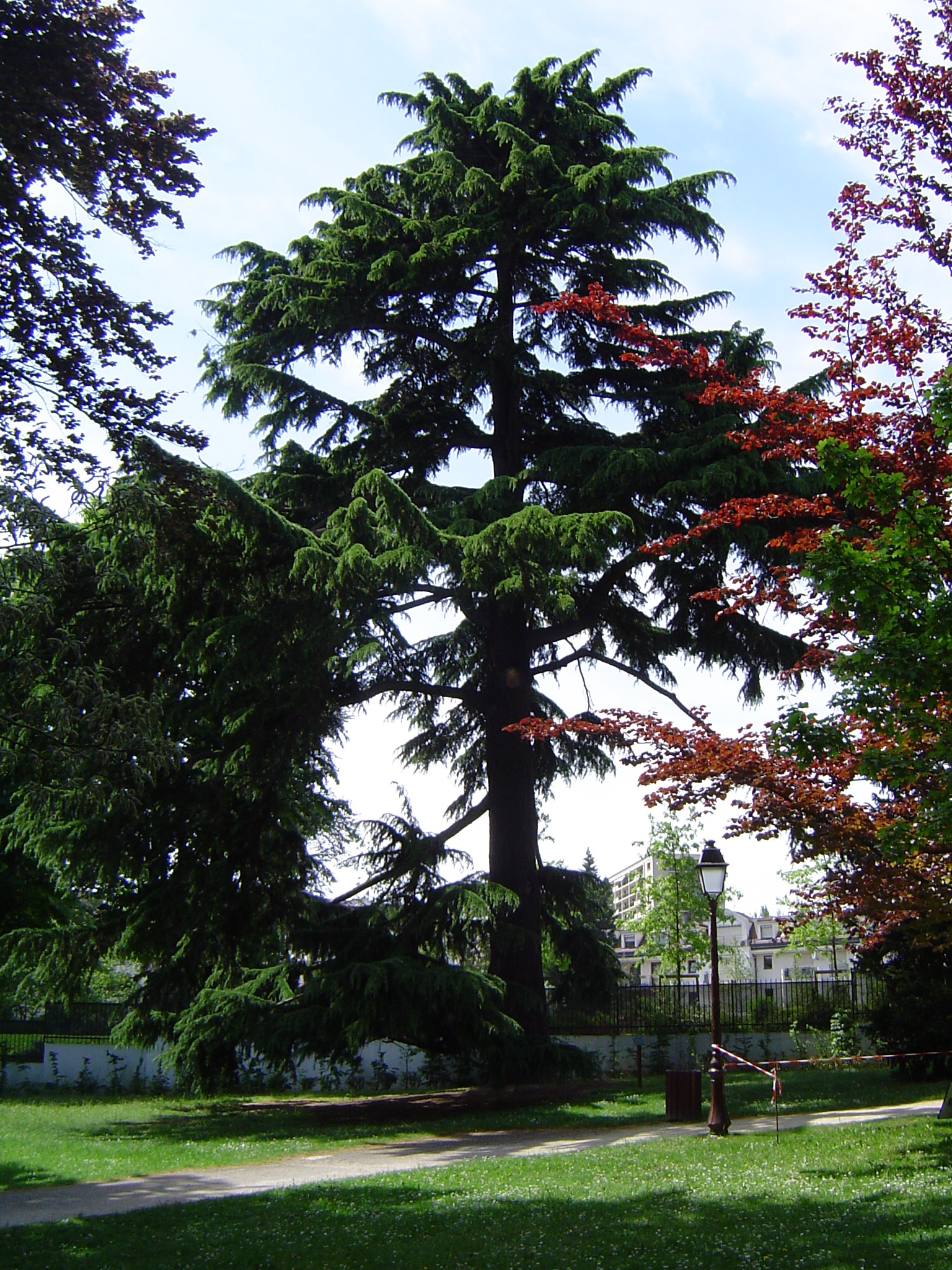
Cèdre de l'Himalaya au parc Raymond-Sibille.

Depuis longtemps, Antony a cherché à valoriser ses nombreux espaces verts. C'est dans ce cadre qu'avec l'aide de la communauté d'agglomération des Hauts-de-Bièvre, sont proposées des visites de différents sites afin de découvrir les richesses naturelles remarquables de ces sites. Le bassin de retenue de la Bièvre a été en effet classé « zone naturelle d'intérêt écologique, faunistique et floristique » depuis 1984 par le ministère de l'Environnement. Ce bassin constitue une zone humide de grande qualité d’intérêt régional, la plus remarquable des Hauts-de-Seine. Un observatoire ornithologique a été mis en place à l’initiative de la ville en 1992 sur ce site. 132 espèces d’oiseaux différentes y ont été observées entre 1977 et 1993, parmi lesquelles des espèces très rares en Île-de-France. L’ensemble de la vallée, en particulier les prairies et les boisements du parc de Sceaux, est inscrit à l’inventaire des zones naturelles d'intérêt écologique, faunistique et floristique (ZNIEFF)
Par ailleurs, avec l'aide du conseil général, une démarche de plantation d'arbres majeurs a été initiée depuis 2006. Ces arbres, d'une hauteur de 15 mètres et âgés de 25 ans, sont plantés sur des emplacements particuliers, avec comme objectif de les voir devenir les arbres remarquables du troisième millénaire. Ces arbres emblématiques marqueront le paysage et serviront de points de repère au sein de l'urbanisme.

### Jumelages et partenariats

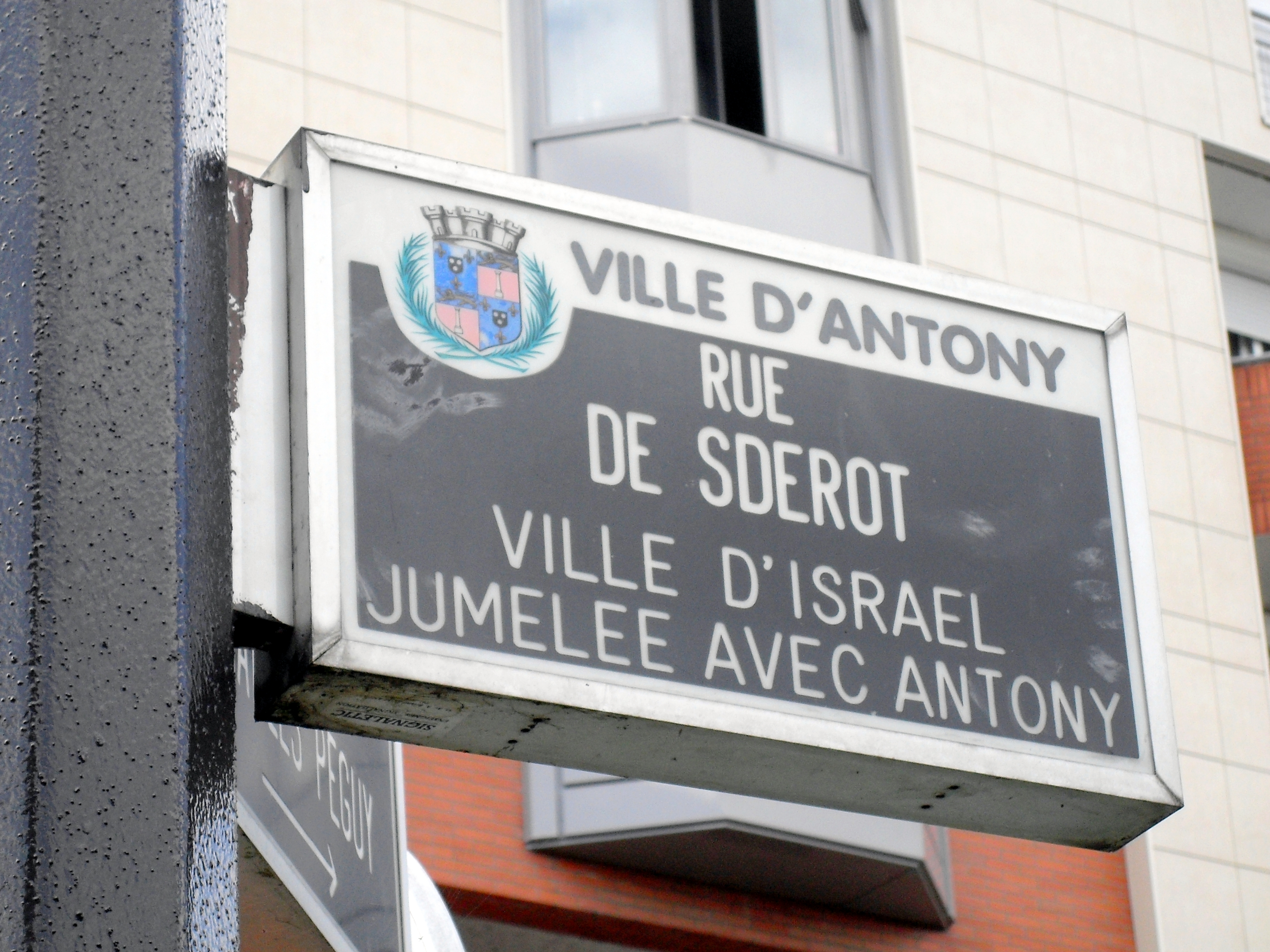
Antony, rue de Sdérot.

Antony est jumelée avec plusieurs villes. Elle a été le 18 février 1985, la première ville française à avoir signé un jumelage avec la résistance afghane contre l'invasion soviétique durant la guerre d'Afghanistan (1979-1989). Celui-ci unissait Antony à Paghman, quartier de la banlieue de Kaboul, et n'a pas été poursuivi avec les nouvelles autorités. Le lycée René-Descartes d'Antony organise chaque année des échanges entre Antony et deux de ses villes jumelles : Lexington aux États-Unis et Berlin-Reinickendorf en Allemagne.
Au 13 juin 2022, Antony est jumelée avec :
- Reinickendorf (Allemagne) depuis 1966 ;
- Davtashen (Arménie) depuis 2015 en lien avec le centenaire du génocide arménien ;
- Lexington (États-Unis) depuis 1990 ;
- Lewisham (Grande-Bretagne) depuis 1967 ;
- Eleftheroupolis (Grèce) depuis 2000 ;
- Sdérot (Israël) depuis 1984 ;
- Protvino (Russie) depuis 1990 ;
- Collegno (Italie) depuis 1961 ;
- Antélias (Liban) depuis 2018 ;
- Arcos de Valdevez (Portugal) depuis 2019 ;
- Olomouc (Tchéquie) depuis 1995, en réponse à l’appel lancé par Václav Havel en 1989 ;
- Hammam Lif (Tunisie) depuis 1969.

## Population et société

### Démographie

#### Évolution démographique
Le nombre des habitants n'a cessé de croitre durant les deux derniers siècles. Le village comptait 558 habitants en 1726.
L'évolution du nombre d'habitants est connue à travers les recensements de la population effectués dans la commune depuis 1793. Pour les communes de plus de 10 000 habitants les recensements ont lieu chaque année à la suite d'une enquête par sondage auprès d'un échantillon d'adresses représentant 8 % de leurs logements, contrairement aux autres communes qui ont un recensement réel tous les cinq ans,.

En 2022, la commune comptait 64 026 habitants, en évolution de +2,92 % par rapport à 2016 (Hauts-de-Seine : +2,75 %, France hors Mayotte : +2,11 %).
| 1793  | 1800  | 1806  | 1821  | 1831  | 1836  | 1841  | 1846  | 1851  |
| ----- | ----- | ----- | ----- | ----- | ----- | ----- | ----- | ----- |
| 1 223 | 1 100 | 1 028 | 1 170 | 1 182 | 1 336 | 1 360 | 1 347 | 1 328 |

| 1856  | 1861  | 1866  | 1872  | 1876  | 1881  | 1886  | 1891  | 1896  |
| ----- | ----- | ----- | ----- | ----- | ----- | ----- | ----- | ----- |
| 1 359 | 1 650 | 1 753 | 1 497 | 1 525 | 1 620 | 1 872 | 1 967 | 2 533 |

| 1901  | 1906  | 1911  | 1921  | 1926   | 1931   | 1936   | 1946   | 1954   |
| ----- | ----- | ----- | ----- | ------ | ------ | ------ | ------ | ------ |
| 3 068 | 3 477 | 4 490 | 7 549 | 12 468 | 17 645 | 19 780 | 21 233 | 24 512 |

| 1962   | 1968   | 1975   | 1982   | 1990   | 1999   | 2006   | 2011   | 2016   |
| ------ | ------ | ------ | ------ | ------ | ------ | ------ | ------ | ------ |
| 46 483 | 56 638 | 57 540 | 54 610 | 57 771 | 59 855 | 60 552 | 62 012 | 62 210 |

| 2021   | 2022   | - | - | - | - | - | - | - |
| ------ | ------ | - | - | - | - | - | - | - |
| 63 232 | 64 026 | - | - | - | - | - | - | - |

#### Pyramide des âges
En 2018, le taux de personnes d'un âge inférieur à 30 ans s'élève à 37,3 %, soit en dessous de la moyenne départementale (38,4 %). À l'inverse, le taux de personnes d'âge supérieur à 60 ans est de 23,0 % la même année, alors qu'il est de 20,0 % au niveau départemental.
En 2018, la commune comptait 30 107 hommes pour 32 751 femmes, soit un taux de 52,10 % de femmes, légèrement inférieur au taux départemental (52,41 %).
Les pyramides des âges de la commune et du département s'établissent comme suit.
| Hommes | Classe d’âge | Femmes |
| ------ | ------------ | ------ |
| 0,8    | 90 ou +      | 1,5    |
| 6,2    | 75-89 ans    | 9,0    |
| 13,5   | 60-74 ans    | 14,8   |
| 19,8   | 45-59 ans    | 19,5   |
| 20,5   | 30-44 ans    | 19,8   |
| 19,2   | 15-29 ans    | 18,0   |
| 20,0   | 0-14 ans     | 17,5   |

| Hommes | Classe d’âge | Femmes |
| ------ | ------------ | ------ |
| 0,6    | 90 ou +      | 1,6    |
| 5,2    | 75-89 ans    | 7,2    |
| 12,1   | 60-74 ans    | 13,5   |
| 19,3   | 45-59 ans    | 19,4   |
| 22,6   | 30-44 ans    | 21,9   |
| 20,2   | 15-29 ans    | 18,9   |
| 19,9   | 0-14 ans     | 17,4   |

L'évolution de la population d’Antony peut se caractériser ainsi : une stabilisation du nombre d’habitants, un vieillissement de la population, un accroissement du nombre des petits ménages qui représentent les trois cinquièmes de la population antonienne, des familles nombreuses mieux représentées. On constate ainsi un vieillissement de la population, sans doute lié aux difficultés des jeunes ménages à se loger à un prix abordable.

### Enseignement
Antony est située dans l'académie de Versailles.

#### Établissements scolaires

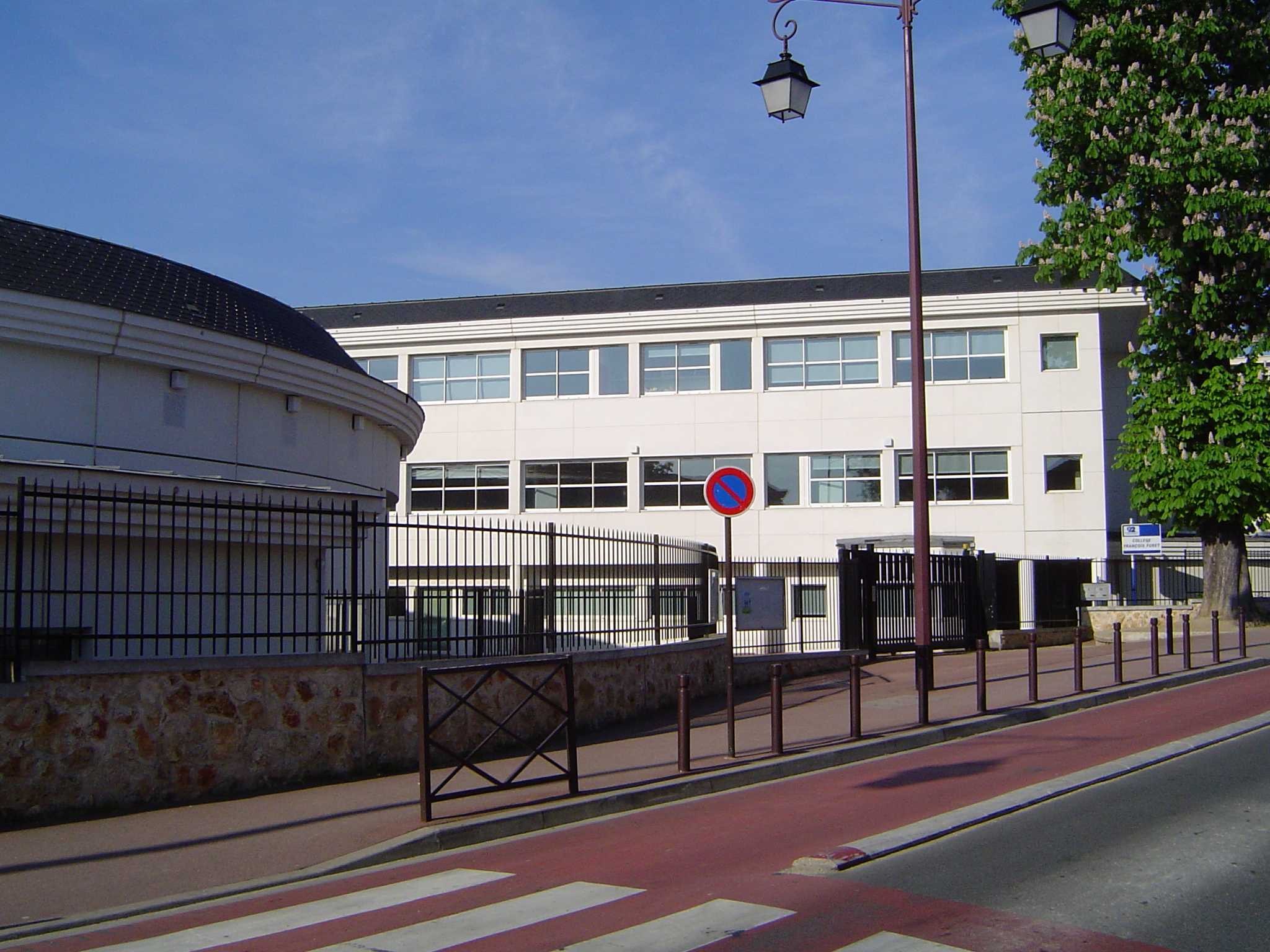
Le nouveau collège François-Furet.

La ville administre 14 écoles maternelles et 12 écoles élémentaires communales, qui accueillent environ 5 500 élèves et dont les noms rappellent des quartiers (La Fontaine, Les Rabats, Noyer-Doré, Val-de-Bièvre) ou des hommes illustres (Paul Bert, Edmond-Blanguernon, Ferdinand-Buisson, André-Chénier, Dunoyer de Segonzac, Jules-Ferry, Anatole-France, Jean-Moulin, Adolphe-Pajeaud, André-Pasquier, Velpeau, Jean-Zay). Le département gère cinq collèges et la région Île-de-France deux lycées. Le bâtiment du collège Anne Frank construit en 1978-1980, est une construction très originale, résultat de la « politique des modèles » : la municipalité ayant choisi l'un des modèles proposés par le ministère, et ayant ensuite demandé à deux architectes Jean Nouvel et Gilbert Lézenès d'adapter le modèle en fonction de leur inspiration créative et des contraintes du terrain. Le collège Descartes, lycée général et technologique de 1 300 élèves, propose les sections économique et sociale, scientifique, littéraire et science des techniques de gestion. La reconstruction du collège Descartes a été réalisée de 2012 à 2014. Le collège François-Furet a remplacé l'ancien collège Ferdinand-Buisson dans un nouveau bâtiment, inauguré le 7 février 2003 par Luc Ferry, ministre de l'Éducation nationale, et par Mona Ozouf, historienne, directeur de recherche au CNRS.

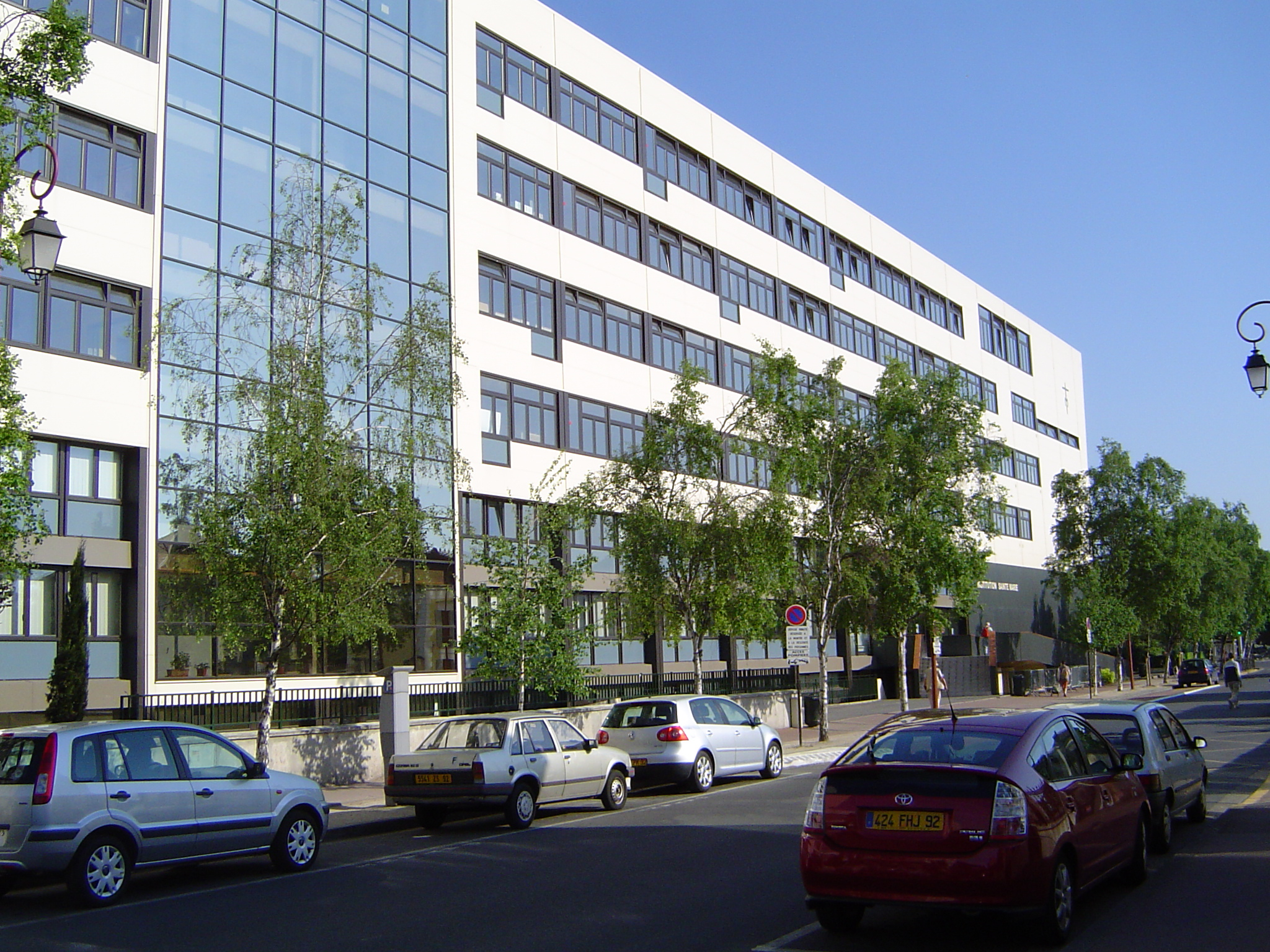
L'Institution Sainte-Marie d'Antony.

Les collèges Henri-Georges-Adam et La Fontaine ont été construits à la fin des années 1960. Le lycée Descartes, lycée général et technologique, propose les sections économique et sociale, scientifique, littéraire et science des techniques de gestion. L’établissement accueille 1 200 élèves dont des étudiants en classes préparatoires aux grandes écoles et une section de technicien supérieur. Il sera bientôt en cours de restructuration et d'extension, projet remporté par l'architecte Catherine Furet. Le lycée Théodore-Monod est un lycée professionnel, proposant des formations en hôtellerie-restauration.
Antony compte également trois établissements privés : l'école juive Ozar-Hatorah, l'école nouvelle d'Antony dont la pédagogie s'appuie sur les apports des méthodes actives de la pédagogie de projet et de la pédagogie institutionnelle, l'Institution Sainte-Marie d'Antony, établissement privé catholique sous contrat d'association avec l'État et sous tutelle marianiste qui – comptant 3 200 élèves depuis plusieurs années – en fait le plus grand établissement privé de France.

#### Enseignement supérieur

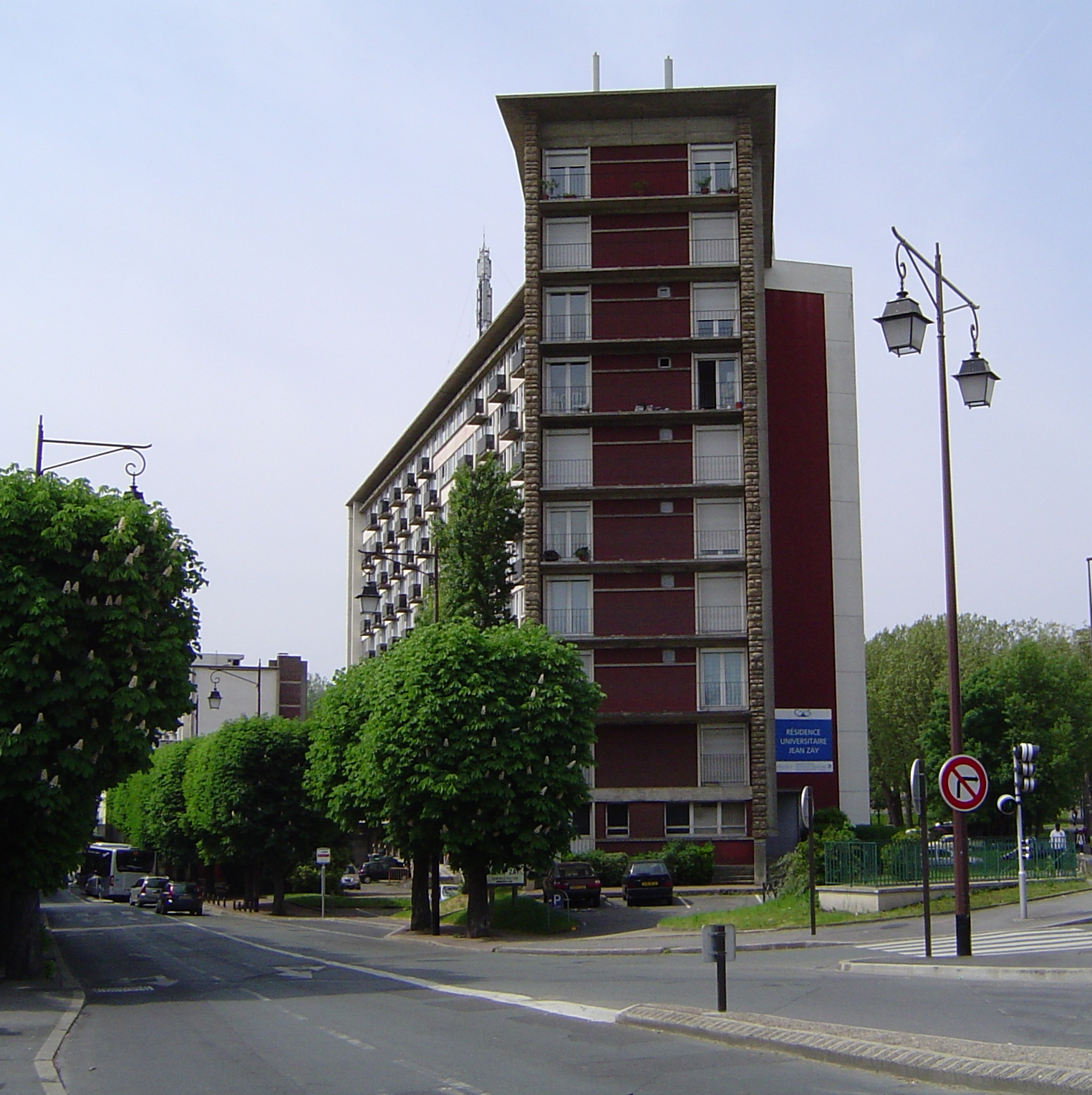
L'un des bâtiments de la résidence universitaire.

Antony est le siège de l'école Arc en Ciel - École Jean-Trubert, établissement supérieur technique privé spécialisée dans les formations en illustration et bande dessinée. Arc en Ciel - École Jean-Trubert est à l’origine de la création de la formation diplômante « Certification de dessinateur de bande dessinée et d’illustration », inscrite au répertoire national des certifications professionnelles (RNCP). Ce diplôme reconnu par l’État de niveau III sanctionne une formation en deux ou trois ans.
Deux instituts universitaires de formation des maîtres étaient implantés à Antony : l'IUFM Val-de-Bièvre et l'IUFM Léon-Jouhaux. Toutes les disciplines du professorat de lycée professionnel sont préparées sur le site de formation IUFM d’Antony Jouhaux. Par ailleurs, grâce à son département hôtellerie-restauration-alimentation, il prépare aux concours et à l'enseignement des métiers de l'hôtellerie. L'IUFM Val de Bièvre a, quant à lui, été définitivement fermé à la rentrée 2011, seul le COSOM (ensemble de salles de sports) est encore en activité.
Antony est connue pour sa résidence universitaire Jean-Zay : envisagée en 1945, c'est en 1952 qu'est décidée sa construction. Avec ses 2 500 chambres, elle représente l'un des plus grands ensembles de logements étudiants en Europe. Ouverte aux étudiants le 1er décembre 1955, elle offrait initialement 1 580 chambres individuelles (dont 1 040 chambres pour garçons et 540 chambres pour filles), 490 appartements pour couples, de nombreux espaces communs (une bibliothèque, une salle de spectacle, un complexe sportif, des salles de travail). Les bâtiments s’étendaient sur dix hectares entre le centre-ville et le parc de Sceaux. Dès l'origine, la résidence accueillit des étudiants du monde entier. Au plus fort de son activité, elle comptait trois crèches, une école, une supérette, et cinquante nationalités différentes. Les nouveaux bâtiments de la sous-préfecture ont été construits en 1989 en partie sur le terrain de la résidence, après la démolition de l'un de ses principaux bâtiments. Le nouveau plan local d'urbanisme, adopté en 2008, crée un « emplacement réservé » sur l'emprise de la RUA, dans la perspective de la création d'une avenue entre le centre-ville et le parc de Sceaux : la réalisation de ce projet entraînerait la démolition d'au moins un bâtiment de la résidence. Ce projet est très controversé, du fait de la pénurie de logements étudiants en Île-de-France. À l'été 2008, la ministre des Universités et le président du conseil général des Hauts-de-Seine envisageaient le « transfert » de la RUA, ce qui est vigoureusement refusé par les syndicats d'étudiants. Début 2009, la propriété de la RUA est transférée à la communauté d'agglomération des Hauts-de-Bièvre.
À partir de l'été 2010, des bâtiments sont détruits. En juin 2011, la municipalité d'Antony et l'agglomération des Hauts-de-Bièvre présentent un projet de réaménagement de l'emprise par Jean Nouvel. En juin 2013, l'État, le conseil général et la commune signent un accord pour développer d'ici 2019 l'offre sociale de logement étudiant dans le département et rénover la résidence universitaire dans laquelle 1 080 logements seront réhabilités ou reconstruits et 1 200 logements créés dans le département. Antony veut faire de ce quartier « un quartier attractif avec de fortes préconisations environnementales, mêlant logements étudiants et logements pour les familles, mais aussi des commerces et des équipements publics ».

### Manifestations culturelles et festivités
Outre les spectacles donnés au théâtre Firmin-Gémier, dans la grande salle Chénier de l'Institution Sainte-Marie notamment par l'Orchestre national d'Île-de-France qui y donne régulièrement des concerts, à l'auditorium du conservatoire, et les expositions temporaires, de nombreuses manifestations sont organisées.
Les principales manifestations culturelles et des festivités de la ville d'Antony sont :
- février : le Salon des antiquaires organisé depuis 1987, la Journée de la photo organisée depuis 2013[109] ;
- mars : les Rencontres internationales de la guitare organisées depuis 1993 ;
- avril : le semi-marathon d'Antony depuis 1989 ;
- mai : manifestations à l'occasion de la Journée de l'Europe le 9 mai, la ville étant très impliquée au sein du Mouvement européen (dont Patrick Devedjian fut le vice-président jusqu'en 2002[110]) dans l'organisation de cette journée au sein de toute l'Europe ; en mai également Bulles dans la ville une journée festive consacrée à la BD depuis 2004 et le Village de la nature et du jardin ;
- juin : le Festival Solstice depuis 2001. Tourné vers les arts du cirque et de la rue, le principe de ce festival, organisé avec la commune de Châtenay-Malabry, est de transformer les deux villes en gigantesque théâtre. Des Bulles dans la Ville, cette journée consacrée à la bande dessinée est l'occasion de rencontres avec des écrivains et dessinateurs, des concours de jeunes talents, projections en plein air ;
- juillet et août : le tournoi international de tennis handisport. Premier tournoi de tennis handisport organisé en Europe, chaque année depuis 1986, il rassemble les meilleures joueurs et joueuses du NEC Wheelchair Tennis Tour[V 25] ;
- septembre : la foire aux vins et aux fromages depuis 1987. Cette foire dure trois jours et rassemble 200 exposants, venus de toutes les régions de France qui présentent dans le quartier Saint-Saturnin, les richesses du terroir français : fromages et vins, mais aussi salaisons, foies gras et douceurs. Cet événement incontournable de la rentrée reçoit plus de 100 000 visiteurs[V 3]. Antony participe à la Journée du patrimoine en organisant cette journée autour d'un thème différent chaque année, et organise également le Carrousel de l'art, galerie à ciel ouvert où les Antoniens exposent leurs œuvres, de quelle que nature que ce soit ;
- octobre : le Forum des associations (au centre André Malraux), la Fête de la science depuis 1997 auquel s'adjoint le Salon des inventeurs depuis 2013[V 26] et La Biennale présentant depuis 1999 les œuvres des artistes antoniens ;
- novembre/décembre : le Festival Pace au jazz depuis 2005[111].

### Santé

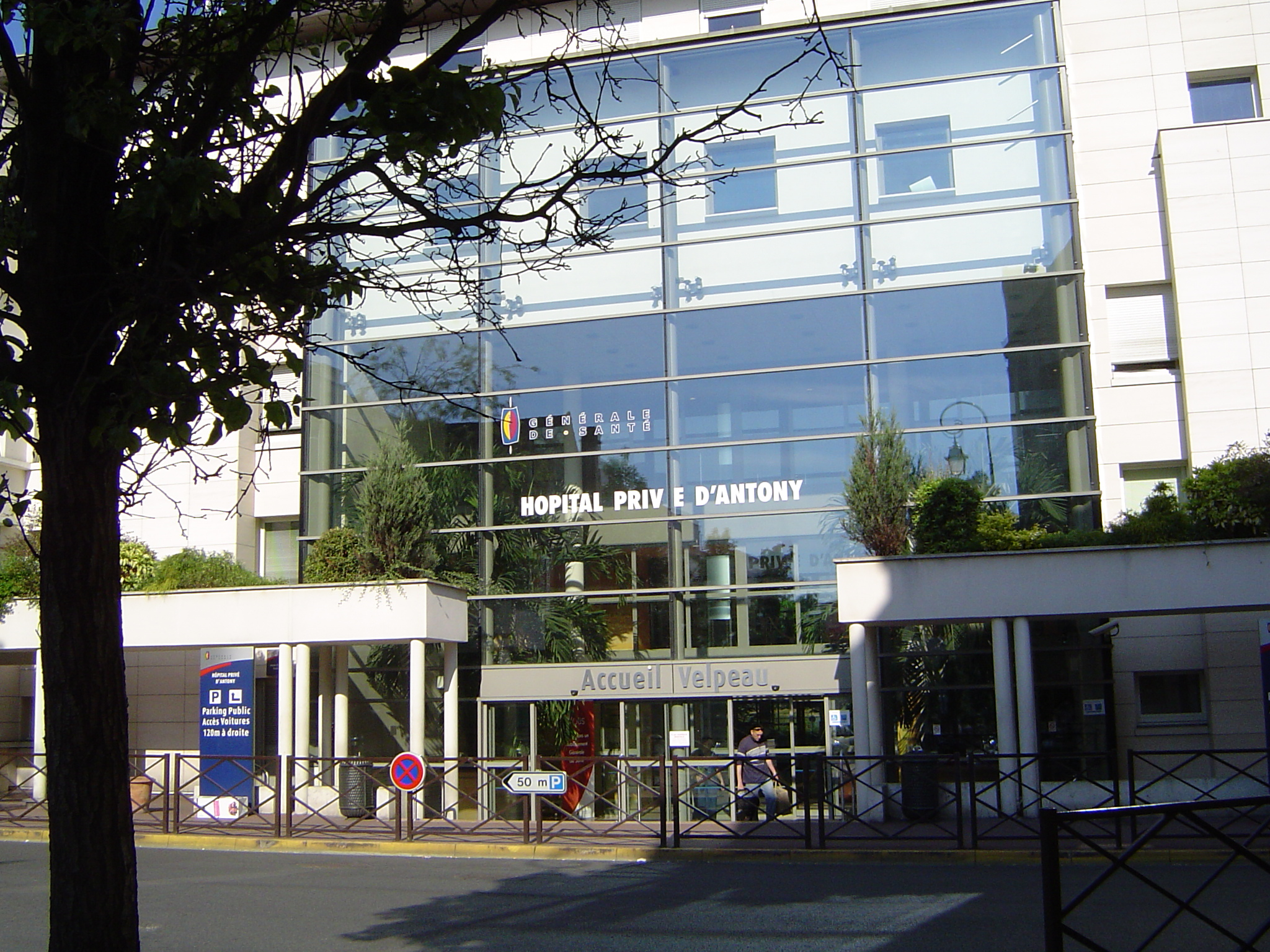
L'entrée principale de l'hôpital privé d'Antony.

Antony dispose de l'une des meilleures offres de soins de la région Île-de-France : la densité médicale y est remarquable, que ce soit en nombre de généralistes (2e, avec 1,52 médecin pour 1 000 habitants) ou de spécialistes (3e, avec 2,19 pour 1 000 habitants).
Antony dispose d'un hôpital privé très moderne car construit en 2002. Il réunit de très nombreux services sur une superficie de 30 000 m2 et offre (au 1er avril 2010) une capacité de 417 lits, ce qui en fait le plus grand hôpital privé en Île-de-France. Cet hôpital est né des fusions successives des cliniques de la région : la maison de santé d'Antony », la clinique de Fresnes, la clinique de la Providence à Antony, la clinique Ambroise-Paré à Bourg-la-Reine, la clinique des Meuniers à Bagneux, la clinique du Parc à Bourg-la-Reine, la clinique du Bois de Verrières à Antony, la clinique des Hauts-de-Seine et la maternité des Vallées à Châtenay-Malabry. Ce nouvel hôpital a ouvert le 28 novembre 2002 et a été inauguré le 14 mai 2003 par Jean-François Mattei, ministre de la Santé et Patrick Devedjian, ministre délégué aux Libertés locales. Il emploie 740 salariés et 250 médecins libéraux de trente spécialités.
Antony dispose également d'un établissement public de santé Erasme. Cet hôpital psychothérapique est bâti dans un parc de 5,5 hectares, il a ouvert ses portes le 17 mai 1982 dans des locaux neufs, et reste — encore en 2015 — le dernier établissement public de santé mentale ouvert en France. Depuis 1993, il regroupe vingt et une structures associées franciliennes. Cet établissement est spécialisé dans la prise en charge des troubles psychiques à tout âge de la vie. Il a pour vocation d'accueillir prioritairement les résidents du centre et du sud du département des Hauts-de-Seine. Les missions qui lui incombent sont variées : prévention, diagnostic, soins, enseignement, recherche. Il emploie six cents agents.
Outre ces deux hôpitaux, Antony accueille deux établissements d'éducation spécialisée : le centre Élisabeth de La Panouse-Debré (rééducation motrice pour les très jeunes enfants handicapés physiques) et le Centre psychothérapeutique et pédagogique spécialisé pour les enfants présentant des troubles psychiques importants, ainsi que plusieurs établissements spécialisés dont le Centre de cure en alcoologie (alcool et tabac).

### Sports

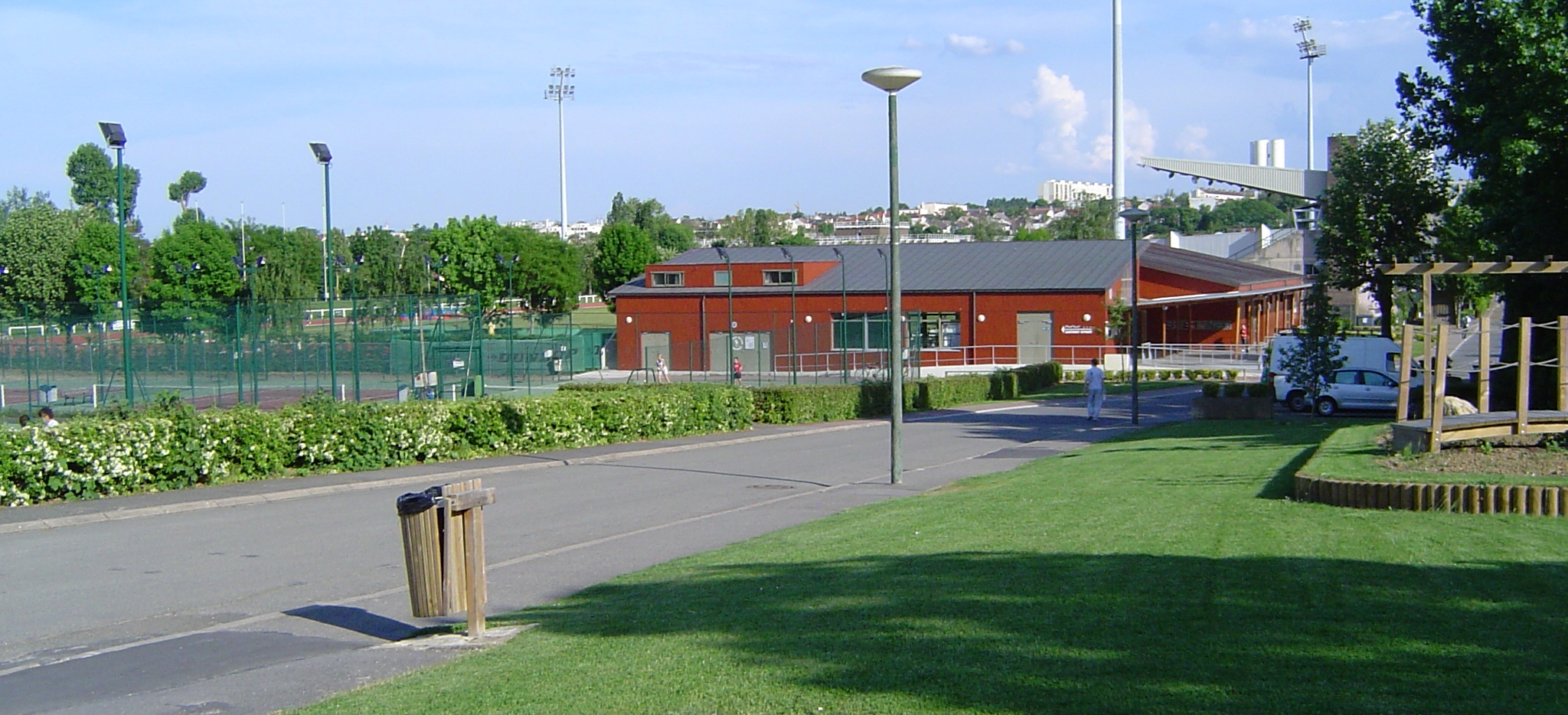
Le stade Georges-Suant.

Les très nombreuses associations sportives sont regroupées au sein du Conseil du sport antonien. On y pratique 40 disciplines dans 40 salles et stades dont les principaux sont le stade de la Croix-de-Berny, le stade municipal Georges-Suant (anciennement stade Salvador-Allende), le parc Heller, le stade Velpeau, le centre sportif Lionel-Terray, le gymnase Pierre-de-Coubertin, le gymnase des Rabats, le gymnase La Fontaine, le centre André-Malraux, le clos Jacques-Cadet, le gymnase Anatole-France, le gymnase Pajeaud, six terrains de basket en accès libre en ville, les installations sportives dans le parc de Sceaux, les salles et tennis de la résidence universitaire, le Poney Club, le boulodrome, le skate Park, les trois piscines (Lionel-Terray, Iris, Grenouillère) et tous les équipements sportifs des établissements scolaires (collèges et lycées). Tous les ans en juillet, Antony organise au parc de Sceaux (La Grenouillère) le tournoi international de tennis handisport qui reçoit les meilleurs joueurs du monde.
Parmi les clubs sportifs, à la fin de la saison 2013-2014, l'Antony Athlétisme 92 avec 527 licenciés et ses 5 sections (Hors stade, Athlé Santé, Athlé Adapté, Athlé Loisirs et Athlé compétition) évolue en N1C (parmi les 60 meilleurs clubs français) et se classe 3e club des Hauts-de-Seine, 14e d'Île-de-France et 102e sur 1 798 au classement national. Le club de rugby Antony Métro 92 joue en Fédérale 2 (saison 2020-2021). L'association Antony Sport Football, créée en 1948, partenaire officiel du Paris Saint-Germain Football Club et jouant en DSR, dépose le bilan en juillet 2018, son activité étant reprise par une nouvelle association, Antony Football Évolution.

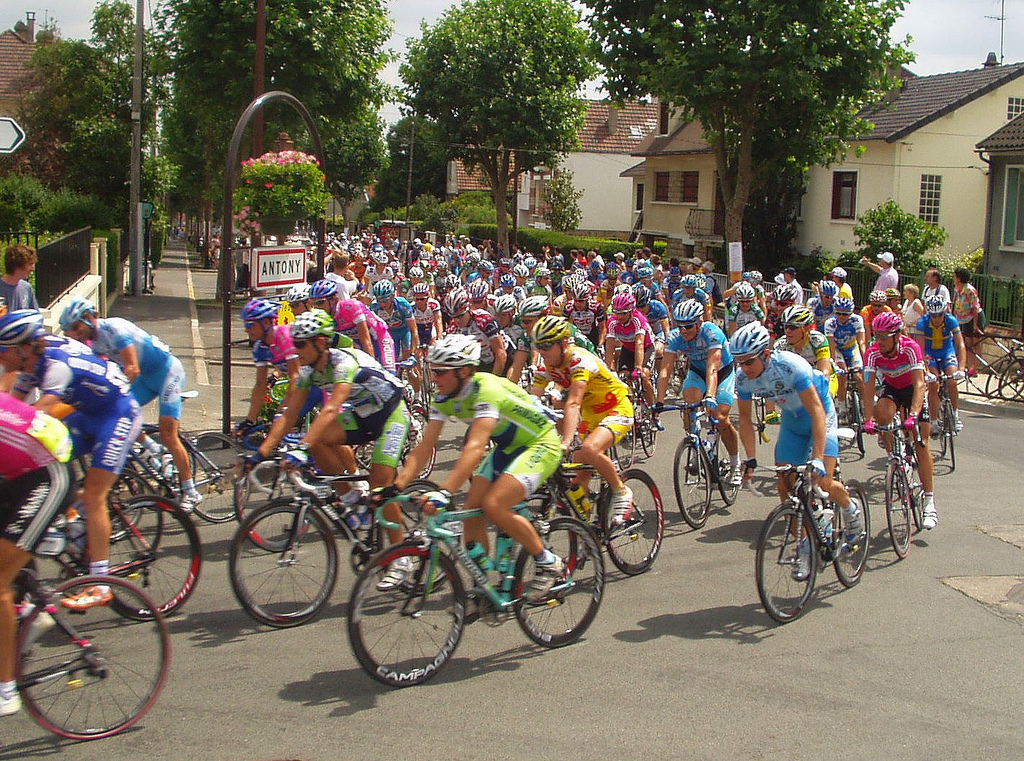
Antony, ville-étape du tour de France en juillet 2006.

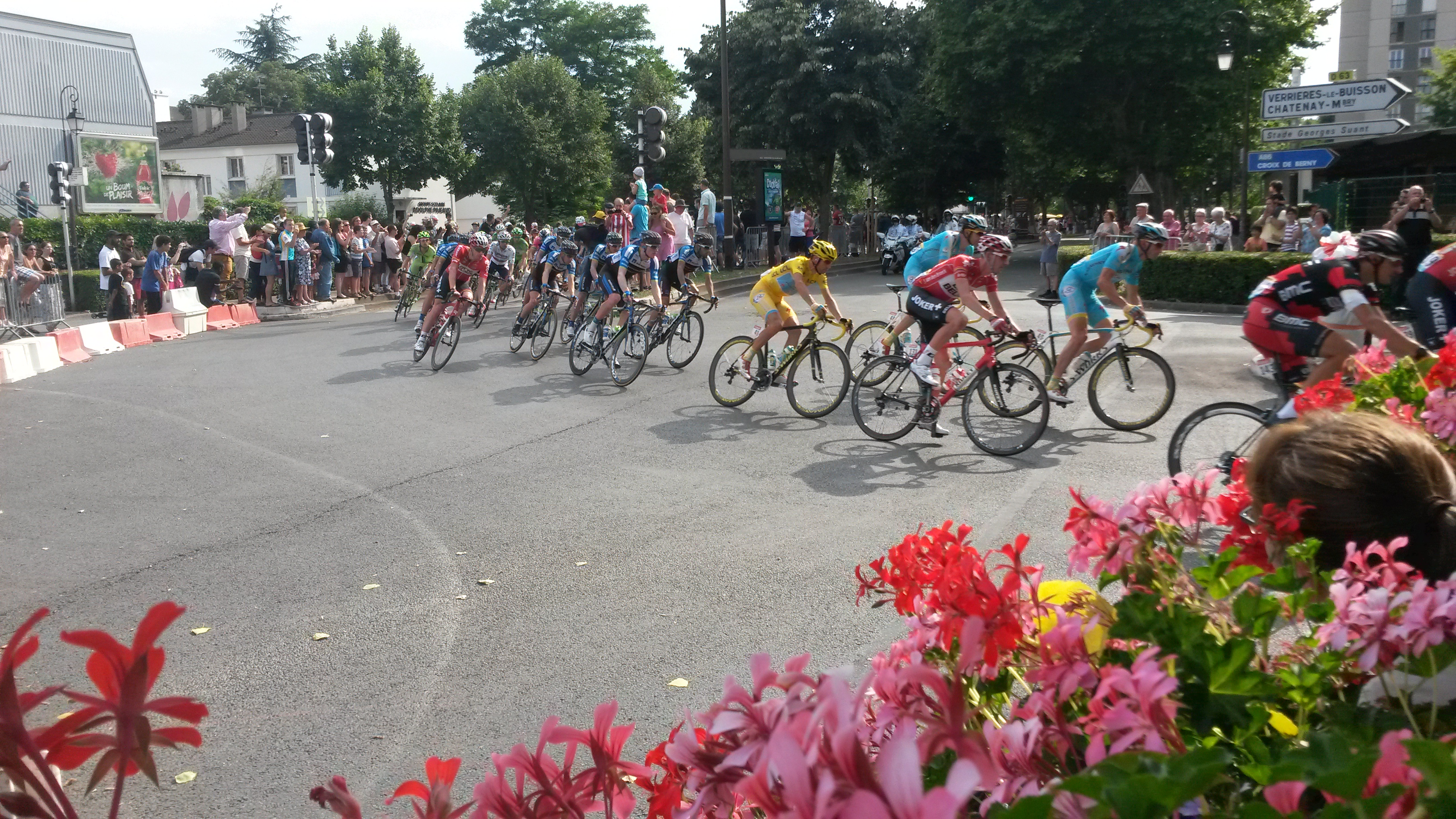
Les coureurs du Tour de France, avec le maillot jaune Vincenzo Nibali, passent à Antony le 27 juillet 2014
à.

Le complexe sportif dit « stade de la Croix-de-Berny », ou « Union sportive métropolitaine » : Gaston Vrolix, ingénieur en chef de la RATP, crée en 1928 l'Union sportive métropolitaine (actuelle USMT). Il construit un complexe sportif sur l'emplacement d’une partie de l'ancien champ de courses de la Croix-de-Berny, dont il transforme les écuries en vestiaires. La première tranche est commencée en 1928, le long de la RN 186 ; elle comprend : terrains de football, de rugby, de hockey, de basket-ball, de tennis, piscine, jeux pour enfants, gymnase, tir. Vers 1932 est construite la deuxième tranche plus au nord : terrains de rugby et de tennis, stade d’athlétisme. La troisième tranche comprend un fronton de pelote basque, et un vélodrome bâti en 1938 par un architecte hollandais (réplique en béton, de la piste de bois de Vigorelli à Milan). Ce vélodrome devait être reconstruit pour accueillir les épreuves de cyclisme si la ville de Paris avait été choisie pour les Jeux olympiques d'été de 1992. Le nouveau plan local d'urbanisme, adopté en 2008, prévoit la construction sur une partie de ce site d'immeubles de bureaux afin de financer la réfection de l'ensemble des installations sportives de l'US-Métro. L'équipe de rugby du Racing 92, née de la fusion des clubs du Racing Club de France et de l'US METRO qui joue ses matchs de Top 14 à Colombes, s'est entraînée à la Croix-de-Berny durant plusieurs années avant de rejoindre prochainement Le Plessis-Robinson.
Antony a vu passer le Tour de France dans ses rues en juillet 1999 ainsi qu'en juillet 2007, en 2010 et le 27 juillet 2014. Elle fut « ville-étape » au départ de la 20e étape du Tour en 2006,.

### Médias
Outre la version « papier » traditionnelle, la mairie édite depuis octobre 2006 son magazine dans une version sonore (sous forme de CD) destinée aux Antoniens non-voyants ou mal-voyants.
Un réseau câblé distribuant des services de radiodiffusion sonore et de télévision couvre la ville depuis 1988.
En octobre 2007, la commune d'Antony a mis en place un réseau Wi-Fi : les bornes internet sont accessibles à tous et permettent de se connecter gratuitement dans différents lieux publics.
Depuis 2001, l'association Citoyens à Antony publie sur un rythme bimestriel Agora (qui s'est appelé Antony Place publique de 2008 à 2014).
Une association de quartier édite, trois fois par an, le Journal de la Fontaine St-Ex.

### Cultes
Les Antoniens disposent de lieux de culte catholique, israélite, musulman et protestant.

#### Culte catholique
Depuis janvier 2010, la commune d'Antony fait partie du doyenné de la Pointe Sud, l'un des neuf doyennés du diocèse de Nanterre.
Au sein de ce doyenné, les lieux de culte catholique relèvent des quatre paroisses d'Antony.
Les lieux de culte correspondant sont : pour la paroisse Saint-Saturnin : l'église Saint-Saturnin, l'église Sainte-Odile, la chapelle Sainte-Marie-Mère-de-l'Église ; pour la paroisse Saint-François : l'église Saint-François ; pour la paroisse Saint-Jean-Porte-Latine : l'église Saint-Jean-Porte-Latine et la chapelle Sainte-Jeanne de Chantal ; pour la paroisse Saint-Maxime : l'église Saint-Maxime. Par ailleurs des lieux de culte existent également au sein des communautés religieuses installées à Antony : les petites sœurs de l'Assomption, les marianistes, les sœurs de Saint-Joseph de Cluny, les sœurs de Saint-Raphaël (Notre-Dame-de-Charité), enfin une communauté de sœurs vietnamiennes.

#### Culte israélite

La synagogue moderne avec sa façade en brique.

Une synagogue, gérée par l'association consistoriale israélite de Paris, est implantée à Antony.

#### Culte musulman
L'association culturelle des musulmans d'Antony administre une mosquée et l'association culturelle d'Antony ismaélien une salle de prières.

#### Culte protestant
Une église évangélique baptiste regroupant la communauté baptiste est présente à Antony.
Un groupe de chrétiens issu du protestantisme évangélique, nommé « Assemblée Chrétienne des Hauts d'Antony » se retrouve dans le nord d'Antony.
Les communes voisines disposent de lieux de culte pour les communautés liées à l'Église réformée de France (à Châtenay-Malabry) et à l'Église évangélique luthérienne de France (à Bourg-la-Reine).

#### Culte Tenrikyo
Un temple du culte Tenrikyō est présent à Antony. Le culte Tenrikyō est un mouvement idéologique et religieux provenant du Japon.

## Économie

### Revenus de la population et fiscalité
En 2004, on dénombrait 818 ménages antoniens redevables de l'impôt sur la fortune; le montant moyen de l'impôt sur la fortune à Antony était de 3 857 € par an contre 5 683 € par an au niveau de la moyenne nationale; et le patrimoine moyen des redevables antoniens de l'ISF était de 1 295 062 €.
En 2008, on dénombrait 1 463 ménages antoniens redevables de l'impôt sur la fortune; le montant moyen de l'impôt sur la fortune à Antony était de 3 634 € par an ; et le patrimoine moyen des redevables antoniens de l'ISF était de 1 406 852 €.
En 2010, le revenu fiscal médian par ménage était de 42 583 €, ce qui plaçait Antony au 1 456e rang parmi les 31 525 communes de plus de 39 ménages en métropole.

### Emploi
La commune d'Antony fait partie de la zone d’emploi de Boulogne-Billancourt. La population active totale de la commune s'élève à 27 979. Le taux d'activité entre 20 et 59 ans est de 79 % sachant que la moyenne nationale est de 82,2 %. On dénombre 2 216 chômeurs. En 1999, Antony a un taux de chômage s'élevant à 7,9 %. Ce dernier étant bien plus faible que la moyenne nationale qui est quant à elle de 12,9 %. Le pourcentage d'actifs est de 46,7 % contre 45,2 % au niveau national. Il y a 16,4 % de retraités, 29,3 % de jeunes scolarisés et enfin 7,5 % de personnes autres sans activité.
|                             | Agriculteurs | Artisans, commerçants, chefs d'entreprise | Cadres, professions intellectuelles | Professions intermédiaires | Employés | Ouvriers |
| --------------------------- | ------------ | ----------------------------------------- | ----------------------------------- | -------------------------- | -------- | -------- |
| Antony                      | 0 %          | 4,2 %                                     | 33 %                                | 26,1 %                     | 25,2 %   | 11,5 %   |
| Moyenne nationale           | 2,4 %        | 6,4 %                                     | 12,1 %                              | 22,1 %                     | 29,9 %   | 27,1 %   |
| Sources des données : INSEE |              |                                           |                                     |                            |          |          |

La commune dispose d'une agence Pôle emploi pour la recherche d'emploi.

### Entreprises et commerces

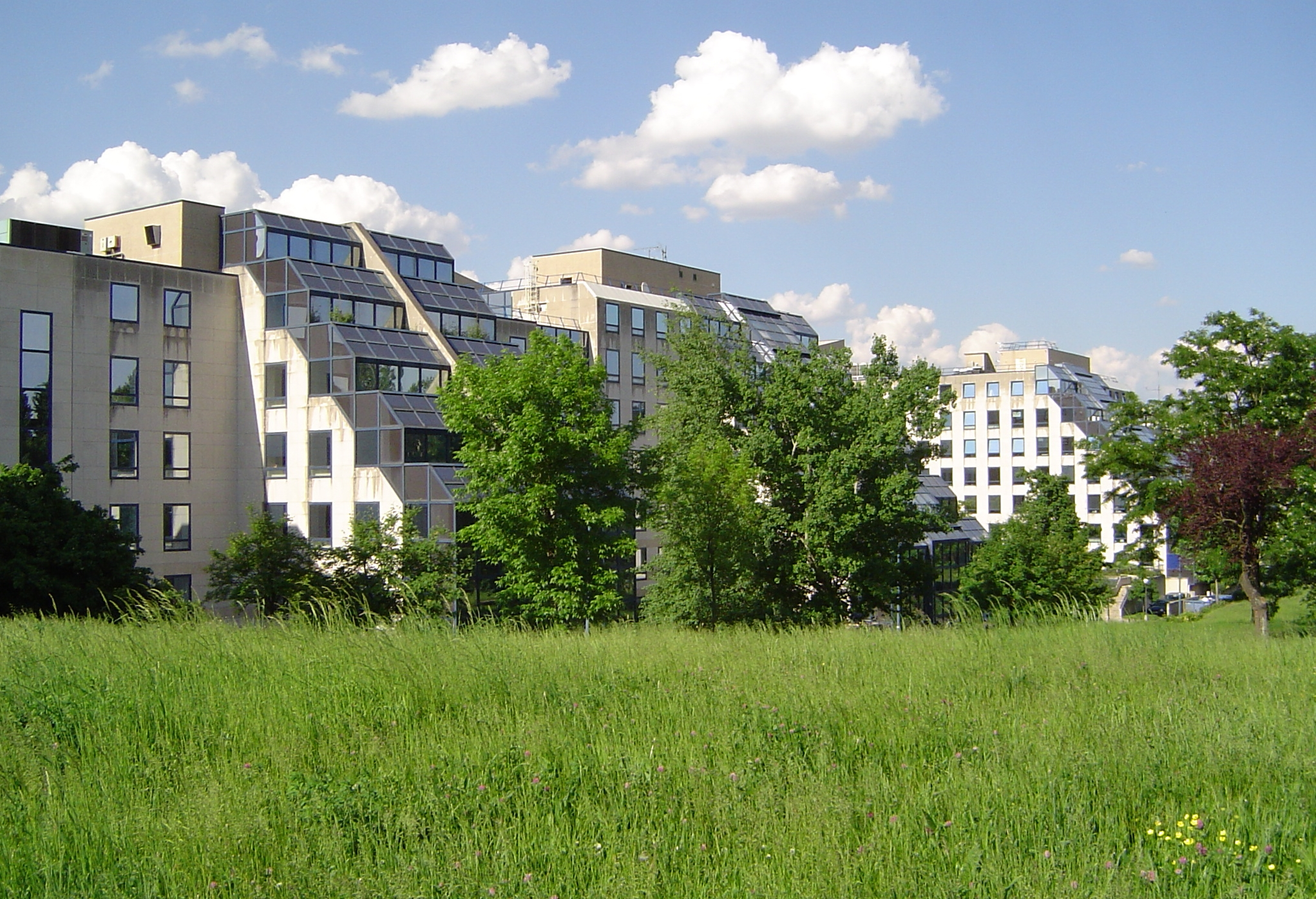
Les bureaux du parc de haute-technologie.

Au 31 décembre 2008, le nombre total d'établissements était de 3 495 répartis de la façon suivante par secteur d'activité : 6 (soit 0,2 %) dans le domaine agricole (agriculture, sylviculture et pêche),
142 (soit 4,1 %) dans le domaine de l'industrie, 236 (soit 6,8 %) dans la construction, 2 343 (soit 67,0 %) dans le commerce, transports et services divers dont 569 (soit 16,3 %) dans le commerce et la réparation automobile, enfin 768 (soit 22 %) dans les domaines administration publique, enseignement, santé, action sociale.

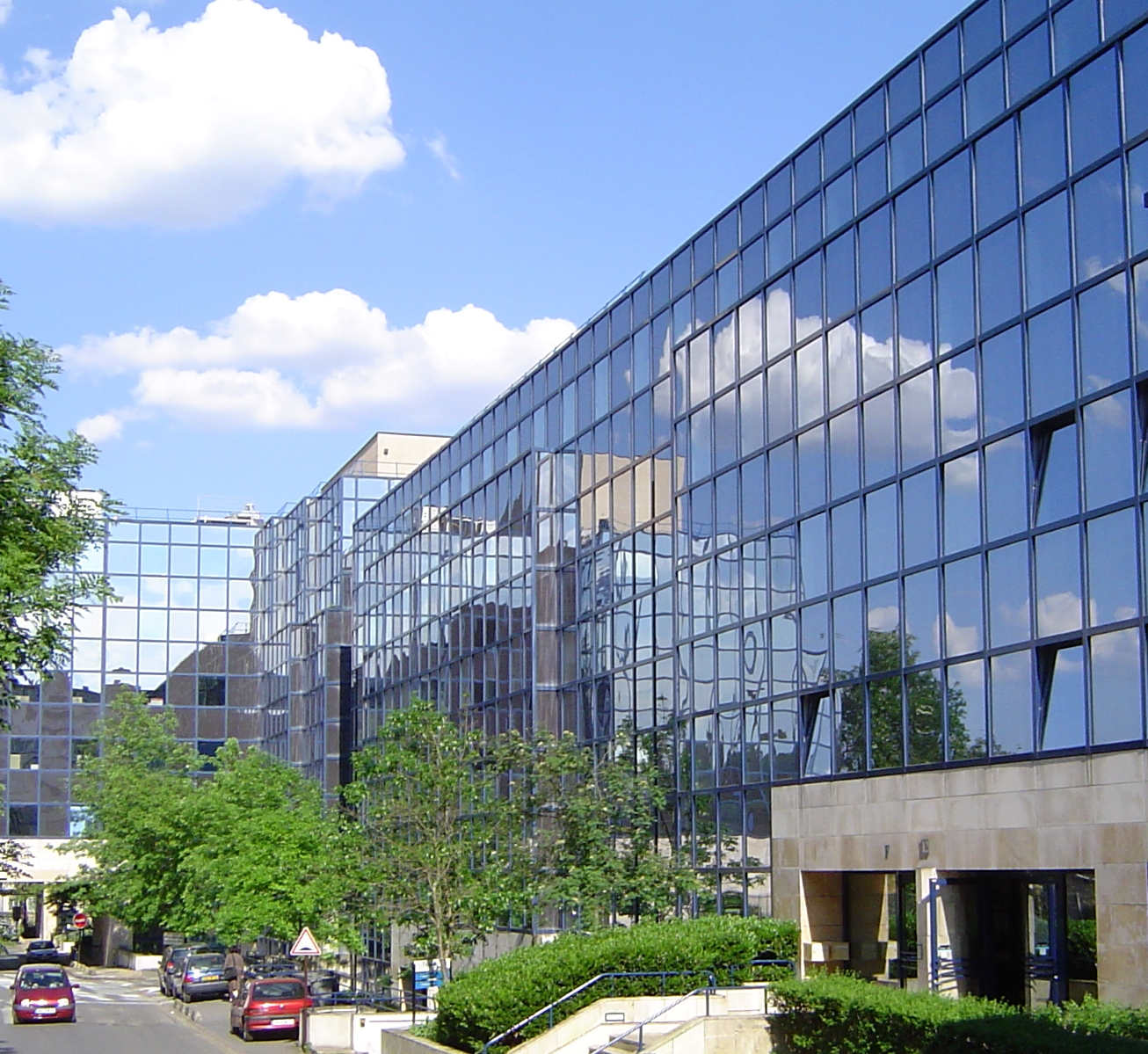
Le pôle de haute-technologie, le long de l'A86.

La mairie a le souci d'attirer les entreprises, grâce notamment à ses 40 hectares disponibles au croisement de l'A6 et de l'A10.
Les principaux pôles d'activités et de recherche présents à Antony sont :
- L'Irstea (Institut national de recherche en sciences et technologies pour l'environnement et l'agriculture) ou originellement Cemagref (Centre national du machinisme agricole, du génie rural, des eaux et des forêts) créé à Paris en 1944 s'installa à Antony en 1956. Depuis, de nombreux centres ont été créés en province. Le centre d'Antony est notamment spécialisé dans la qualité des eaux.
- La société Sanofi, à l'époque Saint-Gobain puis Rhône-Poulenc, créa à Antony en 1952 un centre de recherche consacré à la chimie. Ce centre fut créé sur un terrain de 6 ha, occupé par des cultures maraîchères, près de la Croix-de-Berny. Ce centre a été entièrement réaménagé de 1984 à 1988, sur les plans des architectes A. Chamussi et Alexandre Chemetoff. En septembre 2011 le groupe annonce le regroupement en 2014 de ses activités tertiaires sur trois sites (Paris, Massy et Gentilly), ce qui impliquerait la fermeture de l'emprise antonienne[145].
  - L'Antonypole est un parc d'affaires constitué de l'ancienne zone industrielle, construite au sud de la ville dans les années 1970, et de l'ancien parc de haute technologie, construit dans les années 1980. La municipalité décide de construire au début des années 1970 un centre interentreprises à l'angle des avenues Léon-Jouhaux et Léon-Harmel, en plein cœur de la zone d'activités industrielles. L'architecte Felus est chargé de sa conception et les équipements collectifs du centre André Malraux seront terminés en 1974. En 1978, une sculpture de l'artiste d'origine bulgare Boyan, Amitié entre les hommes, est installée devant le centre. Depuis les années 2000, le centre André Malraux accueille des associations et des manifestations locales, comme le Forum des associations culturelles et sportives, ou la Fête de la Science. En 2008, Antonypole regroupe de grands établissements dans les secteurs de la santé, de la recherche, de l'électronique de précision, comme Dräger médical, Essilor, Siemens, Stallergènes, Air Liquide Medical Systems, Vannier Photelec… La priorité est donnée aujourd'hui à l'installation d'entreprises à haute valeur ajoutée, souhaitant s'installer au sud de Paris. Le quartier doit accueillir en 2027 la gare de la ligne 18 du Grand Paris Express[146].
- Le carrefour de la Croix-de-Berny, où plusieurs sociétés se sont installées en 2008, notamment les sièges sociaux des sociétés Pomona[147] et Chronopost[148].

C'est à Antony que s'est installée en 2002 la Table de Cana, traiteur solidaire, entreprise d'insertion créée en 1987 à Montrouge, et qui a essaimé dans plusieurs villes de France.
Le marché d'Antony remonte à François Ier qui, en 1545, instaura les foires hebdomadaires du jeudi à Antony. Il s'est depuis déplacé des trottoirs de la rue Mounié vers la place Firmin-Gémier, pour s'installer en 1957 sur la place du centre-ville. C'est l'un des deux marchés les plus importants du Sud parisien. La grande halle a été totalement reconstruite entre 2003 et 2006.
En 2020, l'entreprise de télésurveillance Verisure installe son siège à Antony, place du Général-de-Gaulle.

## Culture locale et patrimoine

### Lieux et monuments
La commune comprend de nombreux monuments répertoriés à l'inventaire général du patrimoine culturel de la France.

#### Ancienne manufacture royale des cires

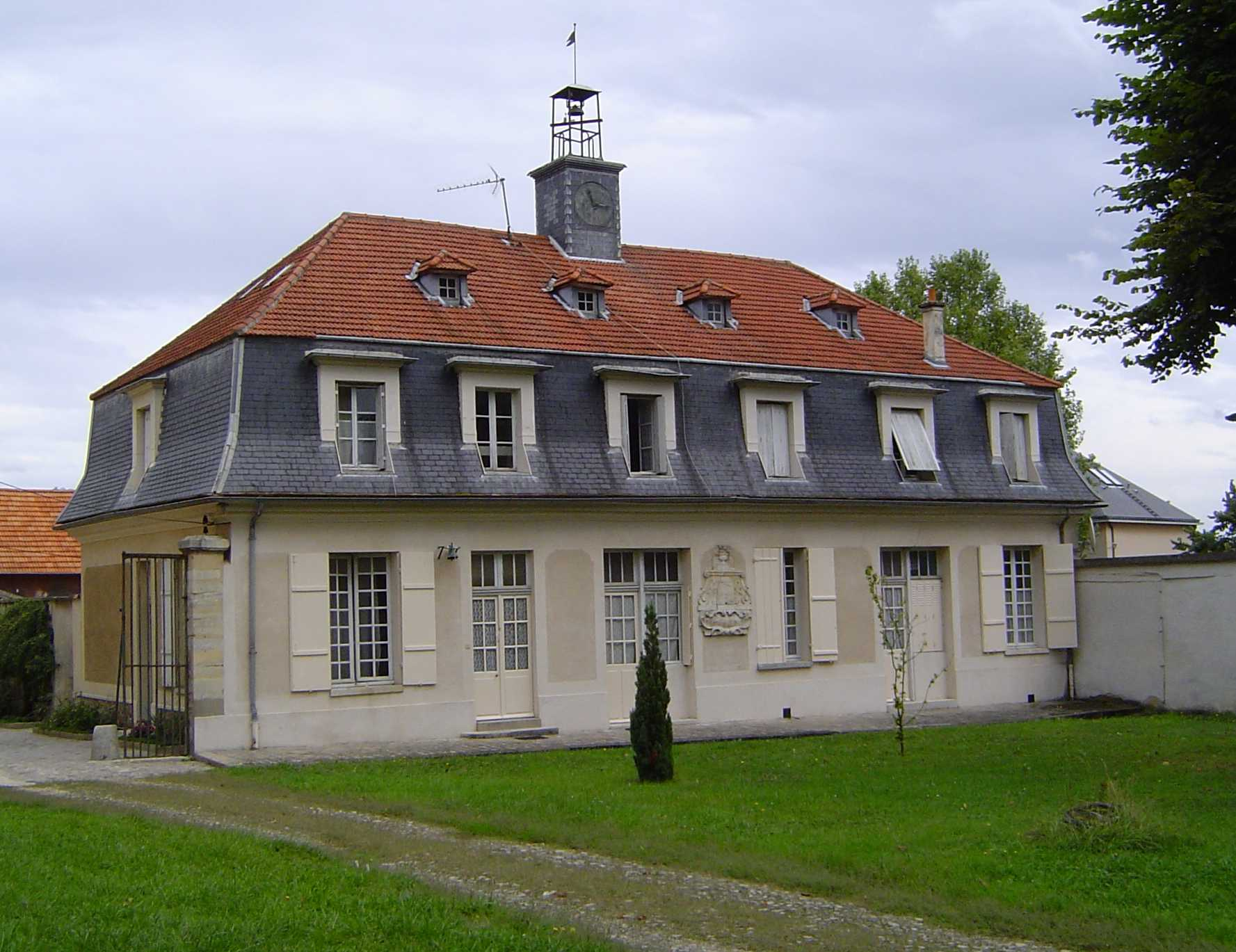
Ancienne manufacture royale de cires.

L'ancienne manufacture royale des cires dont le nom exact était « Manufacture d'Antony pour le blanchissage des cires & la fabrique des bougies » se situe actuellement au 14 avenue du Bois-de-Verrières. Cette manufacture a été fondée en 1702 par Péan de Saint-Gilles, elle devient manufacture royale en 1719 et sa devise était Deo, regique laborant, c'est-à-dire Elles (les abeilles) travaillent pour Dieu et pour le Roi. Le bâtiment d'origine a été construit en 1714, on y produisait bougies et chandelles pour la cour de Versailles et les autres châteaux de la région. L'entreprise quittera Antony pour Bourg-la-reine et existe toujours sous le nom de « Cire Trudon ». Le bâtiment est aujourd'hui occupé par les sœurs de Saint-Joseph de Cluny qui s'y sont installées en 1890. La manufacture a été construite sur ce site pour profiter de la qualité des eaux des rivières qui permettaient de produire des bougies d'une blancheur exceptionnelle.

#### Maison Saint-Jean

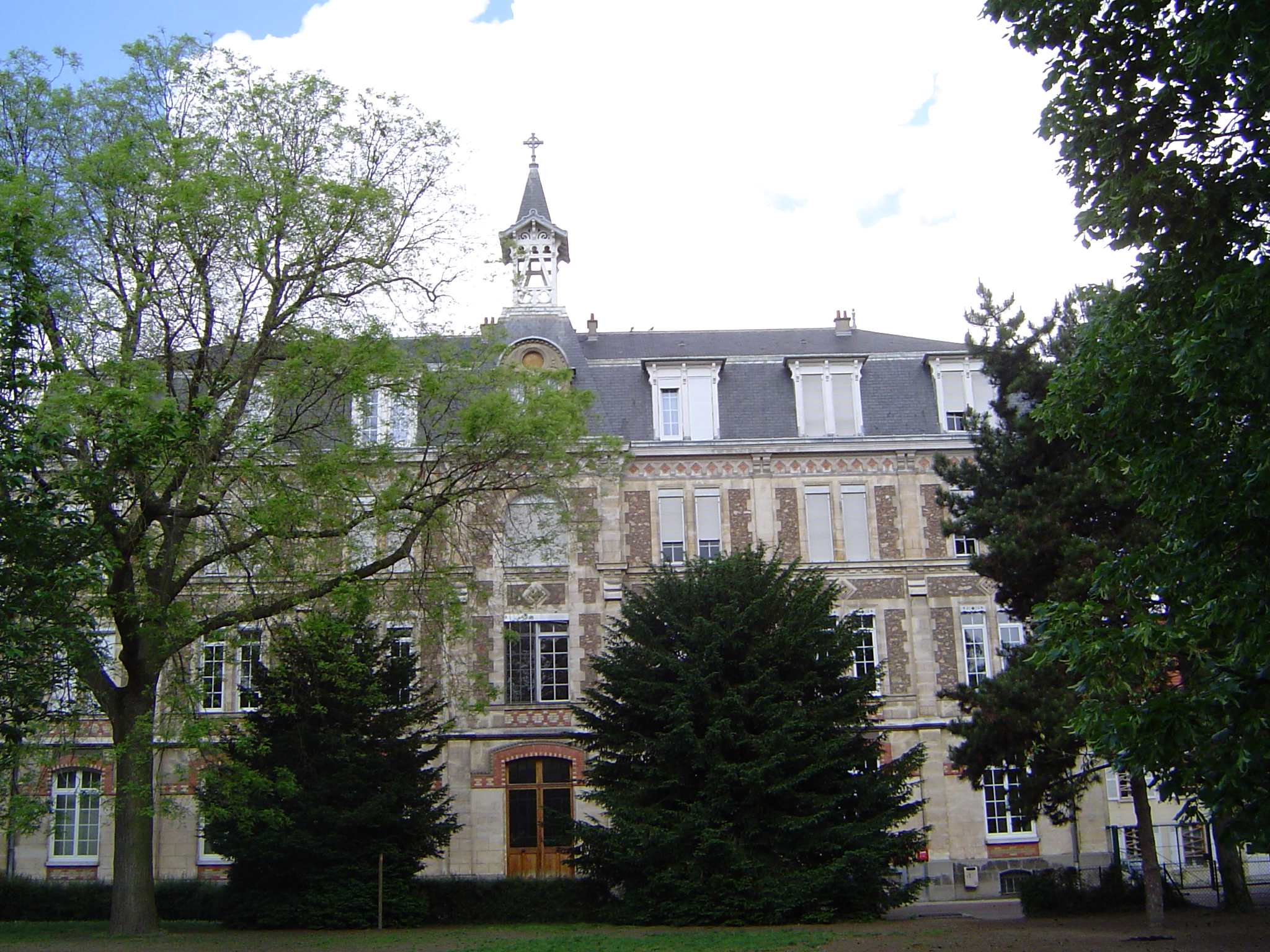
La maison Saint-Jean.

La Maison Saint-Jean, ancienne propriété Chénier dite de la Belle Levantine. Ce bâtiment a été construit par Louis-Sauveur Chénier, fils cadet de Louis Chénier, et frère d'André Chénier sur les plans de l'architecte Georges Auguste Ranchon. En 1820, cette maison est achetée par Jean-Charles Persil, ministre de Louis-Philippe, qui y meurt en 1870. En 1880, elle devient la propriété de quatre prêtres parisiens qui y font construire, en 1898, le bâtiment de brique et de pierre qui servira de séminaire aux marianistes. Après leur expulsion, le bâtiment est transformé en pension de famille. L’ensemble a été racheté par les marianistes en 1965, avant qu’ils n’y construisent les bâtiments de l’Institution Sainte-Marie.

#### Monuments religieux

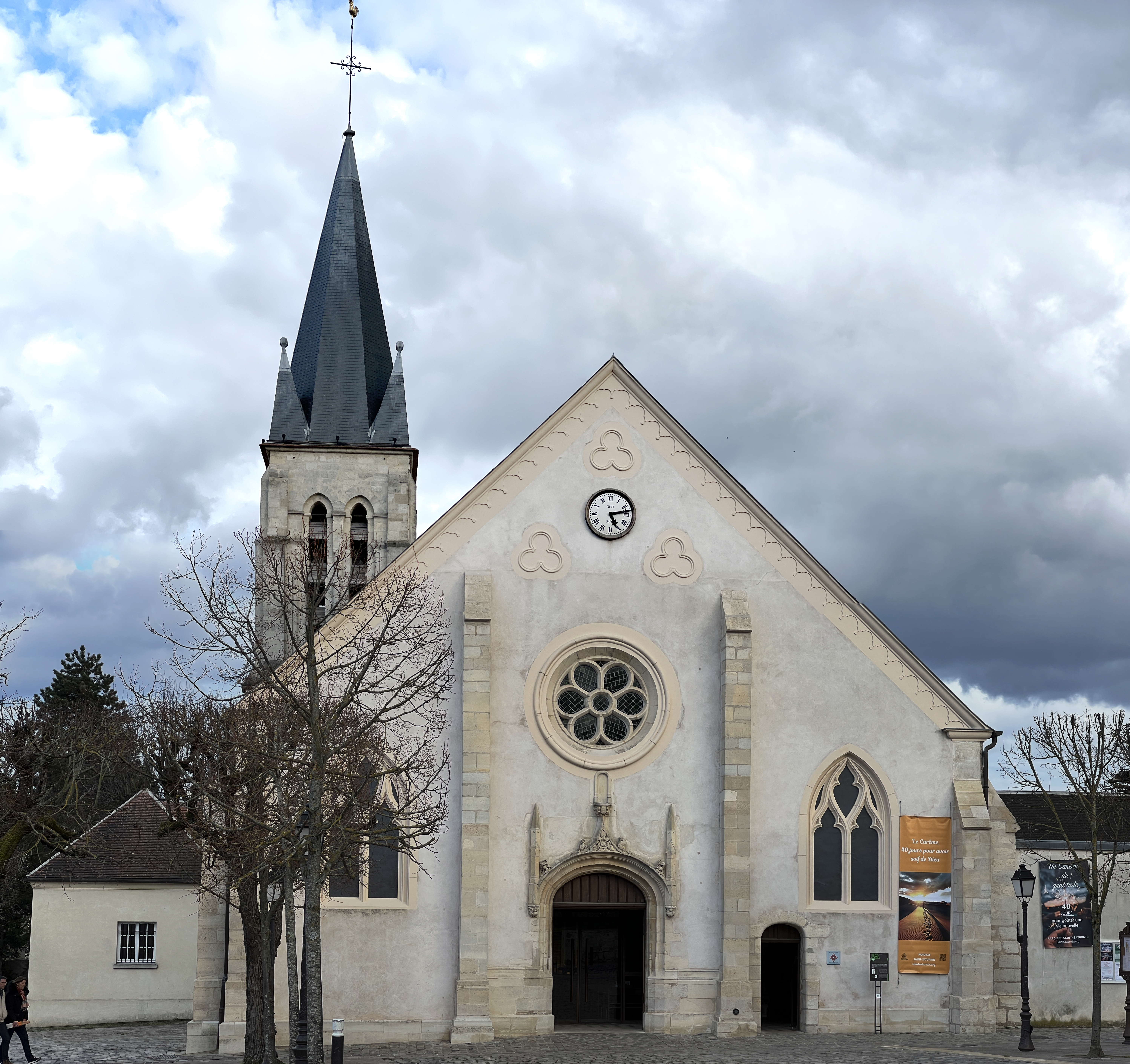
L'église Saint-Saturnin.

Le patrimoine architectural religieux d'Antony est riche, tant du point de vue historique : l'église Saint-Saturnin est l'église d'Île-de-France qui conserve les parties les plus anciennes, car datant de l'époque carolingienne, que d'églises à l'architecture résolument moderne.
« Située dans le joli cadre d'une place plantée de tilleuls, sur l'emplacement de l'ancien cimetière, l'église Saint-Saturnin présente un triple intérêt historique, archéologique et artistique ». À l'intérieur, outre le lave-mains de l'époque carolingienne, on peut admirer de beaux vitraux de la fin du XIXe siècle, début du XXe siècle. Le chœur est de la fin du XIIe siècle, le clocher du XIVe siècle, la nef du XVe siècle, la chapelle sud est moderne. Le beffroi soutient quatre cloches dont la plus ancienne, Charlotte-Geneviève, date de 1730. Ce monument a été l'objet d'importants travaux de rénovation ces dernières années. Le presbytère, sur la place de l'Église, a été restauré en 1989. Cette église fait l'objet d'un classement au titre des monuments historiques depuis le 19 octobre 1928. Dans la chapelle Sainte-Marie-Mère-de-l'Église de l'Institution Sainte-Marie d'Antony, construite en 1968 sur les plans des architectes Georges Dengler et Zunz, on peut admirer une très belle et très grande paroi ajourée en brique, œuvre du maître-verrier Henri Martin-Granel, ainsi qu'une grande fresque de céramique de 41 m2, œuvre de Jacqueline Bechet-Ferber.
Le bâtiment principal de l'église Sainte-Jeanne-de-Chantal provient de l'Exposition coloniale de 1931. Pour ne pas la confondre avec l'église Sainte-Jeanne-de-Chantal située à Paris, on a ajouté le qualificatif « hors-les-murs » pour préciser qu'elle n'était pas dans les murs de Paris. Ce bâtiment a été rénové en 1954.
L'église Saint-Jean-Porte-Latine a été construite de 1964 à 1967, sur les plans des architectes Pierre Pinsard et Hugo Vollmar. L'église a été consacrée au culte catholique le 21 mai 1967. Elle est dédiée à saint Jean-Porte-Latine, patron de l'industrie du livre. Le « signal urbain », surmonté d'une croix géante, a été inauguré le 6 janvier 2002. Le bâtiment est labellisé « Patrimoine du XXe siècle » en 2011 par le ministère de la Culture.
L'église Saint-François-d'Assise fut construite, durant l'année 1972, sur les plans de l'architecte Paul Henry grâce à l'Œuvre des Chantiers du Cardinal. Elle a été consacrée au culte catholique le 7 octobre 1972 par Mgr Jacques Delarue, évêque de Nanterre.
L'église Saint-Maxime a été construite de 1978 à 1980 grâce à l'Œuvre des Chantiers du Cardinal. Elle est également due à l'architecte Paul Henry et a été consacrée au culte catholique le 16 novembre 1980 par Mgr Jacques Delarue.
L'église Sainte-Odile fut construite en 1933, sous la direction de l'architecte Charles Venner, grâce à l'« Œuvre des Chantiers du Cardinal ».
L'église évangélique baptiste, d'une architecture moderne comportant d'importants vitraux, a été entièrement reconstruite, compte tenu du projet d'aménagement de la Croix-de-Berny, et inaugurée en mars 2001.

#### Espaces verts

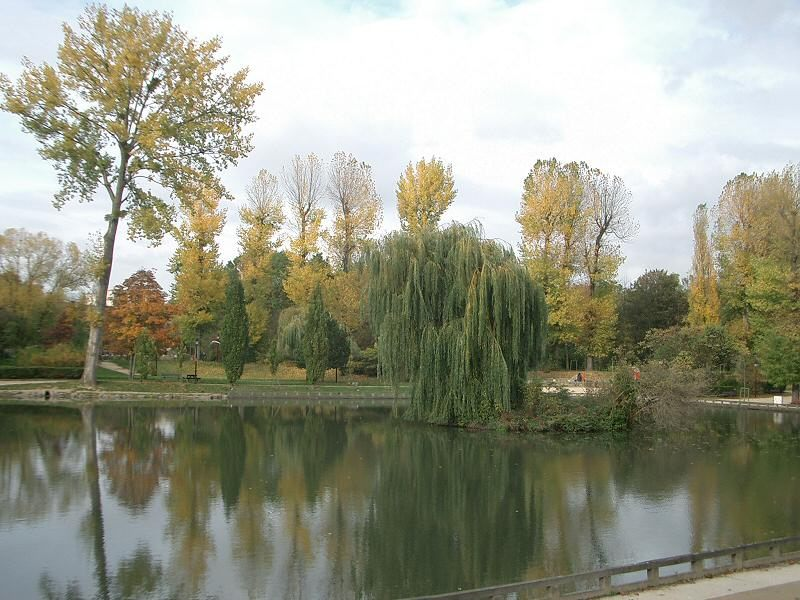
Vue du parc Heller.

La politique de protection et de valorisation de l'environnement fait d'Antony l'une des communes franciliennes les plus vertes : sans compter le parc de Sceaux, c'est en effet un immense poumon vert de 144 hectares (dont 60 hectares du parc de Sceaux) de parcs, de bois, d'allées arborées. Antony bénéficie du label « ville fleurie » avec deux fleurs attribuées depuis 2002 par le Conseil national des villes et villages fleuris de France au concours des villes et villages fleuris. La terre de la région convient particulièrement bien aux glycines qui couvrent les pavillons au printemps, ainsi qu'aux rosiers, d'où les noms des communes voisines de Fontenay-aux-Roses et L'Haÿ-les-Roses. Antony compte plusieurs parcs, dont les plus importants sont : le parc de Sceaux (environ 180 ha dont 60 ha à Antony), le parc Heller (9,6 ha), le parc Raymond-Sibille (1,4 ha), le parc Bourdeau (1,2 ha), la coulée verte des Godets (2,66 ha) et la coulée verte du Paradis (2,2 ha), la coulée verte du TGV (7 ha), le bois de l'Aurore (2,6 ha). Ces parcs sont plantés d'arbres « remarquables », pour leur dimension, leur âge, leur caractère historique, leur rareté botanique ou leur port particulièrement élégant ou pittoresque. La ville est plantée de plus de 50 espèces différentes. À l'intérieur du parc Heller, la Ferme d'Antony, qui permet aux enfants de rencontrer le cochon, la vache, la chèvre et le mouton, mais aussi les poules, les oies, les lapins, est gérée par le poney-club.

### Patrimoine culturel

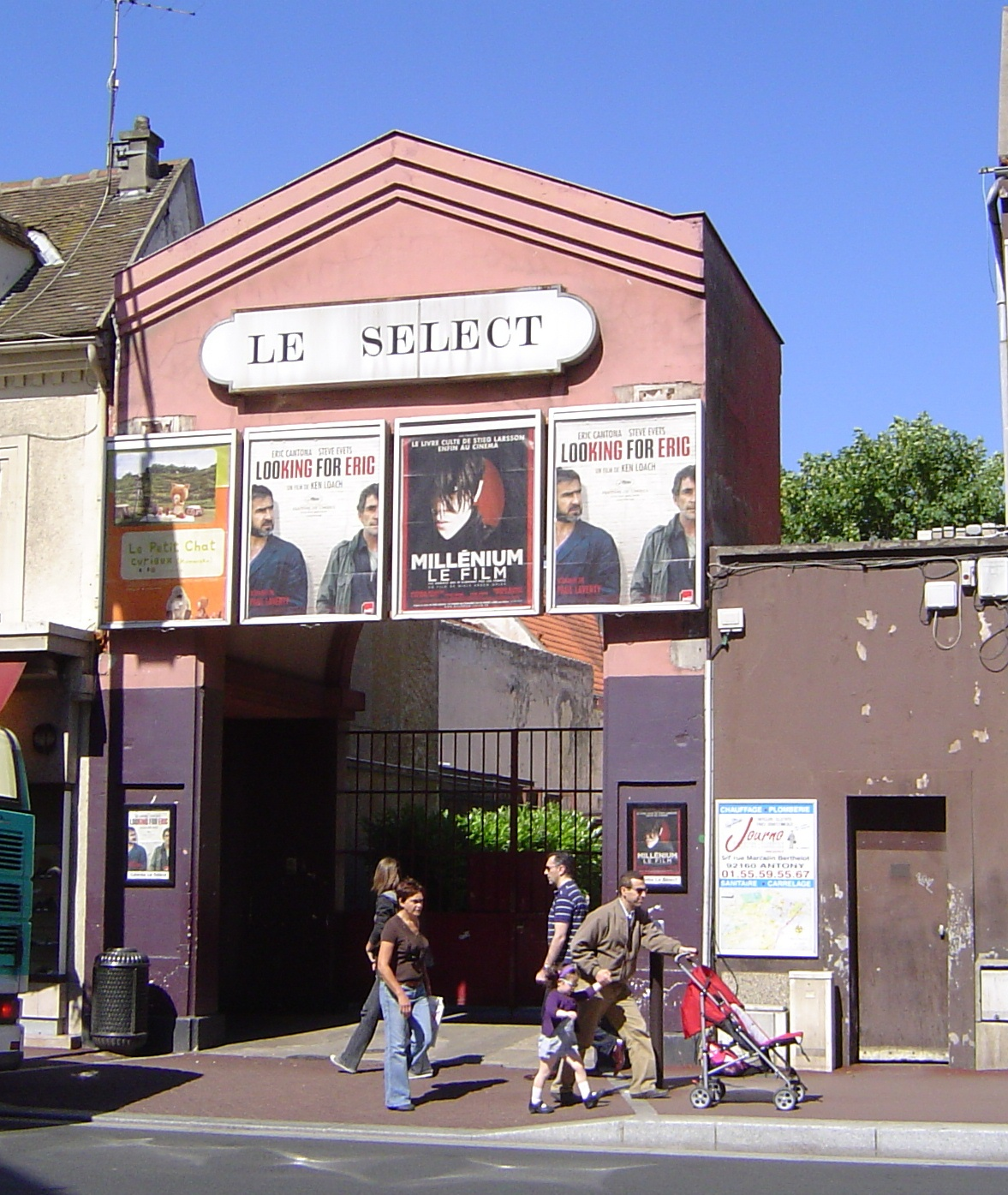
L'ancien cinéma Le Select.

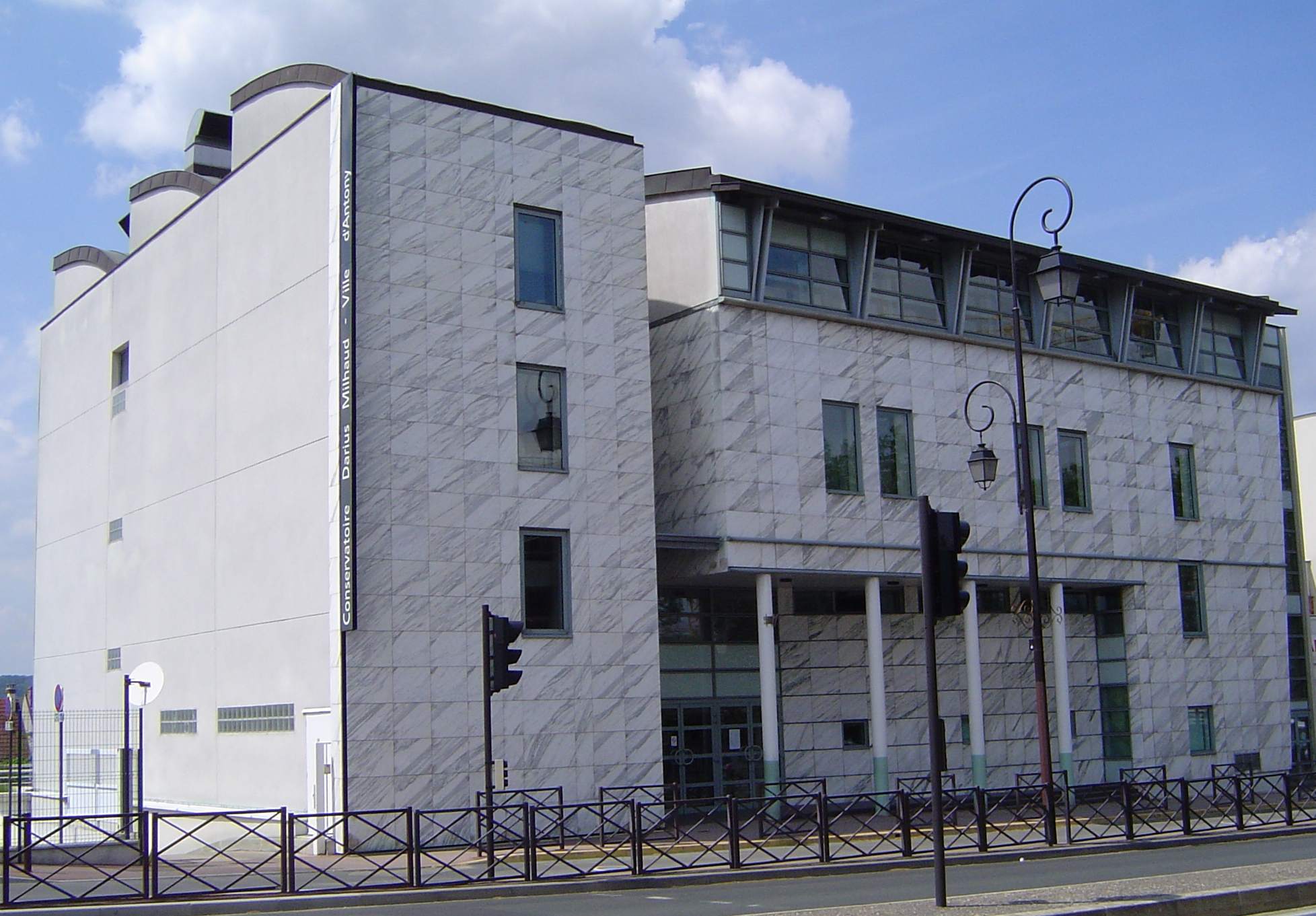
Le conservatoire Darius-Milhaud.

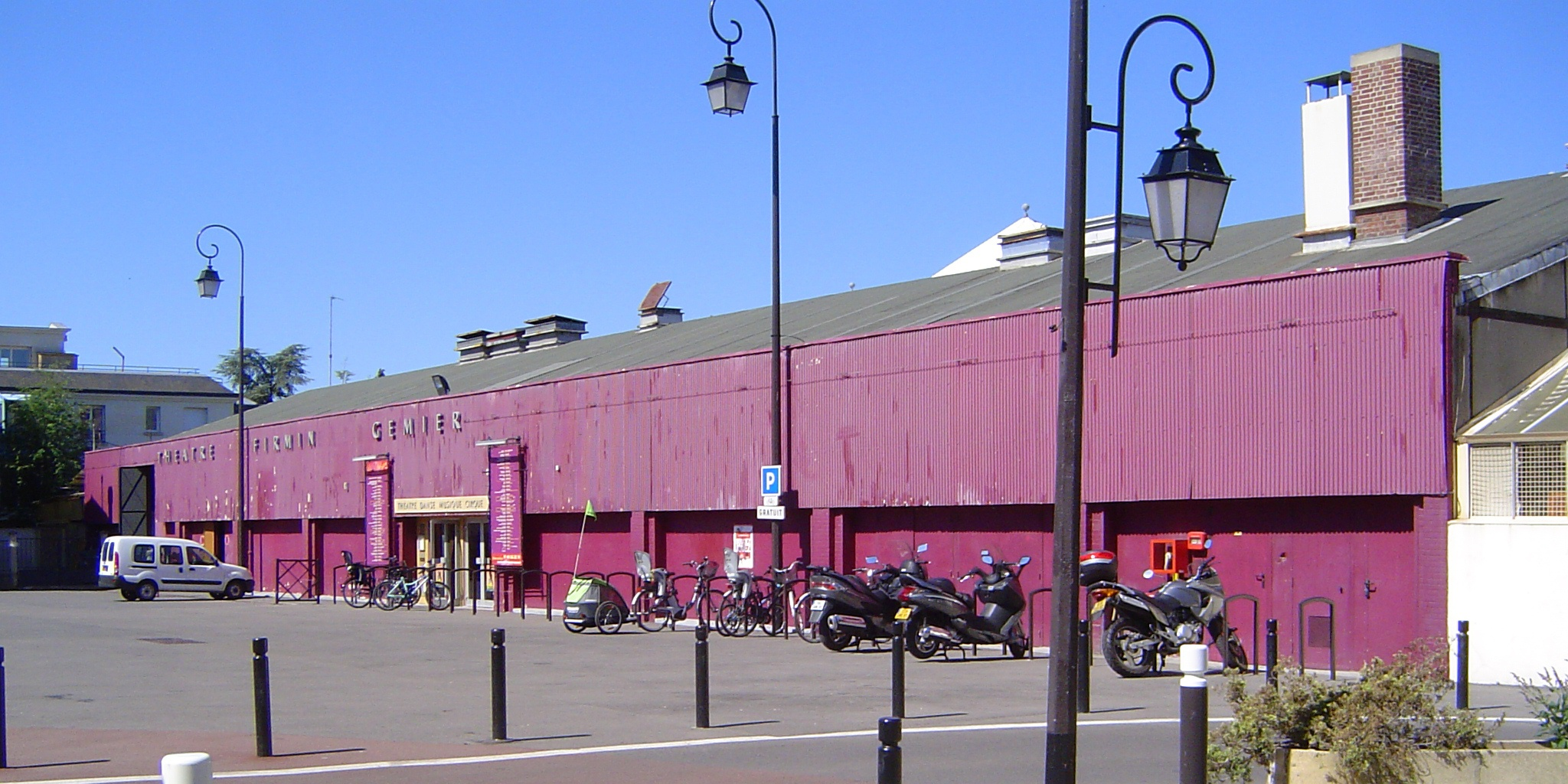
L'ancien théâtre Firmin-Gémier.

Au début du XXe siècle, Antony disposait de trois salles de cinéma, dont :
- le Family Palace (2 rue de Fresnes), construit en 1922, exploité jusqu'en 1981 ;
- L'Artistic (10, avenue de la Division-Leclerc), construit en 1928, municipalisé en 1981, rebaptisé Le Sélect Louis-Daquin et classé cinéma Art et Essai ;
- le Ciné du Soleil-Levant (6 rue du Soleil-Levant), construit en 1930, rebaptisé L'Eden en 1948, exploité jusque dans les années 1970.

Jusqu'à l'été 2011, seul subsiste le cinéma Le Sélect. En 1995, au vu de sa fréquentation grandissante : 49 000 spectateurs en 1983, 100 000 en 1995, la ville a étudié le remplacement de cette salle par un ensemble de quatre salles sur le même emplacement. Les associations locales ont souhaité le maintien d'une programmation ambitieuse et de qualité. Le principe de reconstruction a été adopté par le conseil municipal en avril 1997 mais, compte tenu des difficultés techniques liées à l'environnement, le projet prend du retard. Le 28 janvier 2008, ce cinéma a eu les honneurs de la profession, lorsque Christine Beauchemin-Flot, sa directrice, a reçu le Trophée de l'exploitante de l'année. Ce trophée est remis tous les ans, par Le Film français, hebdomadaire de référence dans la profession. Le nouveau Sélect a été inauguré le 13 janvier 2014, il comprend quatre salles de cinéma et une ludothèque de deux étages. Dès la première année, le cinéma a accueilli 212 551 spectateurs.
Des scènes du film Né de père inconnu de Maurice Cloche (1950) ont été tournées dans la pouponnière Paul-Manchon (démolie au début des années 2000).
L'actuelle bibliothèque municipale, construite en 1990, a la particularité de disposer d'un très important atelier Braille, l'un des rares en France à proposer gratuitement aux non-voyants un grand choix de livres.
Antony dispose d'un conservatoire dépendant de l'Établissement public territorial Vallée Sud Grand Paris et agréé par l'État, le conservatoire Darius-Milhaud, qui accueille chaque année plus de mille deux cent cinquante élèves encadrés par un corps professoral de plus de soixante-dix professeurs. Il a pour principale mission de faire découvrir, apprécier et apprendre la musique, la danse et l'art dramatique dans le cadre d'un cursus d'études au sein de différents départements. Le conservatoire a été inauguré le 7 décembre 1996. Des hommages ont été rendus à Darius Milhaud, « parrain » de ce temple de la musique, ainsi qu'à Paul Arma, célèbre compositeur qui vécut à Antony et dont l'auditorium porte le nom.
En 1967 à l'initiative du maire, Georges Suant, un théâtre de 500 places, le théâtre Firmin-Gémier, a été installé dans la halle construite en 1930 sur la place du marché, après y avoir apporté quelques améliorations, notamment la disposition des sièges sur des gradins. Le premier directeur fut Jacques Sarthou, alors directeur du Théâtre de l'Île-de-France. Souvent désigné comme le fils spirituel de Firmin Gémier compte tenu de son expérience similaire dans un théâtre ambulant, il a souhaité que ce nouveau théâtre francilien porte ce nom. Plusieurs directeurs très créatifs ont animé ensuite ce théâtre : Jean Rougerie nommé en 1972, Pierrette Garreau et Marc Ansel en 1979, Gérard Savoisien en 1984, René Chéneaux en 1991, François Kergourlay en 1995, Marc Jeancourt en 2000, tous ces directeurs ont apporté à Antony une vie culturelle qui a trouvé rapidement un public fidèle. L'« espace cirque », scène nationale, où les chapiteaux de « nouveaux cirques » s'installent régulièrement a fêté ses dix ans fin 2013,. Scène conventionnée, dans le cadre de la communauté d'agglomération des Hauts-de-Bièvre, le théâtre Firmin-Gémier a été associé en 2007 au théâtre La Piscine de Châtenay-Malabry, devenant le Théâtre Firmin-Gémier - La Piscine. Le caractère spartiate et malcommode des infrastructures contrastait avec la richesse de la programmation. En septembre 2011, à la suite de la découverte d'amiante dans les locaux, le théâtre ferme rapidement et définitivement et l'équipe est transférée à Châtenay-Malabry. Les travaux de construction d'une nouvelle salle sont prévus mi-2015 pour se terminer mi-2017. Le chantier ayant pris du retard, la livraison est maintenant prévue à l'été 2021.
Au sein du parc Bourdeau, la Maison des Arts, dont l'entrée est libre, est entièrement destinée à des expositions avec une programmation artistique, des ateliers d'initiation et de sensibilisation pour les enfants.
Le 12 novembre 2014, a été inauguré le nouveau bâtiment appelé « Espace Vasarely » offrant une superficie de 3 500 m2 aux activités associations et culturelles, notamment grâce à ses studios de musique, ses salles de congrès/conférences et la grande salle pouvant accueillir jusqu'à 1 100 spectateurs,.

### Quartiers pavillonnaires
Une grande partie d'Antony est constituée de quartiers pavillonnaires. Ces habitations ont été construites pour la plupart à la fin du XIXe siècle et au début du XXe siècle, peu après l’arrivée du chemin de fer de l’Arpajonnais qui a transformé un village d’agriculture d’autosuffisance en petite ville maraichère puis résidentielle. Parmi ces nouvelles habitations, les pavillons de l’avenue Gabriel-Péri, particulièrement typiques du style Art nouveau, datent de 1890-95. Ceux du lotissement du « Nouvel Antony » ont été conçus par l’architecte Anatole de Baudot (qui avait déjà réalisé le lycée Lakanal à Sceaux). Malgré le nouveau développement démographique des années 1950, Antony a jusqu’à présent conservé un caractère essentiellement pavillonnaire. À la fin des années 2000-2010, la politique d'urbanisme de la municipalité vis-à-vis de ce patrimoine devient un enjeu significatif. En juin 2009, la municipalité a commencé à détruire les pavillons du boulevard Pierre-Brossolette puis publié en octobre 2009 un plan d'alignement de l'avenue Gabriel-Péri qui doit, à terme, entraîner la démolition d'autres pavillons. Ces opérations d'urbanisme sont contestées par les riverains et des associations locales.

### Personnalités liées à la commune
De nombreuses personnalités ayant habité à Antony, y ont eu un attachement particulier, notamment :
- François Molé (1734-1802), acteur de théâtre. Après sa mort le 11 décembre 1802, et comme il l'avait souhaité, il fut enterré dans sa propriété dont l'entrée est toujours visible au 1 rue des Sources, ainsi que son tombeau près de l'entrée du parc Heller, dans l'avenue qui porte son nom.
- Jean-Charles Persil (1785-1870), homme politique. Il est mort à Antony dans sa résidence[171].
- Alfred Velpeau (1795-1867), anatomiste et chirurgien. Il acheta en 1860 une grande propriété à Antony où il résida.
- Auguste Mounié (1876-1940), maire de 1912 à 1940. Il meurt dans son bureau à la mairie d'Antony et enterré au cimetière d'Antony.
- Flaminio Bertoni (1903-1964), designer industriel et sculpteur italien. Il habitait à Antony.
- Paul Arma (1904-1987), compositeur. Il habitait Antony.
- Maurice Ténine (1907-1941), médecin ayant exercé à Antony, fusillé à Châteaubriant et inhumé à Antony.
- Louise Bourgeois (1911-2010), sculptrice et plasticienne. La rue où elle a habité a porté son nom quelques semaines.
- René Desmaison (1930-2007), alpiniste. Il résida longtemps chez son parrain Paul Roze à Antony avec qui il s'initia à l'escalade.
- Pierre Bourdieu (1930-2002), sociologue. Il vécut à Antony dans les années 1960, et y dirigea une enquête sociologique d'envergure sur les Grands Ensembles alors en construction[172].
- André Aubry (1931), sénateur-maire d'Antony.
- Georges Chaulet (1931-2012), écrivain, auteur de la série Fantômette. Il habitait à Antony.
- Pierre Kohlmann (1935-1961) alpiniste français né en 1935 et mort d'épuisement le 16 juillet 1961 à l'âge de 25 ans sur le versant italien du Mont Blanc. Conseiller de l'acteur Jean Marais pour ses différentes cascades filmiques. Enterré au cimetière d'Antony, une rue porte son nom[173].
- Patrick Devedjian (1944-2020), homme politique, maire de 1983 à 2002. Il habitait à Antony où il est mort.
- Laurent Lafforgue (1966), mathématicien, lauréat en 2002 de la médaille Fields.
- Didier Drogba (1978), footballeur. Il a passé une partie de son enfance dans le quartier des Baconnets.
- Nicola Sirkis (1959), chanteur unique, guitariste, harmoniciste du groupe français Indochine est né à Antony
- Stéphane Sirkis (1959-1999), musicien et compositeur français, connu pour avoir fait partie du groupe de rock français Indochine de 1982 à 1999. Né à Antony, il était le frère jumeau de Nicola Sirkis.
- Loïc Badé (2000), footballeur international français ayant grandit à Antony.

### Héraldique
Les armes d’Antony, adoptées le 20 juin 1919, ont été depuis simplifiées. La dernière version date de 1987.
| Armes d’Antony | Elles peuvent se blasonner ainsi aujourd’hui : écartelé : au 1 et au 4 d’azur à l'écusson de sable chargé de trois besants d’argent accompagné de trois fleurs de lys d’or, qui est de l’Abbaye de Saint-Germain-des-Prés ; au 2 et 3 de gueules à une colonne d’argent, au chef cousu d’azur chargé d’un lion passant d’or. * Il y a là non-respect de la règle de contrariété des couleurs : ces armes sont fautives (Ecusson de sable sur azur). De fait le sable n'est pas un émail, une couleur, et peut aussi être considéré comme une panne, une fourrure, et donc cette violation est ainsi levée. |

Le pont qui se trouvait sur la rivière a disparu récemment du blason, mais la devise est restée :
« parvus ubi pagus fuit Urbem jam alluit unda », c’est-à-dire : « là où il n’y avait qu’un petit village, la rivière arrose maintenant une ville ».
Les armoiries originales de 1919 sont définies officiellement ainsi : « la commune d'Antony portera écartelé au 1 et 4 d'azur à trois fleurs de lys d'or avec un écu en abîme, de sable à trois besants d'argent qui est de l'abbaye Saint-Germain-des-Prés, au 2 et 3 contre-écartelé, au 1 et 4 de gueules à une colonne d'argent au chef cousu d'azur chargé d'un lion passant d'or, au 2 et 3 d'azur à trois bandes d'or, au chef cousu aussi d'azur au lion issant d'or, qui est de Hugues de Lionne, premier marquis de Berny, sur le tout de sinople au pont d'argent maçonné et ajouré de sable sur une rivière d'argent ». En résumé : lys de France, écu et besants pour l'abbaye de Saint-Germain-des-Prés ; la tour évoque l'ancienne maison forte surveillant le gué de la Bièvre ; le lion provient des armes de Hugues de Lionne, premier marquis de Berny et ministre français des affaires étrangères (1663-1671).

### Iconographie (photos)
Le photographe Robert Doisneau a immortalisé les rues d'Antony lors de son célèbre reportage intitulé « Le mariage de Paul et Odette », le 8 janvier 1944,. Outre les photos disponibles dans la galerie Commons, un site internet spécialisé regroupe de très nombreuses photos d'Antony.

## Pour approfondir